# Club Atlético de Madrid
Ne pas confondre avec le Real Madrid, un autre club de football basé à Madrid. Ni avec la section handball du club (Club Atlético de Madrid, 1949-1994) ou avec le club du BM Atlético de Madrid (2011-2013).
Maillots
Actualités
Le Club Atlético de Madrid S.A.D, plus couramment appelé Atlético de Madrid, Atlético ou Atleti, est un club de football espagnol basé à Madrid, qui dispute actuellement la Liga.
Au niveau national, l’Atlético est sacré champion d’Espagne à onze reprises et a remporté dix Coupes du Roi, dont un doublé coupe-championnat en 1996. Au niveau européen, le club gagne la Coupe d'Europe des vainqueurs de coupe en 1962, la Coupe intercontinentale en 1975 et la Ligue Europa à trois reprises en 2010, en 2012 et en 2018, et trois éditions de la Supercoupe d'Europe en 2010, 2012 et 2018. Il atteint également la finale de la Ligue des champions de l'UEFA en 1974 , en 2014 et en 2016.
Depuis septembre 2017, les Colchoneros jouent leurs matchs à domicile dans l'Estadio Metropolitano dont la capacité est d'environ 68 000 spectateurs.
Depuis 1911, le maillot porté à domicile par les joueurs de l’Atlético est rayé rouge et blanc avec un short bleu et des chaussettes bleues. Nike est l’équipementier et le sponsor-maillot est Whalefin.
Tout au long de son histoire, le club a connu plusieurs surnoms, tel que Los Colchoneros (« les matelassiers » en français). Durant les années 1970, ils ont été appelés Los Indios en raison des nombreux Sud-Américains qui composèrent l’effectif du club. Il y a d’autres théories pour expliquer ce surnom comme l’emplacement de l’ancien stade du club, le Vicente-Calderón (le nouveau stade étant l’Estadio Metropolitano) qui est « campé » sur la rive du fleuve Manzanares, puisque Los Indios (Les Indiens) étaient l'ennemi traditionnel de Los Blancos (Les Blancs), qui est le surnom du Real Madrid, l'autre grand club de la ville, rival de l'Atlético,. Enfin, il est parfois surnommé el Pupas (le Maudits ou les frustrés) en raison de ses défaites en finale de coupes européennes dans les derniers instants.

## Histoire

### Athletic Club (1903-1907)

#### Fondation

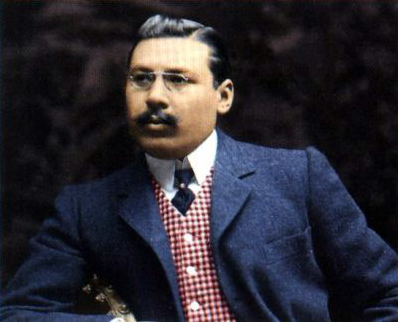
Enrique Allende, premier président de l’Athletic Club de Madrid en 1903.

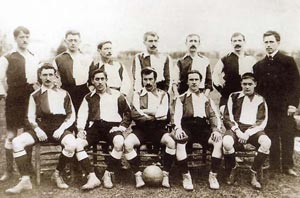
L’Athletic Club de Bilbao, avec les maillots bleus et blancs d'origine, champion d'Espagne en 1904.

Aux premières heures du 26 avril 1903, Ramón de Arancibia, Lebario, les frères Ignacio, Ricardo de Gortázar, Manso de Velasco, Manuel de Goyarrola et Aldecoa, après l'impact qu'avait eu sur les étudiants de Bilbao (qui étaient fans de l'Athletic Bilbao) la victoire de l'équipe basque contre le club de football de Madrid lors de la récente finale de la Coupe, avec d'autres collègues de l'École des ingénieurs miniers de Madrid, ont décidé de fonder une filiale du club de Bilbao au 25 de la Calle de la Cruz à Madrid (actuellement numéro 21 de la même rue), qui s'appelait Athletic Club (succursale de Madrid). Quant aux maillots portés en match, ils sont les mêmes que ceux de Bilbao : une chemise moitié blanche et moitié bleue et un pantalon bleu, comme celle des Blackburn Rovers anglais.
Le premier terrain de jeu de l'équipe de Madrid était le Campo del Retiro (populairement connu sous le nom de "Campo de la Rana"). Il était situé dans la Ronda de Vallecas, aujourd'hui l'avenue Menéndez Pelayo. Le 2 mai 1903, l'équipe a joué son premier match, joué entre ses vingt-cinq partenaires.
Les deux équipes, de Madrid et de Bilbao, n'ont pas pu s'affronter lors de matches officiels ni participer à la même compétition officielle car elles étaient considérées comme le même club. L'Athletic Club avait déjà concouru par défaut lors des premières éditions de la plus haute compétition nationale : le Championnat d'Espagne (aujourd'hui connue sous le nom de Coupe du Roi), impossible donc de participer deux fois (avec son équipe de Madrid et son équipe de Bilbao, car les deux clubs n'en étaient qu'un). De cette façon, il était courant que les joueurs de la branche de Madrid soient alignés dans la première Copa del Rey jouée par l'Athletic Club (ainsi, la Coupe 1904, comptée aujourd'hui uniquement par le club de Bilbao, a été remportée par l'Athletic Club avec plus de joueurs de l'équipe de Madrid que de l'équipe de Bilbao).
Cela dit, son statut de "filiale" était particulier, car la branche madrilène du club possédait son propre conseil d'administration et se différenciait de celui de Bilbao dès sa constitution. L'équipe de Madrid eut donc pour premier président Enrique Allende, qui quitta ses fonctions la même année, en 1903, remplacé par Eduardo de Acha.

### Athletic Club de Madrid (1907-1939)

#### L'indépendance
Le 20 février 1907, l'Athletic Club de Madrid a été inscrit au Registre des associations, obtenant sa propre personnalité juridique et se différenciant de celle de l'Athletic Club de Bilbao. Ainsi, l'équipe de Madrid obtient son indépendance et cesse d'être une "branche" du club de Bilbao. Cependant, les liens sportifs ont continué d'exister avec le club de Bilbao, qui a continué d'appeler les joueurs de l'Athletic Club de Madrid pour jouer le Championnat d'Espagne sous la bannière du club de Biscaye (en particulier Manuel Garnica Serrano de Madrid, meilleur buteur de la finale du Championnat d'Espagne de 1911 qui voit l'Athletic Club l'emporter). Cependant, ces appels à jouer pour l'équipe basque ont cessé lorsque la première version de la charte dite de l'Athletic Club est née en 1912, selon laquelle seuls les joueurs de Biscaye pouvaient jouer le championnat.
Peu de temps après avoir obtenu sa propre personnalité juridique, lors de la saison 1908-1909, l'Athletic Madrid terminera pour la première fois vice-champion d'un titre officiel, le Championnat régional de Madrid, joué dans un format de ligue qui sera remporté par le Club Español de Madrid.
Fin 1909, Juan Elorduy, l'un des joueurs de l'Athletic Madrid, se rendit en Angleterre pour fournir aux deux équipes (Bilbao et Madrid) des maillots bleus et blancs du Blackburn Rovers Football Club. N'en ayant pas trouvé, il choisit alors d'acquérir une cinquantaine de maillots rouges et blancs du club de football anglais de Southampton (le club anglais avait alors de très bonnes relations avec l'Athletic Club, y compris même certains de leurs joueurs, comme Lezama, dans l'équipe de Bilbao). Après son voyage, Elorduy donna vingt-cinq maillots à l'Athletic Club de Bilbao et garda l'autre moitié chez ses grands-parents. Le 1er janvier 1911, l'Athletic Club de Madrid joua un match amical contre l'Athletic Club de Bilbao, qui se termina par un match nul sur le terrain de Lamiako en Biscaye. Lors du dîner de jumelage d'après-match entre les deux équipes, les joueurs de l'équipe de Madrid ont demandé aux joueurs de l'équipe basque s'ils avaient d'autres maillots. Juanito Elorduy se rappela qu'il avait gardé une boîte avec vingt-cinq des kits qu'il avait apportés d' Angleterre et entreposés dans la maison de ses grands-parents. Par la suite, le directeur de l'Athletic Madrid, Manuel Rodríguez Arzuaga, aurait déclaré ce qui suit : "Lorsque vous reviendrez à Madrid, vous me les apporterez, je les payerai tous." L'Athletic de Madrid fera ses débuts pour la première fois avec ses nouvelles couleurs en compétition le 22 janvier 1911, lors de la deuxième édition de la Copa Rodríguez Arzuaga (es), contre la Real Sociedad Gimnástica Española (es). Le tissu était en toile, avec des lacets et sans col. Le match n'a pas eu de fin, puisque Gimnástica s'est retiré après avoir contesté un but validé par l'arbitre, but qui signifiait la victoire pour les rojiblancos. Le changement de couleur du maillot a également motivé les deux clubs, de Bilbao et de Madrid, à modifier leurs logos précédemment bleus et blancs en conséquence. Malgré cela, et contrairement à ce qui se passait du côté de l'Athletic Bilbao, la couleur bleue continuera d'être liée au club madrilène, la portant définitivement sur son pantalon depuis 1921.
En 1912, l'ancien joueur Julián Ruete (qui finira également par être entraîneur) prend la présidence, prenant les dernières mesures pour se dissocier de l'Athletic Bilbao. Sous son mandat, l'Athletic Club de Madrid a réussi à atteindre la première finale de son histoire, en jouant dans le Championnat du Centre régional 1912/13 et en perdant 2-3 contre le Madrid Foot-Ball Club (de là va commencer à naître une forte rivalité). L'Athletic Madrid a délaissé son Campo del Retiro et a continué à jouer ses matchs à domicile au Campo de O'Donnell, inauguré le 9 février 1913 lors d'un match contre l'Athletic Bilbao, à l'époque le meilleur terrain de la capitale grâce à la stratégie d'expansion sportive souhaitée par le patron et fondateur du club, promoteur de l'athlétisme à Madrid et futur président d'honneur, Manuel Rodríguez Arzuaga (au point que la première rencontre internationale à Madrid de l'équipe nationale espagnole y aurait lieu.) L'équipe madrilène atteindra plusieurs fois la deuxième place dans la plus haute compétition régionale lors des éditions de 1913/14, 1916/17, 1917/18 et 1919/20.

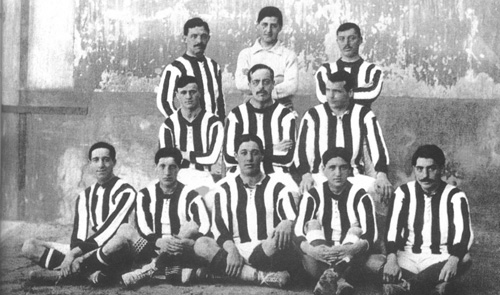
L'Athletic Club de Madrid en 1911, avec Manuel Garnica, meilleur buteur cette année-là en finale du Championnat d'Espagne que l'Athletic Club de Bilbao allait conquérir.

Le changement de stade signifie que les sections sportives autres que le football, qui avaient été inaugurées pendant le mandat d'Eduardo de Acha (es), étaient renforcées, car il était habituel que les joueurs de différentes disciplines se démarquaient (comme Andrés Tuduri Sánchez (es), futur président de la Fédération espagnole d'athlétisme, qui durant ses douze saisons au club, à partir de 1916, a remporté plusieurs titres autant en football qu'en hockey). En 1915, Manuel Alonso de Areyzaga, premier joueur de tennis espagnol à rejoindre le Temple de la renommée du tennis mondial, l'un de ces athlètes polyvalents de l'Athletic de Madrid, a conduit le club à ses premiers titres officiels et nationaux : la Coupe du Roi de hockey sur herbe et le Championnat d'Espagne de Tennis. Ce fut le début de l'époque la plus brillante de la section de Tennis du club de Madrid, durant laquelle, en plus d'Alonso, un autre des grands joueurs de tennis de l'époque s'est également démarqué et a remporté plusieurs titres pour le club : Manolo Pérez Seoane, finaliste et membre de Wimbledon, tout comme son coéquipier Alonso. Les deux tennismans ont notamment été membres de la première équipe d'Espagne à la Coupe Davis. Quelques années plus tard, les Championnats d'Espagne ont aux aussi été conquis, par la branche féminine, et par la rojiblanca Pepa Chávarri et s'ajoutèrent à cette vitrine de tennis de l'Athletic Club de Madrid.
Il est important de souligner qu'à cette époque, de nombreux clubs pionniers de Madrid étaient voués à la disparition, depuis que le club de football de Madrid (le Real Madrid) leur ait pris leurs meilleurs joueurs, ou même à être fusionnés ou absorbés par le même Real Madrid, alors le plus puissant de la capitale espagnole. 
L'Athletic Club de Madrid, grâce au soutien de son homologue, également puissant, en Biscaye (l'Athletic Club de Bilbao) dans les premières années de vie, a résisté à ces défis, accueillant les membres et les fans "orphelins" de ces clubs éteints et intégrant la "charge anti-Madrid". Ces supporters ont joué un rôle clé dans la naissance de la rivalité existante avec le Real et l'Atlético, tous deux voisins. Cette incorporation progressive dans l'Athletic Madrid d'éléments étrangers à son homologue du Pays basque a motivé, premièrement, le fait que le club rojiblanco ait décidé d'obtenir sa propre personnalité juridique susmentionnée de sa propre initiative en 1907 et, plus tard, qu'il réduisait de facto la dépendance et ses relations avec l'Athletic Bilbao. Cette indépendance se concrétise lorsqu'en 1917 l'Athletic Club de Madrid s'octroie son propre bouclier purement madrilène, avec l'ours et l'arbousier, symboles de la ville, différent de ce que portait l'Athletic Bilbao. En 1921, l'Athletic Club de Madrid s'est complètement dissocié de l'Athletic Club de Bilbao (bien que le processus ne devienne officiel que le 4 octobre 1924, lorsque l'Assemblée générale des membres de l'Athletic Club de Madrid a complètement réformé les statuts et règlements du club, éliminant toute mention de dépendance avec le club de Bilbao).

#### L'équipe desCaballeros

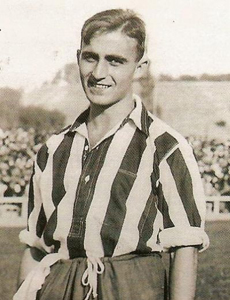
Monchín Triana de l'Équipe des Caballeros qui inaugura en 1921 le palmarès officiel du football.

Performance en championnat du Club Atlético de Madrid 1929-présent

De ce fait, le 23 janvier 1921, l'Athletic de Madrid remportera son premier titre officiel de football (en laissant de côté les contributions déjà mentionnées aux championnats d'athlétisme de 1904 ou 1911 à Bilbao, pour laquelle l'équipe de Madrid avait fourni des joueurs) : le Championnat régional de 1921. Parmi les joueurs de cette équipe figuraient Luis Olaso (es), Pololo (es) et Desiderio Fajardo (es) (premiers joueurs du club internationaux avec l'Espagne), Javier Barroso (es) (joueur polyvalent, attaquant et plus tard gardien de but de l'équipe) ou, surtout, "Monchín Triana, considéré comme le premier grand dribbleur de football espagnol. En son honneur, à la suite de sa mort tragique en 1936, un trophée (es) sera créé en 1952 pour récompenser un joueur d'un club du championnat s'étant particulièrement illustré durant la saison (le seul rojiblanco qui l'emportera sera Adrián Escudero lors de la saison 1956-1957) ainsi qu'une Coupe officielle régionale (es) (que le club rojiblanco remportera trois fois). Cette saison 1920-1921 est marqué par l'arrivée surprise de Santiago Barnabéu, légende du Real Madrid. Il a rejoint l'équipe brièvement cette saison en tant que joueur: bien qu'il n'ait joué aucun match officiel car les règlements de l'époque ne le permettaient pas, il a tout de même joué un match amical contre l'Español Foot-Ball Club sous les couleurs rouges et blanches. L'année suivante, Barnabéu retournera au Real. Il est à noter qu'à cette époque, le football espagnol, officiellement amateur, devenait professionnel. Certains clubs ont commencé à avoir des footballeurs qui ont secrètement perçu un salaire. D'autres, comme l'Athletic Club de Madrid, étaient de vrais amateurs, donc leurs footballeurs n'ont rien perçu pour jouer et ont très bien pris leur amateurisme contre d'autres équipes qui n'en étaient plus tellement. Cette pour cette raison que l'équipe sera surnommée El equipo de los Caballeros (comprenez en français : l'équipe des chevaliers) qui, dans les Années 1920 du siècle dernier, conquériait les premiers titres officiels de football du club.
Dans le système de l'époque, les champions régionaux étaient invités pour disputer le championnat d'Espagne. Ainsi, compte tenu de leur dissociation matérielle totale avec le club basque, dont l'équipe de Madrid venait de se séparer, l'Athletic Club de Madrid a pu participer à la Copa del Rey, malgré le fait que les Basques y participent aussi. Lors de ses débuts dans la compétition, après un match retour de demi-finale sensationnel contre le puissant Real Unión, perçu comme le meilleur, joué par l'équipe de son Campo de O'Donnell, l'Athletic Club de Madrid atteint la finale en 1921, précisément contre l'Athletic Club Bilbao. Ce fut là le premier duel officiel entre les deux clubs depuis leur fission. Le club de Bilbao a fait pression sur le club madrilène pour que la finale se déroule à San Mamés, et non à Séville comme prévu, craignant un environnement hostile après sa polémique en demi-finale contre le club de Séville. Le président Julián Ruete (es) a cédé à la pression pour des raisons purement éthiques, en reconnaissance du lien historique avec le club de Bilbao (qui marquera le déclin de sa popularité auprès des autres membres de l'Athletic Club de Madrid), de la même manière qu'il a accepté le fait que ce serait l'Athletic Club de Madrid et non celui de Bilbao qui porterait en finale la chemise bleue et blanche originale contre le rouge et le blanc des Basques. Les Madrilènes n'avaient pas l'habitude de jouer sur des terrains en herbe comme celui du stade de Bilbao et, affichant un grand match devant le soutien massif de leur public, l'Athletic Club de Bilbao s'est proclamé champion.
L'Athletic Club de Madrid a de nouveau été le vice-champion régional durant les saisons 1921/22 et 1922/23. Le stade Metropolitano a été inauguré le 13 mai 1923, lors d'un match entre l'Athletic Club de Madrid et la Real Sociedad de Fútbol, remporté par l'Athletic de Madrid 2-1, Triana étant le premier buteur du nouveau fief rojiblanco.
Le club madrilène remporte le titre de champion régional en 1924/25 (terminant la ligue à une grande distance de son poursuivant, le Real Madrid) et finit deuxième lors des éditions de 1925/26 et 1926/27. Grâce à ces performances en Championnat du Centre, L'Athletic de Madrid a pu rejouer le Championnat d'Espagne. En 1925, il atteignait les demi-finales du plus haut tournoi national, mais sont battus par Barcelone (premier duel officiel entre les deux clubs) dans un climat très tendu (Ramón Triana sera notamment expulsé au match aller pour avoir giflé un spectateur culé qui avait insulté un autre joueur rojiblanco). Ces deux égalités sur la double confrontation ont donc exigées un troisième match d'appui dans lequel les Catalans ont gagné sur le plus petit des scores (si la règle des buts à l'extérieur avait été en vigueur, après le deuxième match, les Madrilènes auraient atteint la finale). En 1926, l'équipe, entrainée par le légendaire Fred Pentland (surnommé "El Bombín"), atteint la finale du championnat national, où ils rencontrent à nouveau le FC Barcelone le 16 mai 1926. Avec un 0-0 sur le tableau d'affichage, Franz Platko a frappé Triana à la tête, une agression non sanctionnée qui laissera l'équipe rojiblanca rancunière pour tout le reste du match. L'Athletic qui gagnait pourtant 2-0 à la mi-temps, a été recollé au score, et après qu'un but ait été injustement annulé pour les rojiblancos à quelques minutes de la fin, les blaugranas ont remporté le match en marquant leur troisième but en prolongations (2-3). À la fin de ce tournoi, Luciano Urquijo sera élu comme le nouveau président du club, qui devra faire face à l'arrivée du professionnalisme, réglementé par le football espagnol en juin 1926.
Lors de la saison 1927/28 (celle des débuts de son premier joueur étranger - le latino-américain Eduardo Ordóñez (es) - et de son premier joueur asiatique - Marcelino Galatas (es)), l'Athletic conquiert pour la troisième fois le Championnat régional central, se proclamant champion à Chamartín après avoir battu 1-3 le Real Madrid dans un match d'appui pour le titre. Pour son 25e anniversaire depuis sa fondation, en avril 1928, l'équipe madrilène a affronté en match amical l'équipe nationale argentine, lors du premier match joué par cette sélection en Espagne.
Bien que l'Athletic de Madrid doive encore attendre pour remporter le Championnat d'Espagne, c'est grâce à sa présence lors des finales de 1921 et 1926 qu'il a pu devenir l'un des dix clubs fondateurs de la Ligue espagnole de football en 1928 (composé de ceux qui avaient été champions ou finalistes du dit championnat). Le club a participé en 1929 à la première édition du championnat de la première division espagnole, dans laquelle il a terminé sixième avec son nouvel entraîneur revenu pour cette saison, Fred Pentland, avec Cosme Vázquez (es) comme deuxième meilleur buteur de la compétition (15 buts en 17 matchs) et avec Alfonso Olaso (es) tenant l'honneur de marquer le premier but de l'histoire de la Ligue. Sportivement, lors du début de la nouvelle compétition, l'équipe a été gravement affaiblie lorsque le Real Madrid a signé Triana en 1928 et Luis Olaso et Cosme Vázquez en 1929, le club royal de la capitale profitant de l'instabilité croissante générée pendant la présidence de Luciano Urquijo (es).

#### Les tragiques années 1930
Viennent ensuite des saisons très peu prolifiques, avec des épisodes dramatiques dont le meurtre d'un des joueurs lors d'une tournée à Alger. Bien que le club soit redevenu vice-champion régional au cours des saisons 1928/29, 1930/31 et 1933/34, sa performance dans la Ligue était plus déficiente, ce qui en fait la première équipe de l'histoire à descendre dans la deuxième division (Lors de la première édition de la première division, le Racing Sanatander était parvenu à se maintenir grâce aux barrages de relégation, ces barrages ayant été supprimés lors de la seconde édition, l'Athletic Club de Madrid fut relégué d'office, étant le dernier du championnat). Il n'y a pas eu de "remontada" lors de la défaite de la dernière journée de l'Athlétic Club de Madrid contre Arenas, qui, combiné avec une victoire du CE Europa dans les dernières minutes de leur match contre le Real Unión, a signifié que le club madrilène obtenait la dixième et dernière place du championnat d'Espagne de la saison 1929/30 synonyme de relégation. Les supporters du Real Madrid se sont cruellement moqués de cette descente en seconde division en payant de leur poche un avis, publié dans divers médias nationaux, certifiant la "mort" de leur plus grand rival. L'Athletic Club de Madrid mettra quatre ans à retrouver l'élite du football espagnol lorsqu'il se classera deuxième du championnat de seconde division en 1934.
Au cours de la première année de l'histoire du Club en seconde division, l'équipe a terminé troisième, embourbée dans une crise économique, sportive et sociale alarmant faisant craindre sa disparition. Des critiques ont éclaté contre la présidence du club, assurée par Luciano Urquijo (alors surnommé "le dictateur"), qui avait profité de son mandat pour retirer le droit de vote des membres. Fin novembre 1931, Urquijo démissionna et fut remplacé par un nouveau comité directif, présidée par Rafael González Iglesias (es), dans laquelle anciens et nouveaux socios , y compris les joueurs, avaient une place égale. Concernant ces nouveaux membres, il faut souligner que cette même année 1931 le dernier grand club madrilène, le Racing Club de Madrid champion de l'ère amateur en 1915, disparut, lui qui avait pourtant survécu, tout comme l'Athletic Club de Madrid à la montée en puissance dans la capitale du Real Madrid. Comme cela s'était produit après l'extinction d'autres clubs madrilènes dans le passé, les fans du club rouge et noir récemment disparu, avec un caractère nettement anti-madrilène, ont profité de la reconstruction que l'Athletic de Madrid allait subir pour rejoindre massivement les nouveaux membres de l'Atletico. Ces nouveaux et anciens membres ont injecté de leur poche une importante somme d'argent qui a permis au club de survivre, en commençant, grâce à ce paiement direct, à amorcer la "résurrection" de l'Athletic Madrid. La saison suivante (1931-1932), l'ancien joueur Javier Barroso est nommé en tant qu'entraîneur, et, malgré l'humiliation subie face au futur champion 10-1 (le Real Betis Balompié) - l'attaquant Losada marquant sept buts (à ce jour, meilleur buteur d'un seul match officiel) -, l'équipe a terminé quatrième. En 1932, le nouveau comité présidentiel du club réalise un coup majeur avec un effet médiatique important avec la signature du "roi de l'astragale", Gaspar Rubio (es), en organisant pour sa présentation un match amical international contre le Moghreb à Tanger, que le club madrilène remporte 9-2. Malgré cette incorporation, la promotion lors de la troisième saison dans la première division sera également un échec, l'Athletic Madrid terminant deuxième à trois points du Real Oviedo.
Le club va finalement remonter en première division en 1934, après le second retour en tant qu'entraineur de M. Pentland qui a repris l'équipe, grâce au fait qu'une modification du comité de la ligue accorde la promotion au deuxième, une position que les rojiblancos occupaient à nouveau, cette fois à trois points de Séville. Dans cette équipe, le buteur Julio Elícegui (es) (surnommé "Cabecita de Oro" et "Suicida" pour ses magnifiques buts de la tête) et le gardien Salvador Fernández Pacheco, surnommé "Manitas de Plata" (en français "bricoleur en argent"), se sont démarqués. Le retour en première division de l'Athletic Madrid ne s'est pas accompagné de succès. Après avoir terminé septième, à l'été 1935, en formant une équipe avec des espagnols uniquement, l'équipe ferait sa première tournée américaine, faisant sensation pour les deux joueurs susmentionnés de l'Atletico. Mais au retour, l'Athletic finirait la saison à la dernière place avant le début de la guerre civile espagnole, en position de relégation, en raison d'un penalty manqué par Chacho dans les dernières minutes de la dernière journée de match de championnat. Cette relégation, du fait des circonstances, n'aura pas lieu.
La violence que le pays a subie au cours de ces années a considérablement affecté l'équipe de rouge et blanche, perdant beaucoup de ses joueurs à la fois durant la révolution des Asturies et pendant la guerre civile. L'Athletic Club de Madrid, malgré la situation dramatique, n'a pas totalement interrompu son activité footballistique, jouant plusieurs matchs de charité en pleine guerre civile : contre Valence (club également situé en zone républicaine) à Mestalla afin de récolter des fonds pour les orphelins que la guerre provoquait, contre le Batallón Deportivo (bataillon sportif du Front populaire espagnol) au stade de Vallecas au profit des hôpitaux du sang et contre la Peña Amparo à Delicias (es), pour participer à la collecte aux institutions caritatives. À la fin de la guerre, compte tenu de la destruction du stade du Real Oviedo (qui demandait une échéance d'un an pour le reconstruire et revenir en compétition en première division), il a été décidé que sa place serait attribuée par l'équipe de Madrid et Osasuna (qui avait été le dernier du classement de la saison 1935/36, celle d'avant la guerre civile). À la fin de cette saison (1939-1940), ils ont tous deux joué un match au stade Mestalla le 26 novembre 1939 avec une victoire des rojiblancos 3-1, ce qui changera radicalement le destin du Club.

### Athletic Aviación de Madrid (1939-1947)

#### Fusion avec l'Aviation Nationale

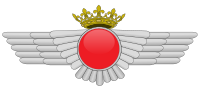
Emblème de l'armée de l'air espagnole qui sera ajouté à lescudo d'origine en 1939.

Peu avant ce match, le 4 octobre 1939, un accord avait été signé entre l'Athletic Club de Madrid et le Club Aviación Nacional (es). Techniquement, et malgré le fait qu'on l'appelle parfois ainsi, ce n'était pas une "fusion" (ce qui explique qu'aujourd'hui le Championnat Régional d'Aragon (es) de 1939 que venait de remporter le club aviateur ne compte pas pour le club rojiblanco), mais d'un changement de nom du club madrilène articulé selon cinq points :
1. Le changement de nom du Club
2. Bien que le club change de nom, il continuera à être régi par le même règlement comme l'avait fait jusqu'à présent l'Athletic Club (c'est-à-dire que ce serait toujours le même club fondé en 1903, mais avec un autre nom),
3. Il continuerait de jouer avec le même maillot qu'ils portaient déjà (maillot rouge et blanc et pantalon bleu; la couleur de l'uniforme du club étant également bleue pour les aviateurs), mais avec une modification du bouclier (l'ajout de l'emblème aviateur),
4. Les socios et joueurs du club aviateur auraient les mêmes droits que ceux qui étaient déjà membres du Club,
5. L'accord devrait être reconnu par la Fédération Castillane de Football[12].

De cet accord, l'entité a été renommée Athletic Aviation Club (et peu après, Club Atlético Aviación, depuis le décret de 1940 interdisant les anglicismes) et les joueurs de l'Aviation nationale ont été intégrés dans l'effectif de l'Athletic Club (dont ils étaient devenus membres grâce au quatrième point de l'accord). L'accord a été motivé par la mauvaise situation économique et administrative de l'Athletic Club de Madrid, en plus du manque de footballeurs en raison de la guerre civile espagnole, ainsi que par l'intérêt des joueurs de l'aviation nationale, récents champions d'Aragon et éliminés au stade des quarts de finale du premier championnat d'Espagne après la guerre civile (es), pour pouvoir évoluer dans la plus haute catégorie de football espagnol.

#### Deux Liga consécutives à Vallecas
L'équipe « matelassière » (précisément à cette époque, le surnom bien connu est né, en raison de la similitude de la couleur de son maillot avec celle de la doublure des matelas d'après-guerre, eux aussi rouges et blancs) a réussi à conquérir, durant sa première saison en tant qu'Athletic Aviation, la dernière édition du Championnat du Centre (es) (portant le club à un total de quatre de titres régionaux remportés entre 1902 à 1940). Ainsi, l'Athletic acquiert de nouveau un titre après près de 12 ans de disette. Ce fut le début officiel de la dernière saison du buteur Elícegui (es) dans l'équipe, mais l'Athletic avait encore quelques joies qui l'attendaient : le 28 avril 1940, l'équipe dirigée par Ricardo Zamora remportait pour la première fois le titre de champion de la Première Division. Ce fut alors le premier titre national de la section de football de l'histoire du club, remporté au coude à coude contre Séville, qui terminera deuxième. L'équipe, était alors mené par son célèbre trio d'attaque, "Los Tres Mosqueteros" ("Les Trois Mousquetaires" : Germán Gómez (es), Ramón Gabilondo (es) et Machín (es), l'un des meilleurs milieux de l'histoire rojiblanca) ainsi que "le capitaine du sourire éternel", Pepe Mesa (es), qui s'est notamment démarqué. Dès lors que le club eu remporté le championnat national, l'entraîneur rojiblanco de l'époque, Ricardo Zamora, est arrêté et emprisonné par la dictature car il est accusé de "communisme". Il ne reviendra sur le banc qu'en décembre. Malgré ces difficultés, en septembre de la même année et avec l'étiquette de champion en titre, les rojiblancos gagneront contre le vainqueur en titre de la Coupe du Roi (7-1 contre l'Espanyol de Barcelone) un match qui constituait l'ancêtre de la Supercoupe d'Espagne et dont l'officialité est discuté.
L'équipe a été obligée de jouer brièvement à domicile à Chamartín (stade du Real Madrid à l'époque) et enfin au Stade Vallecas (qu'elle avait déjà utilisé ponctuellement lors de sa phase en seconde division avant la guerre), inauguré ainsi en tant que "terrain de première division", le temps que les dégâts causés par la guerre soient réparés au Stade Metropolitano, où l'Atlético retournera en 1943 (et qui, à son tour, prêtera le stade à son éternel rival entre 1946 et 1947 pour y jouer également en tant que local le temps que ces derniers construisent leur nouveau stade). L'Atlético n'a joué qu'un seul match à domicile à Vallecas cette première saison, obtenant sa première Liga le dernier jour avec une victoire sur la pelouse de ce même stade, et a prolongé sa séquence lors des sept premiers matchs à domicile des suivants, pour un total de dix-neuf matchs invaincus à domicile au stade de Vallecas. Cette série d'invincibilité à domicile lors de la première saison d'une équipe dans son stade en Liga la plus élevée est en vigueur depuis lors et a été proche d'être battue par l'Atlético de Madrid lui-même, lors de la première saison dans son nouveau stade, l'Estadio Wanda Metropolitano, en 2018.
La saison suivante, le 2 mars 1941, durant laquelle l'entraîneur Ricardo "el Divino" Zamora fut libéré, l'Atlético réussit à revalider le titre de champion de la Première Division, réalisant sa première série de deux titres de champion. Durant cette saison, la grande contribution de l'attaquant et du premier trophée Pichichi de l'histoire de l'Atlético de Madrid, Pruden, le meilleur buteur du championnat avec 32 buts (un chiffre jamais atteint jusque-là par aucun autre footballeur), a été la clé de la réussite du club, bien accompagné également par une ambitieuse attaque formée de Paco Campos et "El Divino Calvo" Arencibia (es), ainsi que d'une défense solide représentée par Alfonso Aparicio et Fernando Tabales, le premier gardien de but avec le moins de buts encaissés en championnat en une saison dans l'histoire du Club (c'est ainsi que fut créé le trophée Zamora, en l'honneur de l'entraîneur alors rojiblanco, gardien de but lorsqu'il était joueur. Le trophée est attribué au gardien tous les ans dont le ratio de buts encaissés par match est le plus faible dans le championnat d'Espagne de football). Peu de temps après, le 22 juin 1941, l'Atlético soulève un autre titre régional officiel, la Copa Presidente Federación Castellana (es), après avoir battu le Real Madrid 3-0 lors du match retour de la finale. L'équipe n'obtiendrait pas plus de titres à ce stade, étant notamment le vice-champion de la ligue en 1944, un titre que Valence gagnera de son "l'attaquant électrique", en plus de plusieurs troisièmes places. Après sept saisons sur le banc, Zamora quitte l'Atlético en 1946, et est remplacé par Emilio Vidal (es).

#### Une dissolution matérielle mais un lien qui reste

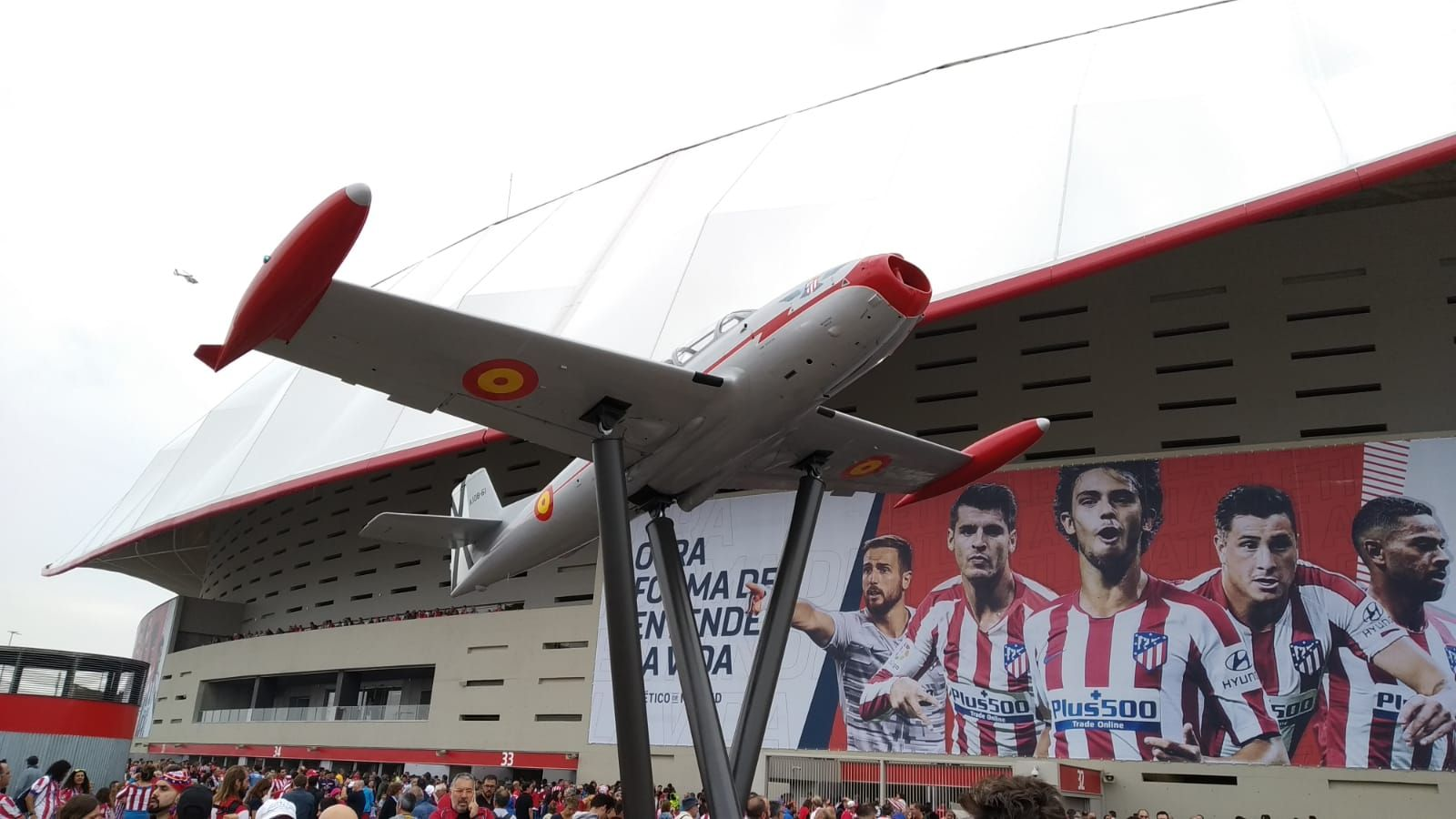
La Saeta offerte par l'armée de l'air espagnole.

En 1947, le lien matériel entre le Club et l'armée de l'air prit fin, cette dernière ayant demandé que le nom soit à nouveau modifié en retirant "Aviation". Cependant, l'Atlético de Madrid continuerait d'honorer ce lien pour les années à venir, de manière très significative dans les actes lors 75e anniversaire de l'armée de l'air, coïncidant avec le 75e anniversaire depuis son affiliation en tant qu'Athletic Aviation, avec des parachutistes atterissant sur le terrain de jeu du stade Vicente Calderón avant d'entamer un match en 2014, une tradition qui s'est perpétuée pour célébrer d'autres éphémérides du Club (en 2017 au Wanda Metropolitano pour inaugurer le nouveau stade par exemple). L'Air Force a également continué d'honorer ce lien : l'Atlético a une Saeta (avion de l'armée espagnole), exposée aux abords de l'Estadio Metropolitano offerte par l'Air Force en 2019 pour commémorer les relations de l'Atlético-Aviación.

### Club Atlético de Madrid (1947-1992)

#### De la soie au cristal et à l'acier
En janvier 1947, le club a été rebaptisé Club Atlético de Madrid, adoptant également un nouvel escudo, similaire à celui utilisé en 1917. Le premier match officiel du club sous ce nouveau nom, joué le 6 janvier 1947, correspond à une défaite de 3-1 contre Sabadell, joué à l'Estadio Metropolitano. Sa première saison sous ce nom, 1946/47, se termina par une douloureuse troisième place (l'Atlético perd la tête du championnat après avoir perdu le derby madrilène lors de la dernière journée, battu par son ancien joueur Pruden, qui a signé quelques années plus tôt par le club Merengue). La saison suivante, les rojiblancos amorcent ce même derby avec un sentiment de revanche majeure, et l'emportent, dans ce qui est, à ce jour, la plus large victoire dans un derby contre le Real Madrid (5-0, un match également connu pour être le premier dans lequel des numéros ont été assignés à des joueurs lors d'un match de football en Espagne), offrant une consécration pour l'attaque rojiblanca, populairement surnommée "Delantera de Seda" (en français : "l'attaque de soie"), composée de : Silva, Juncosa, Vidal (es), Campos et Escudero (le meilleur buteur historique de l'Atlético en Liga, avec 150 buts). Bien qu'en Ligue l'équipe répète une troisième place, peu avant le début de la compétition, cette même équipe avait levé le premier titre officiel obtenu par le Club sous son nouveau nom, le 14 septembre 1947, à l'issue d'un "super tournoi", ancêtre de la Supercoupe d'Espagne, joué dans un format ligue depuis 1941, cette fois-ci contre Valence, l'Athletic et Barcelone. La saison suivante, aucun titre n'a été remporté, atteignant une petite quatrième place en Liga.

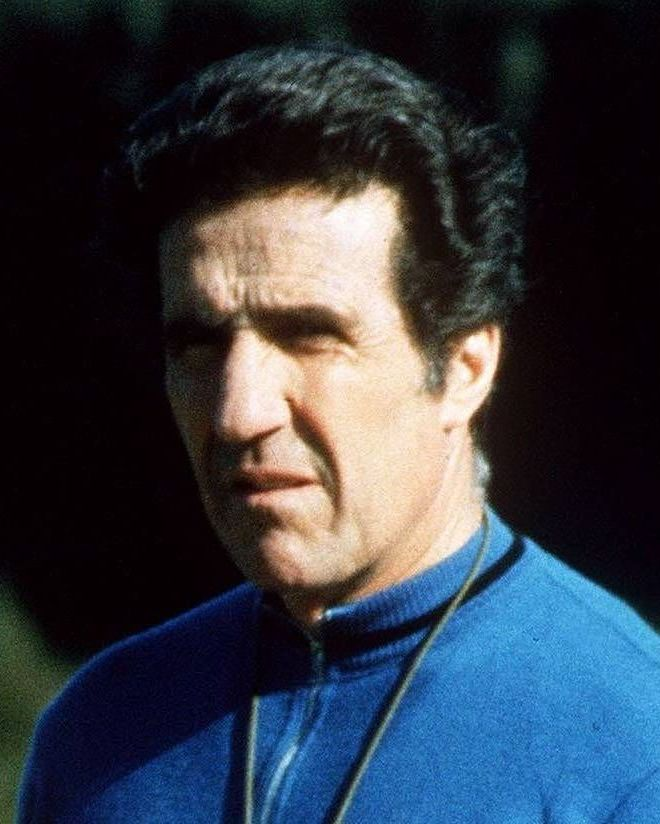
Helenio Herrera décroche deux titres de champion de Liga avec les ‘’Rojiblancos’’.

Helenio "El Mago" Herrera rejoint alors l'équipe en tant que nouvel entraîneur en 1949. Les déclarations des journalistes le placent directement en première ligne des médias (entre autres, "il joue mieux avec dix qu'avec onze", se référant à l'amélioration de l'Atlético dans un derby gagné de justesse après l'expulsion d'un de ses joueurs) et cela allait révolutionner la "Delantera de Seda" faisant de l'équipe l'un des premiers représentants du catenaccio dans l'histoire du football. Au cours de la saison 1949/50, l'Atlético a obtenu son troisième titre de champion dans un match serré au Metropolitano contre Valence (4-4) et grâce à un exploit de l'entraîneur rojiblanco qui a mené l'équipe de la onzième à la première place du championnat.
La saison suivante, battant le Real Madrid 3-6 à Chamartín avec une performance stellaire de Benbarek (symbole de la "Delantera de Cristal" : "l'attaque de Cristal) et réitérant son exploit en défaisant une nouvelle fois son ennemi de toujours en match retour 4-0, l'équipe matelassière s'est octroyé, au détriment de Séville, son quatrième titre de champion national après un match tendu au stade de Nervión (es), réalisant ainsi une nouvelle série de deux championnats remportés de suite. À cette époque, l'Atlético était devenu le club de football le plus titré de la capitale, doublant le nombre de ligues conquises par Real Madrid. Peu de temps après, l'Atlético battait Barcelone à Chamartín, lors de l'ancêtre (es) de la Supercoupe d'Espagne, le 1er novembre 1951. Quant à ses performances internationales, l'équipe a contribué au rayonnement espagnol avec ses victoires en 1950 (contre la Lazio) et 1951 (contre le Sporting Clube de Portugal) en remportant la troisième place de la Coupe latine.
Pour la conquête de ces titres, des joueurs tels que Larbi Benbarek (dont Pelé a dit que s'il était le roi du football, alors le joueur de l'Atletico était le Dieu), Henry Carlsson (première médaille d'or olympique à jouer en Espagne), José Luis Pérez-Payá, José Juncosa et Adrián Escudero, qui est devenu connu sous le nom de "Delantera de Cristal" ("L'attaque de Cristal", se référant aux bas couleur "cristal" que portait l'équipe). Cette équipe, cependant, se caractérise également par sa défense, solide, son gardien Marcel Domingo ayant encaissé moins de but que toutes les autres équipes du championnat lors de la saison 1948/49 et étant l'un des derniers joueurs restant de l'ère "Aviación" avec le défenseur central Alfonso Aparicio (étant ainsi le seul joueur de l'Atletico à avoir remporté quatre championnats), qui accompagné de Riera (es) et Lozano ont formé la défense connue sous le nom de "Telón de Acero" (en français : "le rideau de fer") sous le système de Helenio Herrera.
La présidence de Cesáreo Galíndez (es) (1947-1952) mérite une mention spéciale, non seulement pour ses succès footballistiques, mais aussi pour la création et la promotion des sections du Club dédiées à d'autres sports. Parmi ces sections, la plus aboutie est sans doute celle dédiée au handball. À la fin de son mandat, Galíndez sera remplacé par le marquis de Floride (es), sous la présidence duquel Helenio Herrera sera licencié en janvier 1953 (après une quatrième place la saison précédente et des mauvais résultats au début de la phase retour de la saison en cours). En avril 1953, l'Atlético célèbre son cinquantième anniversaire. Pour l'occasion, le Club a été récompensé avec la Coupe d'honneur du Conseil municipal de Madrid et fut organisé dans le cadre des célébrations un tournoi triangulaire avec l'Athletic Club et le Wacker Mödling que le club de Bilbao remportera.

#### «El Ala infernal» ou «l'enfer de l'aile»
À la fin de cette période en commença une nouvelle. Populairement connue sous le nom de « El Ala infernal » (en français « l'enfer de l'aile »), est une période entre 1955 et 1962 durant laquelle était formé de légendes du club : Enrique Collar (« el Niño », au club jusqu'en 1969) ou encore Joaquín Peiró (vendu au Torino en raison de besoins financiers au début de la saison 1962/63), soutenu au fil des ans par des joueurs tels qu'Agustín Sánchez (es), Miguel González (es), Mendonça, Jones (es), Vavá, un jeune Adelardo (qui finirait par être le joueur avec le plus capé de l'histoire du Club, avec un total de 550 joués, et le détenteur du plus grand nombre de titres officiels étant un joueur de rojiblanco, avec 10 titres), Calleja, Rivilla, "Verde (es)", Griffa (es) ou le charismatique San Román (es) (surnommé « el Pechuga » : « le blanc »). Cette équipe, en plus de réaliser le record de la plus large victoire jamais enregistrée du club, réalisera deux fois ce même exploit en match officiel : 9-0, contre Hercules en 1955 et contre Las Palmas en 1957. Les plus grands succès de l'aile infernale coïncidaient avec le mandat en tant que président du club de l'ancien joueur Javier Barroso (es) (1955-1964) et avec celui de l'entraîneur José Villalonga (1959-1962), qui après avoir dirigé les rojiblancos vers leur premier titre européen partirait pour faire de même chose avec l'équipe nationale espagnole.

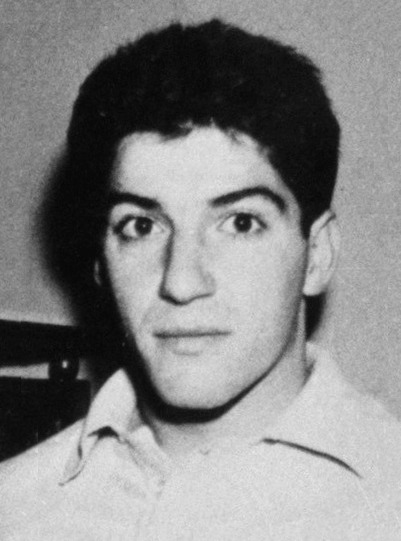
Enrique Collar a disputé 468 matchs avec l'Atlético et était membre de l'aile infernale qui a remporté le premier titre européen.

L'ère de l'aile infernale a débuté lorsque l'Atlético a atteint la finale la Coupe nationale lors de la saison 1955/56 durant laquelle elle sera opposée à l'Athletic Bilbao. La finale s'est disputée au Santiago Bernabéu, juste après la finale de la Coupe de la Jeunesse (es) que l'Atlético a gagné contre Saragosse. Les célébrations ne s'arrêtaient pas là : après la remise de ce trophée à la jeunesse rojiblanca, avec Franco déjà présent dans la loge, les équipes des deux finalistes accompagnaient l'équipe du Real Madrid, honoré d'avoir conquis la Coupe d'Europe, qui furent obligés de remettre eux-mêmes les médailles aux Merengues au pied du podium, ce qui n'a pas plu aux fans des deux équipes finalistes. Cet hommage a été particulièrement mal vécu du point de vue de l'Atlético de Madrid, qui, en tant qu'équipe visiteuse, avait été contraint de jouer le match avec une chemise blanche, similaire à celle du Real (au lieu de son habituel deuxième maillot bleu et blanc). Le match a été disputé mais, bien que l'équipe de Madrid fut en tête, l'équipe de Bilbao a recollé au score, Collar a été expulsé et pour la troisième fois, l'Atlético de Madrid est resté aux portes de son premier titre de Coupe. L'Atlético de Madrid ne reportera plus jamais de maillot blanc.
Le prochain jalon de « l'aile infernale » interviendra deux saisons plus tard, lorsque l'équipe jouera le championnat 1957/58 au coude à coude avec le Real Madrid. L'avant-dernier jour, le derby décisif joué au Metropolitano le 27 avril 1958 restera dans l'histoire comme le premier match de football retransmis en direct à la télévision en Espagne. Le match s'est terminé par une égalité 1-1, avec Rial égalisant pour le Real après le premier but de Hollaus (es) pour l'Atlético, qui a condamné les rojiblancos à se contenter de la deuxième place. Cependant, grâce à cette deuxième place dans le championnat, l'Atlético fera ses débuts l'année suivante dans la quatrième édition de la Coupe d'Europe. Ses débuts dans la meilleure compétition européenne ont été imbattables, écrasant le club irlandais Drumcondra FC 13-1 au total lors du tour préliminaire, puis, poussé par la belle performance de son buteur Vavá, l'Atlético a battu le CSKA Sofía et Schalke 04. Ces tours de qualification se jouaient la nuit, donc l'Atlético a demandé à jouer au Santiago Bernabéu, qui à l'époque avait Meilleur système d'éclairage que le Stade Metropolitano, qui était nécessaire pour la télédiffusion. Le club a fait ses débuts en tant qu'équipe locale dans le nouveau stade de son rival le 5 novembre 1958 avec une victoire 2-1. En demi-finale, les rojiblanco retrouve ce même rival, le Real Madrid, actuel champion d'Europe. Au match aller au Santiago Bernabéu, les rojiblancos ont perdu 2-1, manquant un penalty, mais leur buteur du soir, Chuzo (es), devenait alors plus jeune buteur de l'histoire de l'Atlético à marquer dans la plus haute compétition européenne (19 ans et 85 jours), et au match retour, les rojiblancos se sont imposés 1-0 avec un but de Collar dans un Metropolitano plein à craquer. Si la règle des buts à l'extérieur avait déjà été en vigueur, l'Atlético aurait disputé la finale, mais un match d'appui a été joué à Saragosse que les rojiblancos ont perdu sur le score de 2-1.
Au cours de la saison 1959/60, le club a finalement remporté la première Coupe d'Espagne qu'il avait touchée des doigts à trois reprises depuis 1921, battant le Real Madrid, un grand favori, qui fut plusieurs fois moqué : « champion de toute l'Europe, moins d'Espagne ». L'Atlético a vaincu les Merengues dans le derby décisif de Madrid 3-1, avec des réalisations de Collar, Jones (es) et Peiró surpassant but initial de Puskás. Cette victoire aurait dû permettre à l'Atlético de faire ses débuts dans la première édition de la Coupe des vainqueurs de coupe européenne, mais inexplicablement la Fédération espagnole, dirigée par Benito Pico (ancien manager du Real Madrid), a oublié d'envoyer l'enregistrement requis à l'UEFA.
La saison suivante, l'équipe matelassière a terminé deuxième du championnat et a de nouveau conquis la Coupe, battant à nouveau le Real Madrid dans le derby final, cette fois 3-2 (deux buts de Peiró et un de Mendonça, contre un but Puskás et un autre de Di Stefano).
La conquête de cette Coupe du Generalissimo en 1961 permet enfin à l'Atlético de disputer la coupe européenne des vainqueurs de coupe l'année suivante. Après avoir éliminé Sedan, Leicester, le Werder Bremen et Jena, l'équipe de l'Atletico a réussi à atteindre la première finale internationale de son histoire. Elle a été jouée le 10 mai 1962 à Glasgow, et s'est terminée sur un match nul 1-1 contre la Fiorentina. Le match d'appui a été joué le 5 septembre 1962 au Neckarstadion de Stuttgart, où l'Atlético a battu la Fiorentina 3-0, avec des buts de Jones (es), Mendonça et Joaquín Peiró. Ainsi, le club a remporté le premier titre européen officiel de son histoire sans perdre un seul match dans la compétition.
La saison 1962-1963 s'est terminée avec une deuxième place en Liga pour le club qui était sur le point de rééditer son succès européen, en battant Nuremberg en demi-finale où il a de nouveau joué à domicile au stade Santiago Bernabéu et a de nouveau atteint la finale de la coupe européenne des vainqueurs de coupe, mais sera vaincu. avec force, par Tottenham. En 1964, le club réalise une mauvaise saison en championnat dans laquelle la relégation a été évitée de peu. C'est à ce moment-là que Vicente Calderón est nommé président du club. L'Atlético atteindra une nouvelle fois la finale de la coupe nationale, mais tombera face à Saragosse sur le score de 2-1. Quant aux compétitions européennes, l'équipe de rojiblanco a disputé la coupe des villes de foire au cours de laquelle elle a atteint les huitièmes de finale avant éliminée par la Juventus. L'équipe rojiblanca est revenue jouer à domicile au Santiago Bernabéu pour sa plus grande capacité, cette fois au match retour, dans lequel elle a été battue 1-2.

#### L'ère Luis Aragonés: de joueur à entraîneur
Lors de la saison 1964/65, celle des débuts de Luis Aragonés en tant que joueur (qui finira par être le meilleur buteur historique de l'Atlético, avec 172 buts en matchs officiels), l'Atlético a remporté sa troisième coupe nationale : après avoir éliminé le Real au cours des huitièmes de finale en remportant le match aller par un mémorable 4-0. Le club a battu Saragosse en finale sur le score 1-0 avec un but de Cardona (es). De plus, le club terminera vice-champion (son gardien Madinabeytia (es) établissant alors un record de 791 minutes sans aucun but encaissé). En Europe, les matelassiers atteignent les demi-finales de la Coupe des villes de foires, mais sont éliminés par la Juventus. L'entraîneur rojiblanco de cette saison était le brésilien Otto Bumbel.
La saison suivante, l'Atlético décroche le cinquième titre de la Liga de son histoire grâce, notamment, à son entraîneur Domènec Balmanya, le dernier titre remporté dans stade Metropolitano, qui fut une nouvelle fois obtenu au coude à coude avec le Real Madrid (pour l'anectote, les fans des "Merengues" ont afflué vers le Match à domicile de l'Atletico contre Barcelone pour encourager le club catalan). L'une des figures de l'équipe de ce titre était déjà Luis Aragonés, qui s'est avéré être le deuxième meilleur buteur de ce tournoi, avec 18 buts marqués. Peu de temps après, après de nombreux problèmes techniques, et rejetant une offre de jouer à domicile au stade Santiago Bernabeu, qui a été considéré comme insultante, le 2 octobre 1966, le nouveau stade de l'Atlético de Madrid est inauguré contre Valence, Luis Aragonés y marquant le premier but : le stade Manzanares, finalement rebaptisé "estadio Vicente Calderón", dont les plans ont été conçus par l'architecte, ancien joueur, ancien entraîneur et ancien président du club : Javier Barroso (es). Son titre de champion de la saison précédente a permis à l'Atlético de disputer à nouveau la saison 1966/67 en Coupe d'Europe. Le club fut éliminé par Vojvodine en dépit d'une nette supériorité et dont l'arbitrage fera polémique, dans ce qui est connu comme l'un des plus grands échecs de l'Atlético dans la compétition. Les trois premières saisons dont le nouveau stade ont été décevantes, l'équipe se contentant de la quatrième à la sixième place.
Cependant, la décennie des années 1970 sera l'une des plus grandes heures de l'Atlético de Madrid. À cette époque, l'Atlético a acquis le surnom de "los indios", la principale théorie de l'origine de ce nom étant qu'à cette époque le club a signé plusieurs joueurs d'origine latino-américaine, ce que les autres équipes pointaient du doigt en surnomant le club ainsi. En tout cas, les rojiblancos ont volontiers adopté l'appellation, au point que cette dernière inspirera quelques années plus tard l'apparition de la mascotte officielle du Club, le raton laveur "Indi". Le quatrième et le plus long hymne officiel de l'Atlético date également de cette époque (composé par José de Aguilar (es)), et après un demi-siècle de validité, il deviendra l'un de ses principaux signes d'identité du club.

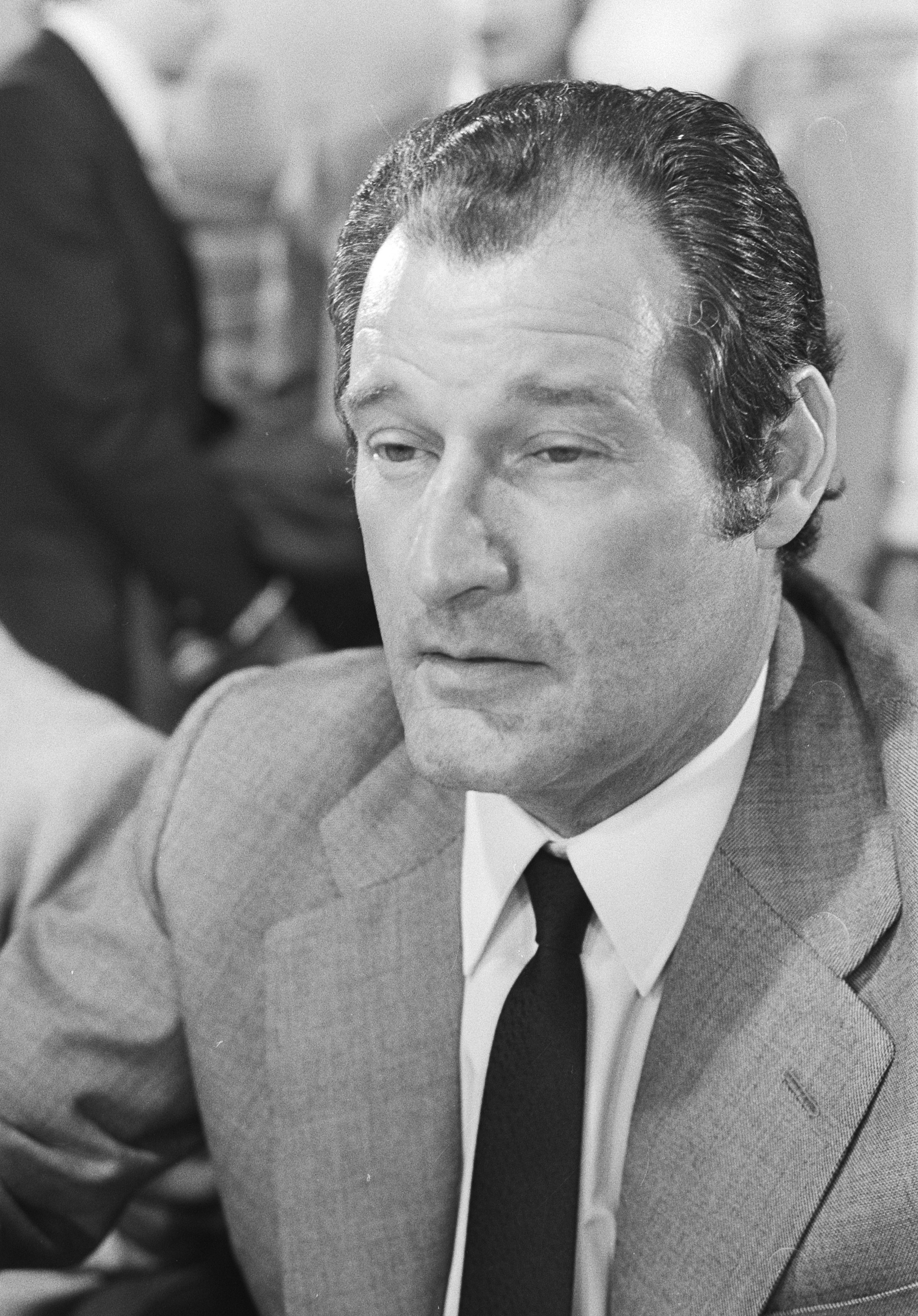
Le Français Marcel Domingo devient champion de Liga en tant que joueur puis entraîneur de l’Atlético de Madrid.

Au cours de la saison 1969/70, l'équipe des matelassiers, dirigée par son ancien joueur français Marcel Domingo, a remporté sa sixième Liga instituant l'idée de jouer la contre-attaque, qui deviendra l'une des marques de fabrique du Club. Cette saison, beaucoup de joueurs se sont démarqués dans l'équipe comme un très jeune Capón, Rodri (es), José Pacheco (es), Jayo (es), Ufarte, Melo, Irureta ou encore Adelardo mais, surtout, Luis Aragonés et José Eulogio Gárate, qui avec 16 buts chacun se ont été les meilleurs buteurs de cette Ligue (pour l'attaquant argentin, ce sera le deuxième des trois trophées Pichichi consécutifs, devenant le joueur de l'Atlético avec le plus grand nombre de ces récompenses de l'histoire du Club). L'exercice sera marqué par la victoire a un point d'avance seulement devant l'Athletic Club. L'obtention du titre a été difficile et a été réalisé le dernier jour, dans le match appelé "la finale de Sabadell", que les rojiblancos ont remporté 0-2 (buts d'Ufarte et Calleja) entourés de 15000 supporters déplacés en Catalogne pour l'occasion. Cette même saison, l'Atlético Madrileño fera ses débuts dans la troisième division, une équipe de réserve récemment formée et aujourd'hui connue sous le nom d'Atlético de Madrid "B".
La saison suivante, la dernière journée a été dramatique pour les rojiblancos : l'Atlético, qui reçoit Barcelone, doit s'imposer pour remporter le championnat, tout comme les Catalans, qui auraient obtenu le titre s'ils avaient gagné. Cependant, la différence particulière de buts entre Valence et Barceone a permis aux pensionnaires de Mestalla de devenir champion. L'Atlético finira troisième à un seul petit point de Valence. Cette même année, l'Atlético était également très proche d'atteindre sa première finale de Coupe d'Europe, s'étant illustré par la mémorable élimination de Cagliari en huitièmes de finale par un coup du chapeau de Luis Aragonés,, mais lorsque le club a atteint les demi-finales, après avoir remporté le match aller à domicile contre l'Ajax de Cruyff, il a été éliminé au match retour par ce futur champion.
Lors de la saison 1971/72, l'entraîneur autrichien Max Merkel, populairement connu sous le nom de "Mister Whip", est annoncé au club, imposant une grande discipline tactique à l'équipe. Cette année-là, le club a remporté la Copa del Generalissimo en battant Valence 2-1 en finale, avec des buts de Salcedo et Gárate.
La saison suivante, également avec Merkel aux commandes, l'Atlético remporte le titre de champion (avec 48 points) dans un classement très serré au coude à coude avec le FC Barcelone (46 points), le RCD Espanyol (45 points) et le Real Madrid (43 points). Ainsi, le club obtient sa septième Liga (avec un Luis Aragonés deuxième meilleur buteur de la compétition) et une place pour jouer en Coupe d'Europe l'année suivante. Lors de cette Coupe d'Europe 1973/1974, l'Atlético de Madrid a battu le Celtic dans un match épique en demi-finale aller connu sous le nom de "la bataille de Glasgow" et joue donc la finale contre le Bayern Munich. Après les 90 minutes réglementaires, le score était nul (0-0), ce qui a obligé les deux équipes à jouer les prolongations. Luis Aragonés a donné l'avantage à l'Atlético de Madrid avec un coup franc direct, mais à 30 secondes de la fin, Georg Schwarzenbeck a égalisé d'un tir lointain qui a surpris le gardien, Reina. Le score fut donc nul et il a fallu jouer un match d'appui, ayant lieu deux jours plus tard. C'est ainsi que, le 17 mai 1974, l'équipe espagnole a été battue 4-0 par les Allemands et que le rêve de la première Coupe d'Europe des clubs champions fut passé,. Nationalement, cette année-là, l'équipe a également terminé deuxième du championnat, dauphine du FC Barcelone. Ces deux épopées se terminent par la fin du parcours de Luis Aragonés en tant que joueur, qui après avoir terminé cette saison deviendra l'entraîneur de l'Atlético. Dès lors, Luis Aragonés acquiert le surnom de "Sabio de Hortaleza" (le "sage d'Hortaleza"), en raison de réflexions telles que celle donnée en tant qu'entraîneur rojiblanco : "Gagner et gagner et gagner et gagner et gagner et gagner et gagner à nouveau. C'est le football.". Les deux facettes, joueur et entraîneur, finiront par lui conférer une place très importante parmi les légendes du Club.
Quelque temps après, parce que le champion d'Europe en titre, le Bayern, a refusé de jouer la Coupe Intercontinentale 1974, l'Atlético est venu en tant que représentant du continent pour affronter le champion de la Copa Libertadores de América 1974 : le CA Independiente. Le match aller, déjà avec Luis Aragonés comme entraîneur du rojiblanco, s'est joué à Buenos Aires et fut remporté 1-0 par l'Independiente. Le 10 avril 1975, le match retour a été joué à Madrid, où l'Atlético a gagné 2-0, avec un but de Rubén Ayala à quatre minutes de la fin du match. Ainsi, le club matelassier a remporté la Coupe Intercontinentale, et a obtenu le deuxième titre international de son histoire, devenant ainsi le seul club au monde parvenant à remporter la Coupe Intercontinentale sans avoir remporté auparavant sa compétition continentale maximale et à être l'un des rares clubs reconnu par la FIFA comme champion du monde. L'année suivante, l'Atlético atteint un autre finale de Coupe, cette fois-ci la coupe nationale, où il sera battu douloureusement lors des tirs au but par le Real Madrid lors de la finale disputée à Vicente Calderón, connu pour un arbitrage controversé au détriment des rojiblancos.
Lors de la saison 1975/76, au cours de laquelle Leivinha, récemment signé, s'est démarqué en tant que buteur, l'équipe colchonero a remporté sa cinquième Coupe d'Espagne (obtenant son premier trophée de possession de la Coupe), après avoir battu Saragosse 1-0 en finale avec un but de Gárate. C'était le dernier but du légendaire joueur rojiblanco, puiqu'il dut se retirer la saison suivante en raison d'une maladie rare au genou causée par l'infection d'un champignon dans des circonstances inhabituelles (un tacle dur d'un joueur d'Elche, le 1er février 1976).
L'année suivante, lors de la saison 1976/77, le club rojiblanco remporte son huitième championnat, sous la houlette de Luis Aragonés, en battant d'un point le FC Barcelone. La clé de cette victoire fut notamment les 20 buts de Rubén Cano et des performances solides en défense de Luiz Pereira et Miguel Reina, gardien ayant concédé le moins de but de la compétition. Cette Liga a été marquée par les deux derbys de la saison. Celui du premier tour, dont beaucoup de fans se souviennent encore aujourd'hui, était un retentissant 4-0 (deux buts de Rubén Cano, un d'Ayala et un autre du "Panadero" Díaz (es)) infligé au Real Madrid lors de la 16e journée. Celui du match retour a été un match nul qui a permis à l'Atlético d'être proclamé champion au Santiago Bernabéu. En Europe, le club atteint les demi-finales de la Coupe d'Europe des vainqueurs de coupes, étant éliminé par le champion, le Hambourg SV, revenu de son 3-1 concédé au match aller.
En 1978, le club a célébré son 75e anniversaire, dont l'événement principal était un match amical contre l'équipe nationale brésilienne,. Cet événement sera suivi d'une longue période sans titres de football, malgré avoir eu de grands joueurs tels que Marcial ou Dirceu et malgré la coïncidence de cette sécheresse de la section de football avec une belle performance de sa section de handball, l'entité a commencé à s'endetter. À partir de ce moment, la saison 1980/81 est particulièrement significative de cette situation,, où durant laquelle après avoir été "champion d'hiver", l'Atlético a terminé à la troisième place du championnat en raison d'arbitrages jugés désastreux, comme celui de l'arbitre Manuel Álvarez Margüenda contre le Real Saragosse le 5 avril 1981 au stade Vicente Calderón, ce qui a provoqué la colère des supporters rojiblancos présents. L'arbitre y aurait autorisé le jeu violent des défenseurs José Antonio Casajús et José Ignacio Oñaederra (es). Rubén Cano a été blessé avant même les quatre minutes de jeu, en plus d'autres événements brusques de l'équipe visiteuse qui ont ensuite été ignorés. Contre cette tolérance manifestée envers l'équipe aragonaise, l'arbitre a puni avec excès toute action du club rouge et blanc et a même expulsé Marcos Alonso pour une action violente et Robi (es) pour des manifestations, mettant fin au match avec neuf joueurs. Pour aggraver sa performance, l'arbitre n'a pas sifflé un penalty clair d'une main dans la surface du défenseur de Saragosse Pedro Camus et a annulé un but à Dirceu pour un hors-jeu positionnel douteux d'un coéquipier. Tout cela a fait exploser la colère des fans rojiblancos qui ont alors jeté des objets sur le terrain et tenter de l'envahir en secouant les clôtures de séparation sur le côté jusqu'à ce qu'ils soient renversés. L'arbitre andalou a dû être escorté au vestiaire par des agents de la police nationale. En guise de sanction pour les incidents, le comité de la compétition a fermé le Vicente Calderón pour un match. Le 26 avril 1981, date de son 78e anniversaire, l'Atlético a dû jouer le match de championnat à domicile au stade Carlos Belmonte d'Albacete Le rival était le Club Atlético Osasuna et le match s'est terminé sur un nul à zéro. Tout cela va porter le club dans un contexte de conflit permanent entre son nouveau président Alfonso Cabeza (es) et la Fédération, décidant ainsi le président à ne pas assister au derby au Santiago Bernabéu mais d'aller plutôt écouter le match à la radio et prendre un goûter de tortilla avec 8000 fans au stade Vicente Calderón. Cabeza sera démis de ses fonctions par la RFEF, contraigant ainsi Vicente Calderón à revenir à la présidence en 1982, qui connaitra alors une crise économique et sociale majeure.
L'année 1983 a été marqué par la Coupe de la Ligue (es) que la filiale lèvera à Manzanares, battant l'équipe première du Deportivo La Corogne en finale. Précisément grâce à cette nouvelle compétition, l'équipe première était sur le point de dépoussiérer ses vitrines l'année suivante, mais a été battue en prolongation de la finale de la Coupe de la Ligue 1984 par le Real Valladolid.

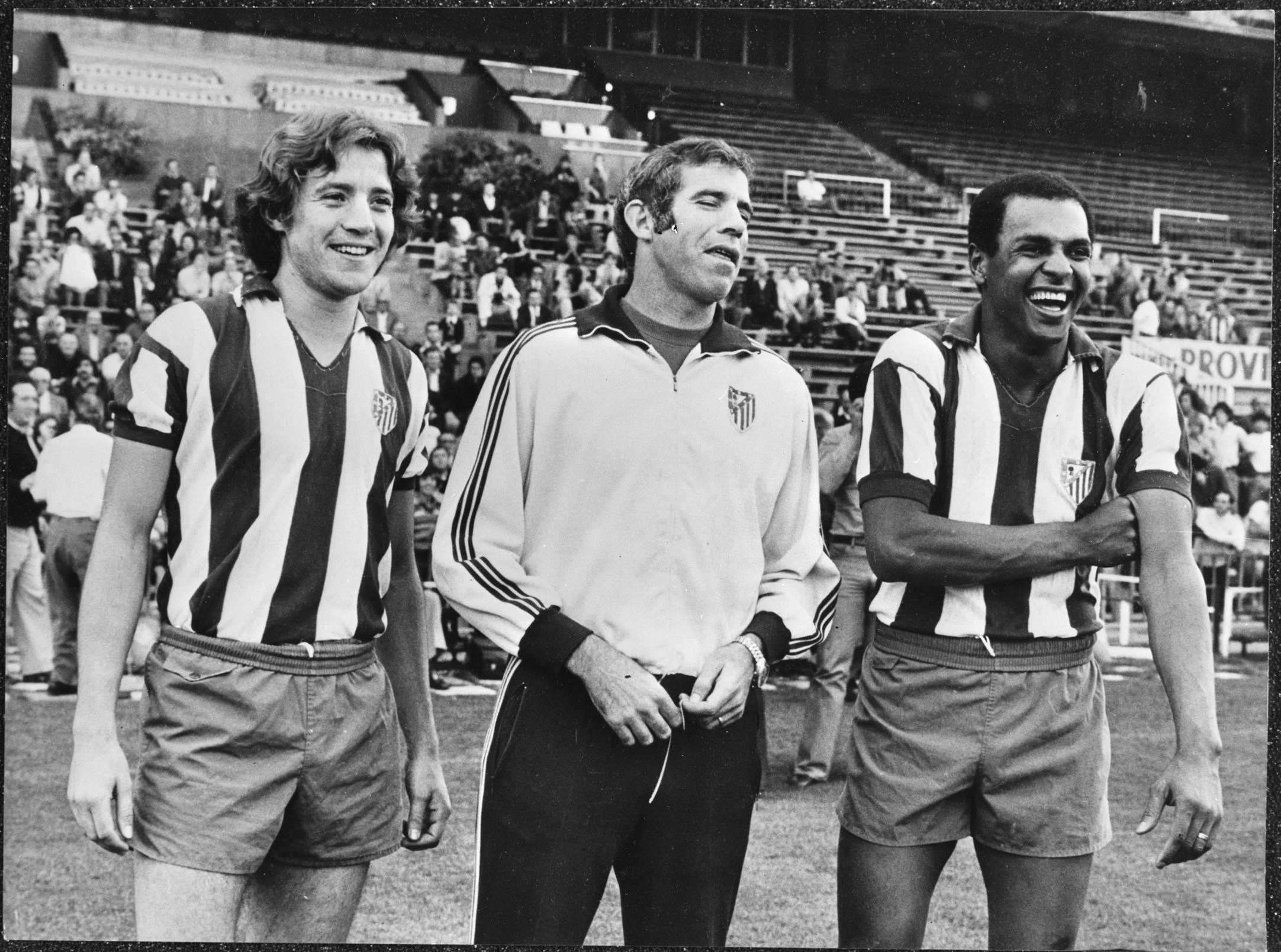
L'entraineur Luis Aragonés, entouré de Leivinha et de Luís Pereira.

La saison 1984/85 a commencé pour les rojiblancos - dont l'entraîneur était à nouveau Luis Aragonés - avec un événement assez inattendu : le 9 septembre 1984, en raison d'une grève des footballeurs qui a forcé le "Sabio de Hortaleza" à aligner les joueurs de l'équipe Juvénile, "Miguelín" Sánchez Rumbero (17 ans) a inscrit son nom dans la légende en devenant le plus jeune joueur à marquer avec l'équipe première de l'Atlético lors d'un match officiel. En Europe, l'Atlético est éliminé à la surprise générale lors de la Coupe UEFA contre Sion : la première élimination aussi rapide en trente-deux ans. Malgré ce départ, l'équipe a réagi mais évité de peu les titres nationaux : se classant deuxième de Liga (dauphine du FC Barcelone) et finaliste déchu en Coupe de la Ligue (retombant à nouveau en finale, cette fois-ci plus douloureusement puisque le Real Madrid a remonté sa défaite au match aller lors du match retour). Quinze jours après avoir perdu cette finale, le 30 juin 1985, l'Atlético de Madrid est également finaliste de la Coupe du Roi, cette fois contre l'Athletic Club, et réussit finalement à mettre fin à la disette de trophées de la première équipe, obtenant ainsi sa sixième coupe nationale. Le match s'est joué au stade Santiago Bernabéu, et s'est terminé par un résultat de 2-1 en faveur des matelassiers avec deux buts de Hugo Sánchez. Le Mexicain, une étoile rouge et blanche, avait été le meilleur buteur du championnat cette même saison, dans lequel l'Atlético avait terminé deuxième battant le Real Madrid (5e) 0-4 lors du derby de la 32e journée, au Santiago Bernabéu, avec des buts de Marina, deux de Cabrera et un d'Hugo Sánchez lui-même. Peu avant que les deux équipes madrilènes disputent la finale de la Coupe de la Ligue, en mai 1985, le président "merengue" et Hugo Sánchez se sont rencontrés et de cette façon l'éternel rival signe le joueur de rojiblanco quinze jours seulement après la victoire de l'Atlético en Coupe du Roi : l'animosité que cette décision du Mexicain a suscité chez de nombreux fans rojiblancos durera plus de trente ans plus tard.
La conquête de la Coupe a donné à l'Atlético le droit de disputer la Super Coupe d'Espagne 1985 (la remportant pour la première fois sous ce nom, avec des buts de Cabrera, Ruiz (es) et Da Silva au match aller, Barcelone ne pouvant pas surmonter cette défaite au retour) ainsi que la Coupe d'Europe des vainqueurs de coupe l'année suivante. Après avoir éliminé plusieurs rivaux, le 2 mai 1986, le club a joué au stade de Gerland à Lyon la finale de cette coupe contre le Dynamo Kiev. Luis Aragonés, après avoir vu son train rival peu de temps avant le match, a prononcé quelques mots en admettant la difficulté de remporter le titre, le résultat était 3-0 en faveur du Dynamo, qui était à l'époque la base de l'équipe nationale soviétique. L'Union soviétique avait alors des footballeurs de haute qualité, comme l'attaquant Oleg Blokhin ou le milieu de terrain Igor Belánov. Les Ukrainiens ont mené rapidement au score et dans les dernières minutes, avec l'Atlético jouant tout dans l'attaque, le club ukrainien a élargi le score. Malgré cela, sa performance cette saison a amené l'Atlético à occuper la première place du classement des clubs de l'UEFA pour la première fois de son histoire.

#### Les années Jesús Gil

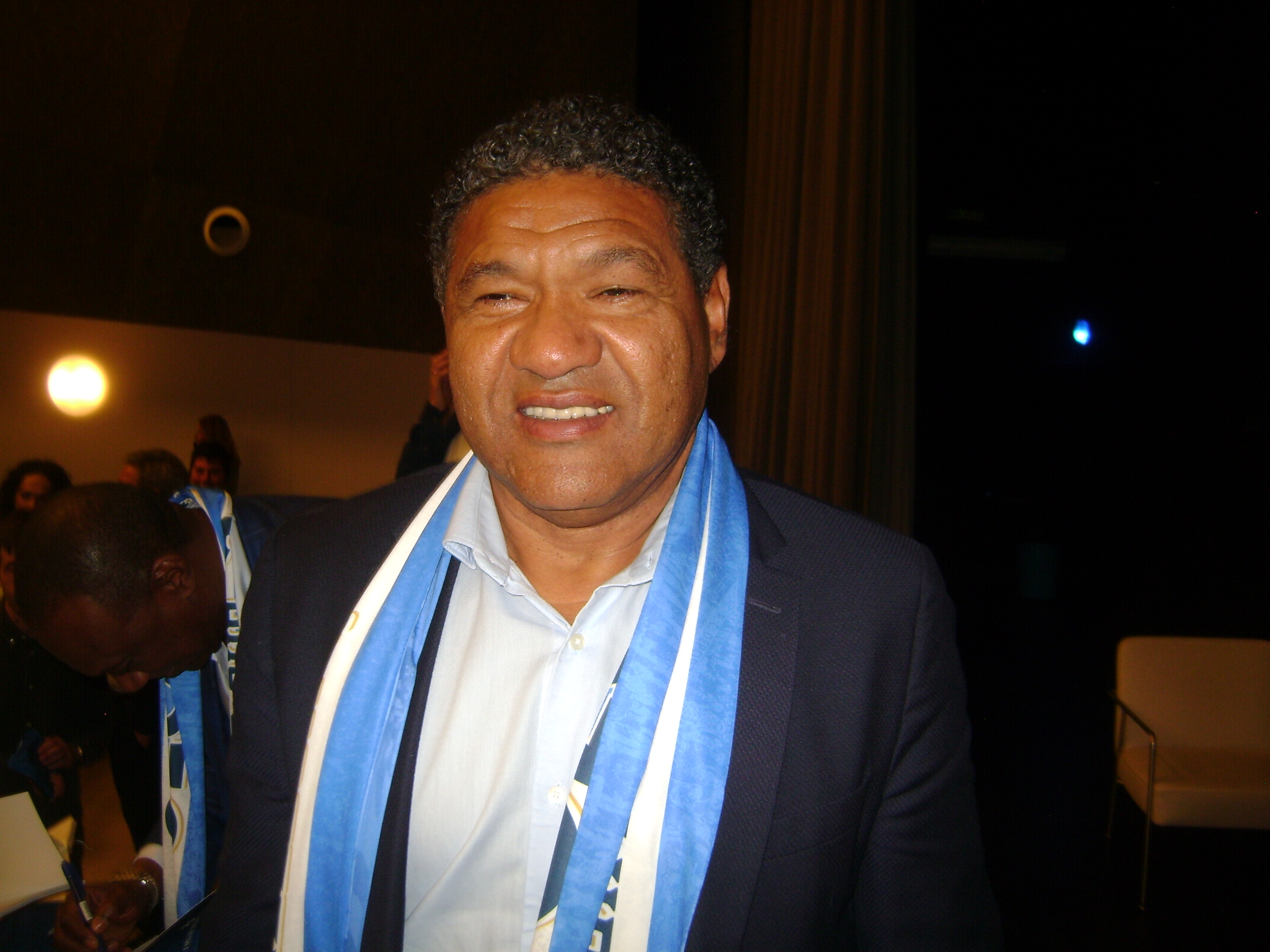
Donato, joueur de club entre 1988 et 1993.

L'année suivante, l'Atlético atteindra une autre finale, cette fois-ci de la Coupe du Roi, où l'équipe sera battue par la Real Sociedad aux tirs au but. Peu de temps avant ladite finale, en raison du décès de Vicente Calderón, l'homme d'affaires Jesús Gil y Gil avait été choisi par les fans comme nouveau président, avec un profil particulier duquel Santiago Segura sera partiellement inspiré pour créer son célèbre film Torrente, le bras gauche de la loi des années plus tard. Bien qu'il ne soit pas devenu un favori (en grande partie de par sa condamnation et son emprisonnement en tant que responsable de la tragédie de Los Ángeles de San Rafael (es)), il gagna la faveur des électeurs au dernier moment, en raison du soutien médiatique que lui a accordé le journaliste José María García et pour avoir inclus dans sa candidature la signature de l'attaquant Paulo Futre, présenté en grande pompe à la discothèque Jácara (la "Pantère de Montijo" deviendra peu après le premier joueur classé (2e) au Ballon d'Or de l'histoire de l'Atlético de Madrid). L'une des premières décisions de Gil sera de licencier Luis Aragonés, son mandat étant caractérisé par une "danse" continue des entraîneurs (parfois cinq ou six changements d'entraîneur au cours de la même saison).
La saison 1987/88, la première de l'ère Jesús Gil, l'équipe a terminé à une troisième place honorable, après avoir battu le futur champion, le Real Madrid, avec un 0-4 mémorable au Santiago Bernabéu (buts de Salinas, Futre et deux de López Ufarte). La saison suivante, malgré le talentueux buteur Baltazar (surnommé "artillo de Dios", meilleur "Pichichi" de l'histoire de l'Atlético, avec 35 buts en une saison), le club n'a pu atteindre que la quatrième placer en Liga. Le classement en championnat sera le même saison suivante, bien connue pour l'une des excentricités du président du club : donner aux membres des milliers de montres "de Don Ramón", soi-disant payées avec la compensation que le Real Madrid a payée à l'Atlético pour avoir contrecarré les signatures de Fernando Hierro et Luis Milla.
Sur le plan sportif, l'équipe a débuté la saison 1990/91 de manière très irrégulière, éliminé dès le premier tour après trente-deux ans de régularité de la Coupe UEFA 1990 par la modeste équipe de Politehnica Timișoara, l'un des grands échecs du club en Europe,,, même si elle reviendrait dans d'autres compétitions. Le 2 septembre 1990, le club a joué le premier match payant de l'histoire de la télévision en Espagne (nul 1-1 contre Valence le premier jour de championnat). Le club n'a pas réussi à remporter le titre de champion, mais a terminé deuxième seulement derrière le Barça ("l'équipe de rêve") de Cruyff (grâce en grande partie à la performance du gardien Abel Resino, qui, soutenu par une grande défense menée par Donato, a remporté un trophée Zamora et record Guinness d'incibilité, de 1 275 minutes). Le 29 juin 1991, l'Atlético de Madrid remporte enfin un nouveau titre (le premier d'Aguilera, qui finirait par détenir le record de 456 matches officiels avec l'Atlético en tant que capitaine, des années plus tard) après plus de cinq ans de disette. Dirigée par Iselín Santos Ovejero (es), l'équipe remporte la Coupe du Roi pour la septième fois, après avoir battu Majorque 1-0, avec un but d'Alfredo Santaelena (es) en prolongations. Ce titre a inauguré la tradition de célébrer les triomphes de l'équipe à la fontaine de Neptune, abandonnant ainsi Cibeles (le lieu traditionnel des fans de rojiblancos), alors déjà trop associé au Real Madrid,. La conquête de cette Coupe a permis à l'Atlético de disputer peu de temps après, avec Luis Aragonés de retour sur le banc, contre le champion portugais (Benfica) la Coupe ibérique (es), soulevant un nouveau titre international dont le statut officiel est en discussion par certaines organisations. De plus, l'équipe joue également la Super Coupe d'Espagne 1991, où Barcelone a de nouveau battu l'équipe de Madrid par le plus petit des scores.
La saison 1991/92, au cours de laquelle Manolo (meilleur buteur de la première division avec 27 buts) s'est démarqué, restera dans les mémoires de l'Atlético pour deux raisons. Un point négatif : pour avoir produit l'une des plus grosses erreurs dans le mandat de Jesús Gil : la désarticulation de la structure d'académie des jeunes (la "Fútbol base (es)"), qui motivera la grande star de l'équipe de jeunes, Raúl González Blanco, à migrer vers l'éternel rival, le Real, et à devenir un joueur cadre pour l'adversaire pour les années à venir,,. Mais il y a aussi le point positif : le 27 juin 1992, le club a réussi à remporter sa huitième Coupe du Roi après avoir à nouveau battu le Real Madrid dans le derby 2-0 au stade Santiago Bernabéu. Les buts ont été marqués par Paulo Futre et Bernd Schuster, ce dernier à partir d'un coup franc direct. Le discours de motivation de l'entraîneur de l'Atletico prononcé peu de temps avant le coup d'envoi a eu beaucoup d'impact, et est depuis lors, 25 ans plus tard, inscrit sur le mur du vestiaire local du nouveau Metropolitano, : « Avez-vous compris ? Je demande: avez-vous compris ? Oui ? Eh bien ça [frappe le tableau noir], ça, ça ne vaut rien. Ce qui compte, c'est que vous soyez meilleurs et que j'en ai assez de perdre contre eux, de perdre dans ce domaine. Ce qui compte, c'est que vous soyez l'Atléti de Madrid et qu'il y en ait cinquante mille à l'intérieur qui vont mourir pour vous. Vous devons mourir pour eux, pour le maillot, pour votre fierté. Il faut sortir et dire sur le terrain qu'il n'y a qu'un seul champion et qu'il est rouge et blanc. » C'était alors la troisième Coupe du Roi que l'Atlético remportait contre le Real Madrid en finale.

### Club Atlético de Madrid S.A.D. (1992-actuellement)

#### Transformation en Société Sportive Anonyme
À la fin de la saison, après la promulgation de la loi du 15 octobre 1990 sur le sport espagnol, l'Atlético est contraint, comme les clubs de football professionnels (ceux qui jouaient en première et deuxième division, à l'exception du Real Madrid, de Barcelone, de l'Athletic et d'Osasuna) de cesser d'être une "société civile" et de devenir une société sportive anonyme (un nouveau type de société anonyme que créait ladite loi : les "Sociedades Anónimas Deportivas (es)", d'où le sigle S.A.D). Conformément au régime transitoire établi, avant le 30 juin 1992, les membres de l'Atlético devaient déposer le capital minimum du Club (qui avait été fixé au montant de 2 060 309 000 pesetas, soit près de 12 millions d'euros) afin de vendre ces parts à des actionnaires. Dans le cas où toutes les parts ne seraient pas distribuées, l'Atlético serait automatiquement relégué en seconde division. De par le court délai imposé, les parts n'ont pas pu toutes être vendues et au soir du 30 juin, moins de quatre heures avant la date butoire, seuls 500 000 euros sur les 12 millions ont été récoltés. C'est ainsi que Jesús Gil et Enrique Cerezo se sont portés garants en prêtant la somme nécessaire au club après avoir obtenu deux prêts bancaires, de 1 300 et 650 millions de pesetas (7,5 et 4 millions d'euros environ), avec lesquels ils ont couvert et souscrit le montant restant.
Ainsi, le 1er juillet 1992, le club a été renommé Club Atlético de Madrid S.A.D., dont Jesús Gil est devenu l'actionnaire principal et dont il continuera d'exercer les fonctions de présidence. Ce faisant, à l'exception de ceux qui ont pu souscrire à une action dans le processus de conversion, la plupart des membres du club jusqu'à présent (participants de l'ancienne société civile) sont devenus de simples abonnés de la nouvelle société (bien que pour des raisons commerciales, ils ont continué à être appelés «socios»). Quelques jours après la conversion a été effective, Gil a déposé l'argent de l'Atlético avec lequel lui et Cerezo avaient souscrit leurs actions sur son compte personnel et, à partir de là, a rendu l'argent du prêt aux banques, afin d'acquérir 94,5% de l'Atlético de Madrid sans débourser le moindre centime. Bien que cela ait permis de « sauver le club », la manœuvre est considérée quelques années plus tard comme illégale dans le fameux procès du "Caso Atlético" en 2003 mené par la Cour Suprême Espagnole. Cependant, Cerezo et Gil Marin (le fils de Jesus Gil, décédé peu après le procès), condamnés à la restitution des parts et à de la prison, sont acquittés en 2004 pour un "vice de forme" car les accusations menées à l'encontre des dirigeants ont été approfondies trop tardivement par rapport à ce qu'ordonnait la loi (un délai de cinq ans de prescription était le maximum à l'époque contre sept dans cette affaire).
Les trois premières saisons après la conversion en S.A.D. n'ont guère contribué aux joies sportives, étant la première défaite en finale de la Super Coupe sous son nouveau nom contre le FC Barcelone en 1992. Luis Aragonés sera licencié en février 1993 après la défaite lors de la Coupe contre le FC Barcelone, 0-5 à domicile, qui sera bien alourdie au match retour en l'absence du légendaire entraîneur pour un total de 0-11. De même, le départ prometteur de l'équipe en Coupe d'Europe des vainqueurs de coupe 1992/93 a été stoppé net en demi-finale par le Parme de Asprilla, sans Luis Aragonés sur le banc et dans un contexte de crise permanente, avec des baisses massives d'abonnés et des départs de joueurs (parmi eux, Futre, peu de temps avant cette défaite). Le reste des trois années suivantes a été caractérisé par des échecs notables dans les transferts de joueurs (l'exemple bien connu de Adolfo Valencia,) et quelques flirts avec les places de relégation en championnat (terminant 12e en 1994 ou 14e en 1995). À cette époque, il y a eu aussi un épisode qui a provoqué le rejet parmi les fans, comme le prêt au Real Madrid du stade Vicente Calderón pour jouer un match à domicile contre le Rayo Vallecano lors de la saison 1993-1994 après la fermeture de leur terrain en raison d'une attaque sur un arbitre de touche dans le match où les "merengues" ont été éliminées de la Coupe par Tenerife : après la fin du match au stade rojiblanco, les supporters du Real ont détruit une partie du stade,. L'Atlético a vécu malgré tout un moment mémorable, comme la remontada au Vicente Calderón le 30 octobre 1993 contre le FC Barcelone dans un match de championnat, où après avoir perdu 0-3 à la mi-temps (sur un coup du chapeau de Romário), les colchoneros ont fini par gagner 4-3 (doublé de Kosecki et buts de Caminero et Pedro (es)).

#### L'Atlético du doublé

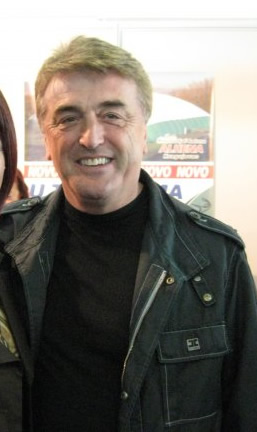
Radomir Antić est l’entraîneur du doublé.

Cela conduira à la saison 1995/96 (premier championnat avec 22 équipes), l'une des plus importantes du Club, car pour la première fois de son histoire, l'équipe obtiendrait un doublé de coupes nationales : La Liga et de Coupe du Roi dans la même saison. L'impact de ce succès a été plus important en raison de l'inattendu : l'équipe était composée pratiquement des mêmes joueurs que la saison précédente, équipe qui était sur le point de descendre en deuxième division, à l'exception des signatures que le nouvel entraîneur, Radomir Antić, demandait. Le 10 avril 1996, l'équipe a vaincu le FC Barcelone à l'Estadio de la Romareda, avec un but marqué par le serbe Pantić, se proclamant ainsi championne de la Coupe du Roi pour la neuvième fois de son histoire. Le 25 mai 1996, l'Atlético a gagné au détriment de leur poursuivant, le Valence CF, le titre de champion de la Première Division Espagneole, également pour la neuvième fois, lors d'une victoire contre l'Albacete Balompié au Vicente Calderón 2-0, avec des buts de Simeone et Kiko. Ces deux titres ont brisé l'hégémonie de titres entre Real Madrid et le FC Barcelone.
Certains joueurs de football exceptionnels de la saison étaient Kiko (récent médaillé d'or olympique), Molina (gardien de but avec le moins de buts concédés dans la compétition), Caminero (bien connu pour un dribble spectaculaire cette saison, autour duquel tourne une scène du film Carne Trémula), Penev (meilleur buteur de l'équipe, avec 16 buts), Juanma "Súper" López (défenseur avec une réputation exagérée de ténacité), Tomás (483 matchs avec l'Atlético, prenant sa retraite après avoir remporté cette Liga), Santi, Toni, Geli, Solozábal (récent médaillé d'or olympique, capitaine de l'équipe), "El Cholo" Simeone (vainqueur pour cette saison du premier trophée EFE pour un joueur de l'Atlético, qui avait signé pour l'Atlético en 1994 sur les conseils de son entraîneur, Luis Aragonés) ou Pantić (en l'honneur de sa contribution décisive au doublé grâce à ses réalisations sur coups de pied arrêtés, un amateur déposera un bouquet d'œillets pendant 21 ans au coin du drapeau de corner de Vicente Calderón, devenant ainsi l'un des symboles du stade). Cette équipe a marqué toute une génération de fans, comme quand des années plus tard, tandis que l'un d'entre eux, Fernando Torres, se souviendrait de la célébration des titres. Malheureusement, l'Atleti "del Doblete" n'ajouterait plus de trophées aux vitrines du Club.
La saison 1996/97, avec une équipe essentiellement inchangée, a commencé à souffrir de problèmes sur la pelouse du Vicente Calderón en raison d'une infestation de chenilles. Pour cette raison, l'Atlético a dû jouer à domicile le match retour de la Super Coupe d'Espagne contre le FC Barcelone, qui avait été le finaliste de la Coupe au Stade La Peineta (situé là où l'estadio Metropolitano sera érigé plusieurs années plus tard) : bien que le match se termine par une victoire rouge et blanche, ce résultat ne suffit pas de surmonter la défaite du match aller concédé à Barcelone. En Liga, en raison des problèmes de gazon susmentionnés, l'Atlético a commencé à défendre le titre en jouant à domicile au stade Santiago Bernabéu avec une victoire 3-0 face au RC Celta de Vigo, mais ne finirait par atteindre qu'une petite cinquième place. Le club ne réédite pas non plus le titre de Coupe et tombera également en quart de finale de Ligue des champions contre l'Ajax (malgré avoir battu et terminé devant en phase de groupes du futur champion, le Borussia Dortmund).

#### Passage en Segunda et retour dans l'élite européenne
Les années qui suivent, et malgré une politique de transferts prestigieuse (Juan Esnáider, Radek Bejbl, puis surtout Christian Vieri Pichichi en 1998, Juninho, José Antonio Chamot, Vladimir Jugović, Santiago Solari), le club descend chaque année dans la hiérarchie (cinquième, septième, treizième) avant de connaître la relégation, malgré un effectif composé de nombreux internationaux ou futurs internationaux (Molina, Celso Ayala, Gamarra, Bejbl, Santi, Rubén Baraja, Juan Carlos Valerón, Pablo García, Solari, Kiko ou encore Jimmy Floyd Hasselbaink, pourtant deuxième meilleur buteur de la Liga). Le club passera deux ans en Segunda Division, qu'ils remporteront en 2001-2002, emmenés par la jeune génération incarnée par Fernando Torres.

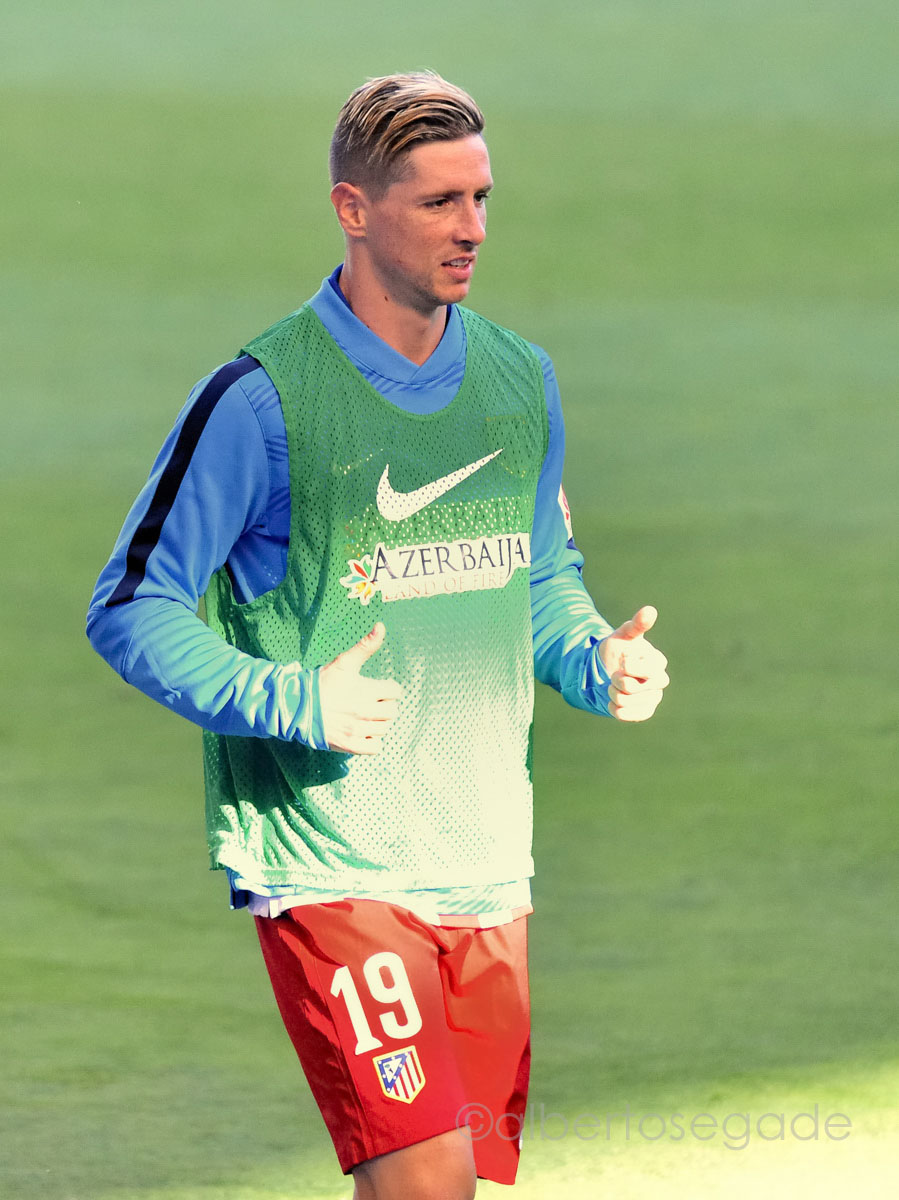
Fernando Torres permet à l’Atlético de retrouver l'élite du football espagnol en 2002.

Avec Simeone de retour en tant que joueur au crépuscule de sa carrière, l'équipe, emmenée par son capitaine, Fernando Torres (déjà consacré comme l'un des meilleurs joueurs par les fans, grâce à des performances spectaculaires comme le but qu'il a marqué le 2 novembre 2003 contre le Real Betis, un des meilleurs de sa carrière) a échoué à se qualifier en Coupe UEFA en tombant contre Villarreal lors des tirs au but de leur dernier match de la Coupe Intertoto 2004. L'Atlético devra attendre encore trois ans pour rejouer la Coupe UEFA (en réalisant autant de saisons médiocres, dont la plus grosse défaite à domicile de l'histoire du club, 0-6 contre le FC Barcelone), se qualifiant en battant Gloria Bistrița en finale de la Coupe Intertoto 2007 (Région Sud-Méditerranée) grâce à un but de Diego Forlán, récemment recruté (après la vente cet été-là de Fernando Torres).

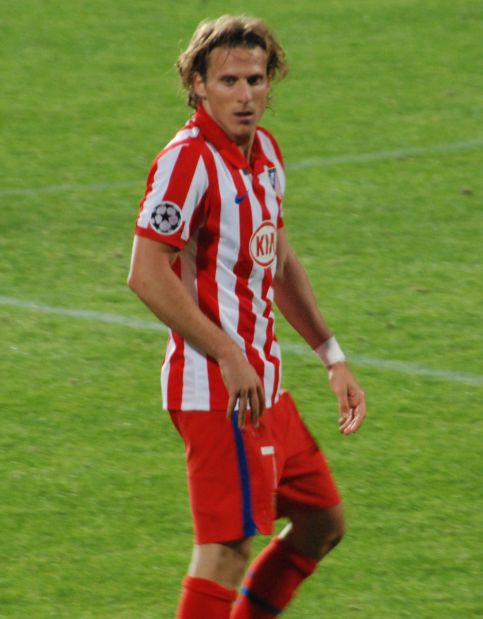
Diego Forlán, joueur de l'Atlético de 2007 à 2011.

Après avoir réalisé une revanche historique en éliminant la Vojvodine, l'Atlético a atteint la phase de groupes de la Coupe UEFA, terminant premier de son propre groupe, mais éliminé par Bolton en huitièmes de finale. Au niveau national, enfin, cette même saison 2007/08, l'équipe (entraînée par Javier Aguirre depuis la saison précédente et dans laquelle avant se démarquent un jeune Agüero - qui avait récemment remporté le Golden Boy Award - et l'uruguayen Forlán) se qualifie pour la Ligue des Champions, se classant à la quatrième place en Liga (sa meilleure position depuis 1996). La saison 2008/09 commence alors par cette qualification obtenue après avoir battu Schalke 04 lors de la phase préliminaire de la Ligue des champions. Pour son retour dans la plus haute compétition européenne onze ans après l'avoir quittée, le club madrilène parvient à se qualifier pour les huitièmes de finale en obtenant la deuxième place de son groupe (à 2 points du premier : le Liverpool FC). L'équipe est cependant évincée de la compétition, éliminée par le FC Porto en raison de la règle des buts marqués à l'extérieur. En championnat, l'équipe a de nouveau obtenu la quatrième place et sa qualification en Ligue des champions, sous la direction de son entraineur, l'ancien joueur Abel Resino, et grâce à la performance spectaculaire de Diego Forlán (qui avec 32 buts a remporté le trophée Pichichi et le premier Soulier d'or européen d'un joueur de l'Atlético). Au cours de la saison 2009/10, l'équipe a terminé la phase de groupes de la Ligue des champions à la troisième place. Elle quitte ainsi la compétition et est redirigée vers la Ligue Europa.

Finale de la Ligue Europa 2009-2010

Les mauvais résultats en Ligue des champions ont conduit au licenciement d'Abel Resino et au recrutement de Quique Sánchez Flores comme nouvel entraîneur. En Ligue Europa, après avoir éliminé Galatasaray, l'équipe se qualifie grâce à la règle des buts marqués à l'extérieur face au Sporting Clube de Portugal, au Valence CF et au Liverpool FC, et dispute ainsi sa première finale de catégorie européenne après la Coupe des vainqueurs de coupe de 1986. La finale cette Ligue Europa, disputée le 12 mai 2010 au HSH Nordbank Arena de Hambourg, a vu l'Atlético l'emporter 2-1 face au club londonien Fulham FC, grâce à un doublé de Diego Forlán, le deuxième but étant marqué à la 116e minute. C'est la première fois depuis la Coupe des vainqueurs de coupes de 1962 que l'Atlético de Madrid remporte un titre sur la scène européenne. Durant cette fin de saison, ils atteignent également la finale de la Coupe du Roi en mai mais sont battus par Séville sur le score de 2-0 au Camp Nou à Barcelone.
Vainqueur de la Ligue Europa, le club dispute la Supercoupe d'Europe contre l'Inter de Milan, vainqueur de la Ligue des champions, à Monaco. Des buts de José Antonio Reyes et Sergio Agüero permettent à l'équipe de l'emporter 2-0. C'est la première fois qu'elle remporte ce trophée, celui-ci n'existant pas lors de sa victoire en Coupe des vainqueurs de coupe en 1962 (ils auraient alors affronté le club Portugais du Benfica Lisbonne).
La saison 2010-2011 de l'Atlético est sensiblement la même que l'année précédente, le club terminant seulement septième en Liga et étant éliminé dès les quarts de finale en Coupe du Roi et en phase de groupe en Ligue Europa. Ces résultats entrainent le départ de l'entraineur Quique Flores avant la fin de la saison. Il est remplacé par l'ancien manageur de Séville, Gregorio Manzano qui qualifie le club pour la Ligue Europa.

### L'ère Diego Simeone

#### 2011-2013: l'installation duCholismo

Finale de la Ligue Europa 2011-2012

La saison 2011-2012 commence mal pour les Colchoneros : ils pointent à la 17e place en Liga, à seulement quatre points de la relégation en décembre. En conséquence, Gregorio Manzano est remercié et cette année deviendra alors un tournant dans l'histoire du club puisqu'elle est marquée par l'arrivée de Diego Simeone sur le banc. El Cholo installe alors un système tactique basé sur une défense de fer qui permet notamment de jouer en contre-attaque. Il réalise alors l'exploit de faire remonter l'Atlético à la 7e place, synonyme de qualification en Ligue Europa.
La saison suivante, les Colchoneros terminent à la cinquième place du championnat et échouent de peu à se qualifier pour la Ligue des Champions, à seulement deux points de la place qualificative. Cependant, leur saison est réussie, en témoigne leur victoire en Ligue Europa la même année face à l'Athletic Bilbao lors d'une finale remportée sur le score de 3-0, grâce notamment à un doublé de Falcao.
La saison 2012-2013 commence par une victoire en Supercoupe d'Europe face à Chelsea (4-1, triplé de Falcao). En Liga, bien emmenée par Falcao, l'équipe parvient à terminer à la troisième place derrière le FC Barcelone et le Real Madrid. L'Atlético remporte également la Coupe du Roi en prolongation face à leurs rivaux madrilènes (2-1). En Ligue Europa, les Rojiblancos se font éliminer par le Rubin Kazan en seizième de finale (0-2 ; 1-0).

#### 2013-2014: une saison historique

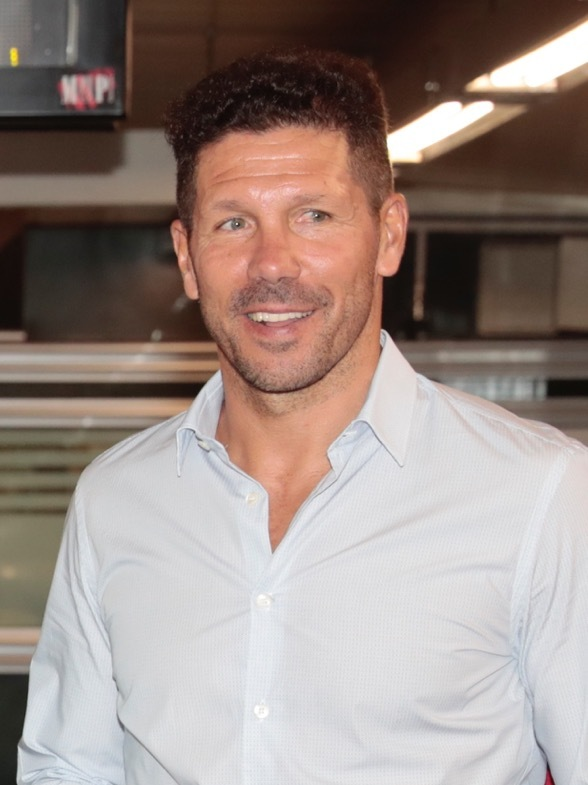
Diego Simeone a remporté la Liga et la Coupe du Roi en tant que joueur et entraîneur. Il est également le technicien qui a gagné le plus de titres de l'histoire du club.

Malgré le départ de Falcao pour Monaco, palliée par l'arrivée de David Villa en provenance du FC Barcelone, l’Atlético commence la saison 2013-2014 avec le rôle d’outsider en Liga, bien que personne ne croit en leur capacité à rivaliser avec le FC Barcelone et le Real Madrid. Contre toute attente, début décembre, c’est bien l’Atlético qui est au coude à coude en tête de la Liga avec le Barça, comptant jusqu’à 10 points d’avance sur le Real. Lors de cette première partie de saison, l’Atlético ne perd ni contre le Barça (0-0), ni contre le Real (1-0) et cette période est marquée par l’explosion de certains joueurs tels que Diego Costa ou Koke, pendant que certains cadres sont au sommet de leur art tels que Gabi, Filipe Luís, Diego Godin, Juanfran, Arda Turan, Miranda, ou Thibaut Courtois. En Ligue des champions, les Colchoneros, tombés dans une poule très homogène avec le Zénith Saint-Pétersbourg, le FC Porto et l’Austria Vienne, terminent à la première place du groupe, après s’être qualifiés dès la quatrième journée.

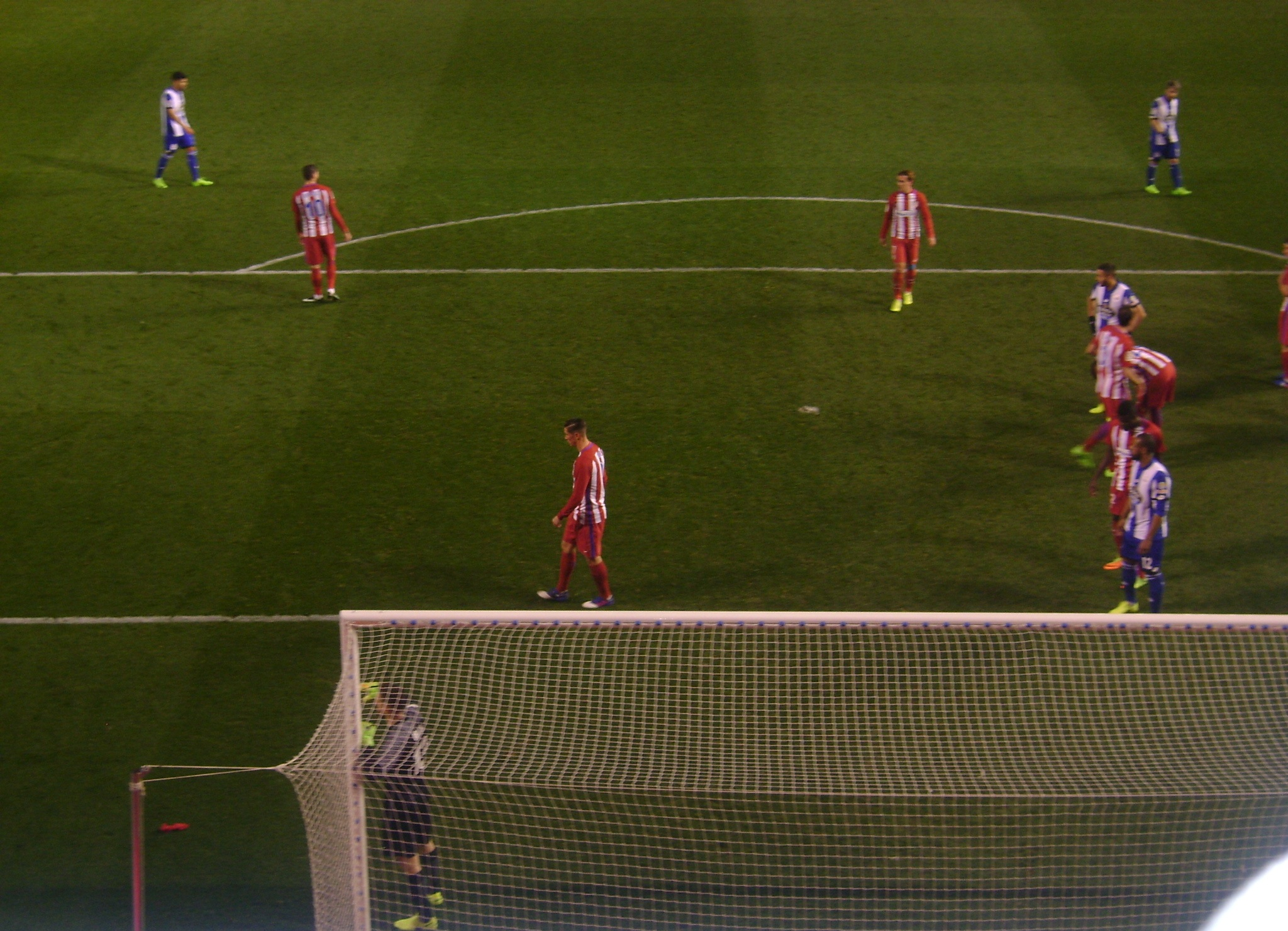
Deportivo de La Coruña vs. Atlético de Madrid.

L’Atlético, comme le Barça, subit un début d’année 2014 chaotique ce qui permet au Real de refaire son retard et de prendre la tête de la Liga avant le derby madrilène. Durant celui-ci, les Colchoneros mènent jusqu’à la 84e minute avant que Cristiano Ronaldo n’égalise, permettant au Real de conserver son avance en tête de la Liga. L’Atletico ne peut donc pas prendre sa revanche après sa lourde défaite en demi-finale de la Copa del Rey face au Real (0-3, 0-2). Après le classico remporté 4-3 par le FC Barcelone, l'Atlético reprend la tête de la Liga avec un point d'avance sur le Barça, et trois sur le Real. Finalement, l'Atlético remporte le championnat lors de la dernière journée grâce à son match nul face au Barça, au Camp Nou. Le club termine la saison avec 90 points (soit 3 points de plus que le Barça et le Real).

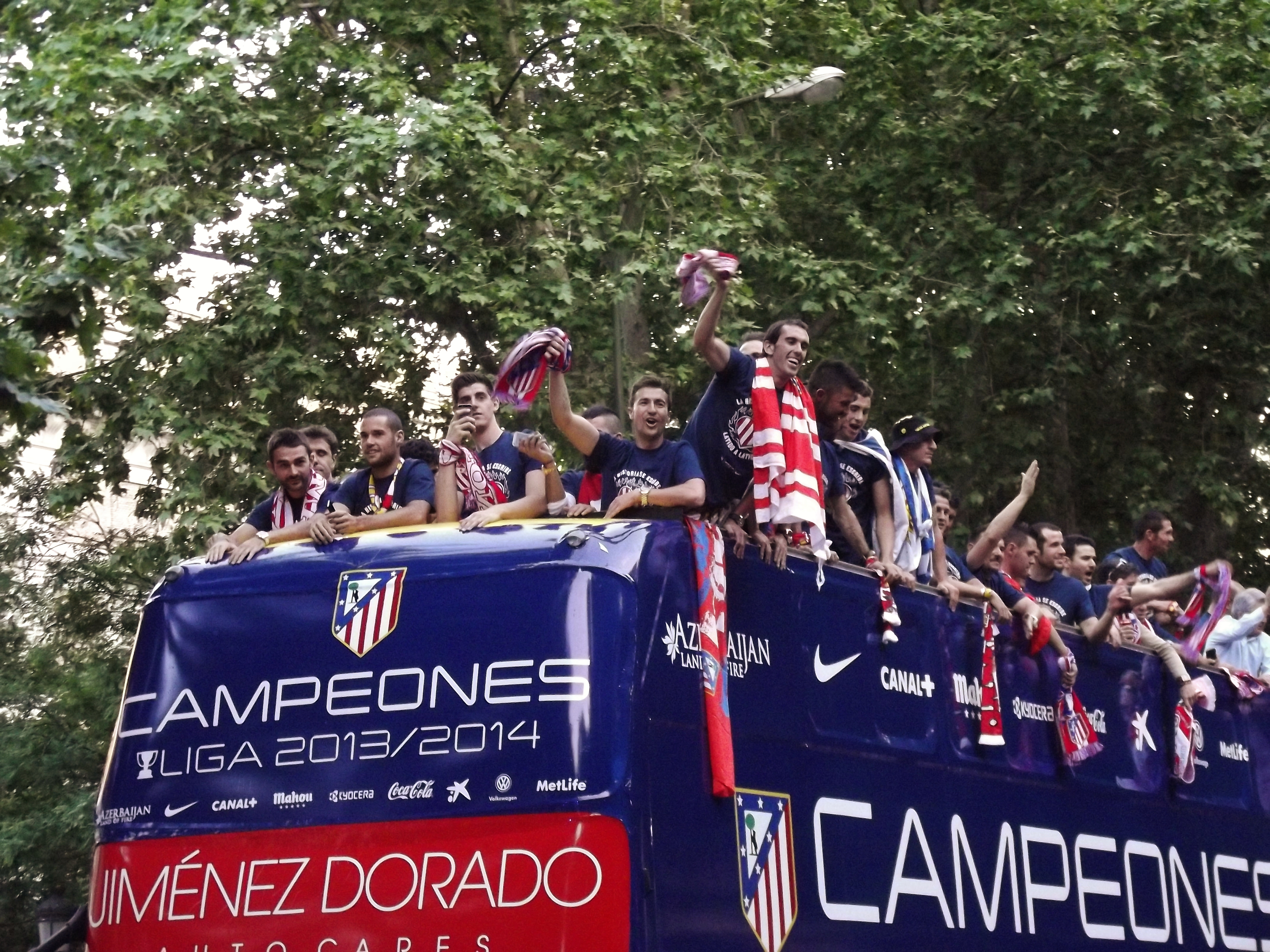
L'Atlético, champion de Liga 18 ans après son sacre de 1996.

Parallèlement, en huitième de finale de la Ligue des champions, l’Atlético se défait facilement d’un faible Milan AC en gagnant 1-0 à San Siro puis 4-1 à Vicente Calderon avec un nouveau doublé du nouvel international espagnol Diego Costa. En quart de finale, l'Atlético affronte le FC Barcelone. Au match aller, les Colchoneros parviennent à obtenir un match nul (1-1) au Camp Nou grâce à un but splendide du brésilien Diego. Au match retour, l'Atlético ouvre le score dès la 5e minute par Koke et parvient à conserver ce résultat pour se qualifier en demi-finale de la Ligue des champions pour la première fois depuis 1974. Après un match aller qui se soldera sur un 0-0, l'Atlético se qualifie finalement en finale en remportant le match retour face au Chelsea FC 3-1 à Stamford Bridge, dominant totalement la seconde période. En finale de la Ligue des Champions, l'Atlético mène 1-0 jusqu'à la 93e minute, s'ensuit un but de Sergio Ramos, offrant à leurs adversaires la prolongation. Cette prolongation sera finalement remportée 4-1 par le Real Madrid.

#### 2014-2017: à la lutte avec les plus grands d'Europe

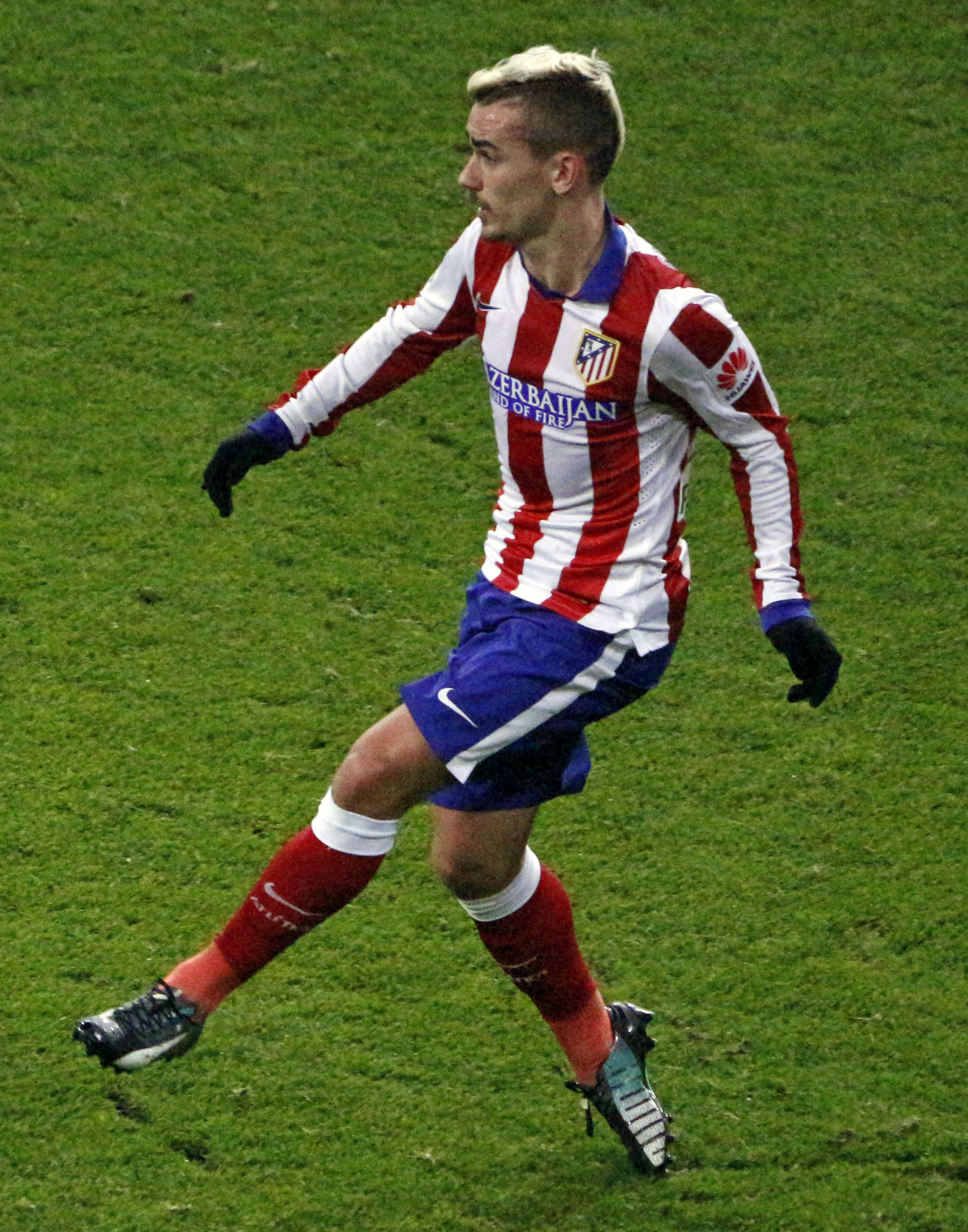
Antoine Griezmann lors de sa première saison à l'Atlético de Madrid.

Malgré le départ de certains de ses meilleurs joueurs (Diego Costa, Thibaut Courtois et Filipe Luís vers Chelsea, Toby Alderweireld vers Southampton), le club parvient en revanche à conserver la majorité de ses meilleurs joueurs convoités tels que Juanfran, Tiago, ou son grand espoir Koke. Ensuite, l'Atlético réalise un mercato ambitieux, symbole de ses ambitions nouvelles. C'est ainsi qu'en remplacement de son meilleur buteur Diego Costa, le club parvient à faire signer l'international croate Mario Mandžukić en provenance du Bayern Munich. Puis dans la continuité du succès de Thibaut Courtois dans les buts, le club réalise un autre gros coup en signant le grand espoir slovène Jan Oblak en provenance du Benfica Lisbonne. Puis l'Atlético réalise l'un des plus gros coups du mercato estival en signant Antoine Griezmann, international français en provenance de la Real Sociedad et dans les derniers jours du mercato, le club fait signer l'international italien Alessio Cerci en provenance du Torino FC.
En plus de vouloir conserver son titre de champion d'Espagne, l'Atlético, aussi vice-champion d'Europe, voudra surement remporter cette année la Ligue des champions. Lors des 19 et 22 août 2014, le club rojiblanco obtient encore la consécration nationale en gagnant la Supercoupe d'Espagne face au rival, le Real Madrid (1-1, 1-0). Cependant, à la fin de la saison, distancés en Liga, les Colchoneros ne terminent qu'à la troisième place, derrière le Real Madrid, deuxième (qu'ils ont pourtant battu par deux fois : 1-2 puis 4-0), et le FC Barcelone, champion. Ces derniers sont également ceux qui ont mis un terme au parcours de l'Atlético en Coupe du Roi, battu en quarts de finale (2-4). En Ligue des champions, après s'être sorti d'un groupe composé de la Juventus, de l'Olympiakos et de Malmö, l'Atlético s'en sort difficilement face à Leverkusen en huitièmes de finales (1-1 au cumulé, 3-2 aux t.a.b) avant de chuter sur la plus petite des marges contre son rival de toujours, le Real Madrid (0-0, 0-1).
En 2015-2016, les rouge et blanc arrivent avec les mêmes ambitions et de sérieux candidats à la lutte pour le titre en Liga. Mais une nouvelle fois, le club, pourtant fort de 88 points (son deuxième meilleur total), ne se contentera que d'une troisième place, à trois points du leader, à la suite d'une défaite surprise face à Levante (2-1) lors de l'avant-dernière journée. Cette année-là sera cependant marquée par son parcours sensationnel en Ligue des Champions, où le club parvient à éliminer des équipes telles que le FC Barcelone, tenant du titre, ou encore le Bayern Munich. Malheureusement, l'équipe matelassière s'incline une nouvelle fois en finale face au Real Madrid le 28 mai 2016 aux tirs au but après un match nul à un but partout. C'est la deuxième défaite du club face au Real Madrid en finale de la Ligue des champions après celle de l'édition 2014 et la troisième finale de l'histoire perdue en C1 par le club rojiblanco. Lors de cette saison, l'Atlético finira par dépasser le Valence CF au classement historique du championnat (toutes les saisons cumulées).

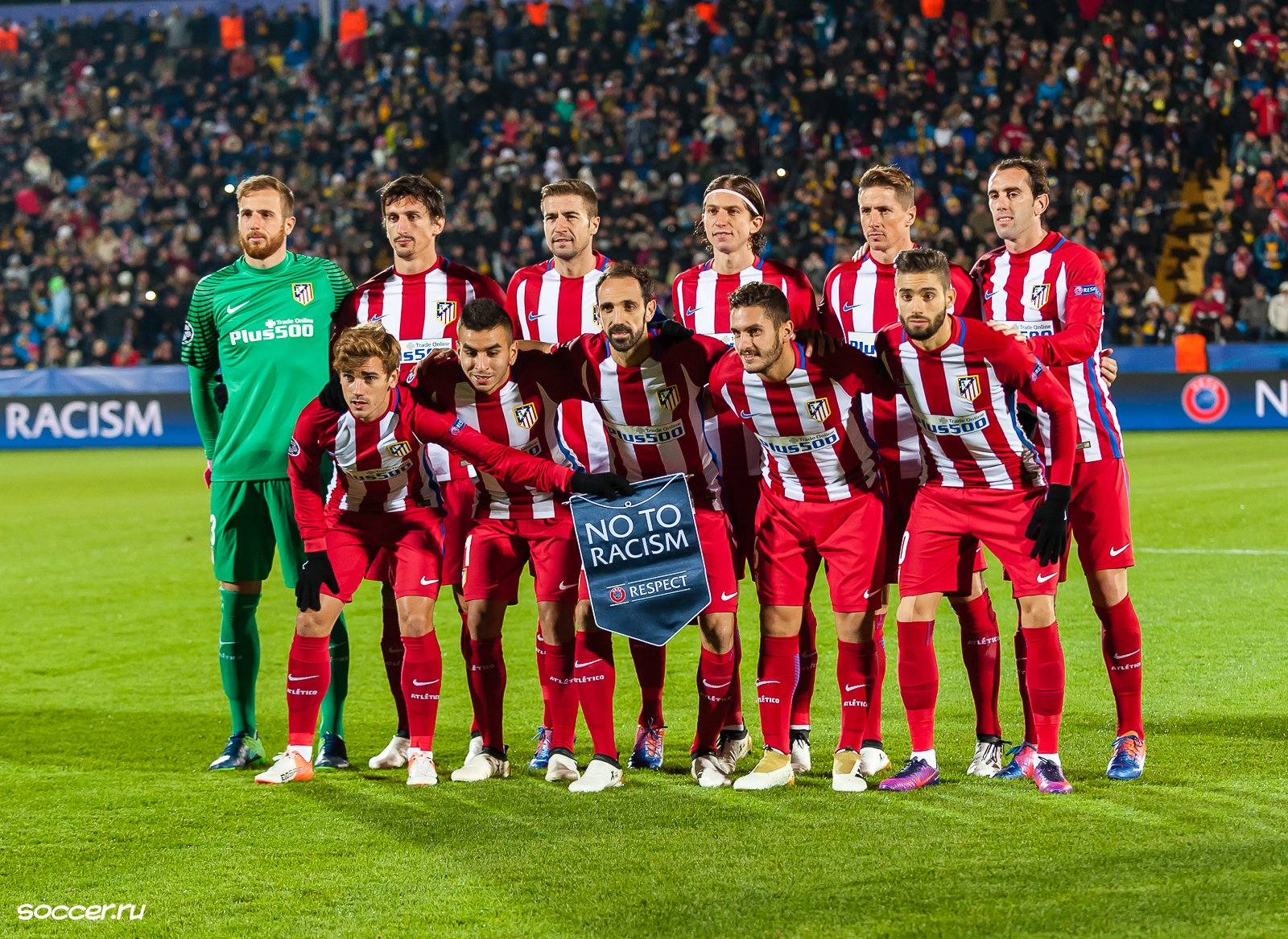
L'équipe de l'Atlético en 2017, s'apprêtant à disputer un match de Ligue des Champions.

En 2016-2017, le club affiche quelques difficultés, notamment en championnat où il est très vite distancé par ses deux concurrents principaux le Real Madrid et le FC Barcelone. L'équipe termine troisième de Liga, après s'être battu tout au long de la saison pour une place sur le podium avec le FC Séville. En Ligue des champions, l'Atlético est éliminé pour la quatrième saison consécutive par le Real Madrid, après avoir atteint les demi-finales de la compétition pour la sixième fois de son histoire. Ce match était d'ailleurs la dernière rencontre européenne de l'histoire du stade Vicente Calderón. Il fut marqué par l'ambiance y régnant ce soir là, malgré l'évidente défaite, les fans ayant déployé l'iconique tifo "no lo pueden entender" ("vous ne pouvez pas comprendre"), une pique directe à son adversaire du soir,,.
Cette saison est aussi la dernière que le club passera dans son mythique stade Vicente Calderón. Comme un symbole, l'Atlético y jouera son dernier match officiel face à l'Athletic Club, lors d'un victoire 3-1 face aux basques grâce à un doublé de son enfant de toujours, Fernando Torres, et un but d'Angel Correa. Parallèlement, l'équipe féminine remporte son deuxième titre en championnat.

#### 2017-2019: échec et rebond européen

Finale de la Ligue Europa 2017-2018

Le 16 septembre 2017, l'Atlético de Madrid inaugure son nouveau stade, le Wanda Metropolitano, lors d'un match de Liga face à Malaga et une victoire 1-0 grâce à un but d'Antoine Griezmann. Quelques jours plus tôt, le club arborait son nouveau blason, sujet ayant créé la polémique au sein des fans.
En Ligue des champions, l'Atlético ne se qualifie pas pour les huitièmes de finale, éliminé d'un groupe composé de Chelsea, de l'As Rome et du Qarabag FK, contre qui les Colchoneros ne sont pas parvenus à s'imposer, et est reversé en Ligue Europa, qu'elle remporte le 16 mai 2018 à Lyon face à l'Olympique de Marseille (3-0), après avoir notamment battu des équipes telles qu'Arsenal ou le Sporting Clube de Portugal. Ce trophée est le premier du club dans son nouveau stade.
Cette finale constitue également le dernier match du capitaine avec le club, Gabi, ainsi que le dernier de Fernando Torres.

Le 15 juillet 2018, Antoine Griezmann et Lucas Hernandez marquent l'histoire du club en devenant les premiers champions du monde sous contrat avec l'Atléti.

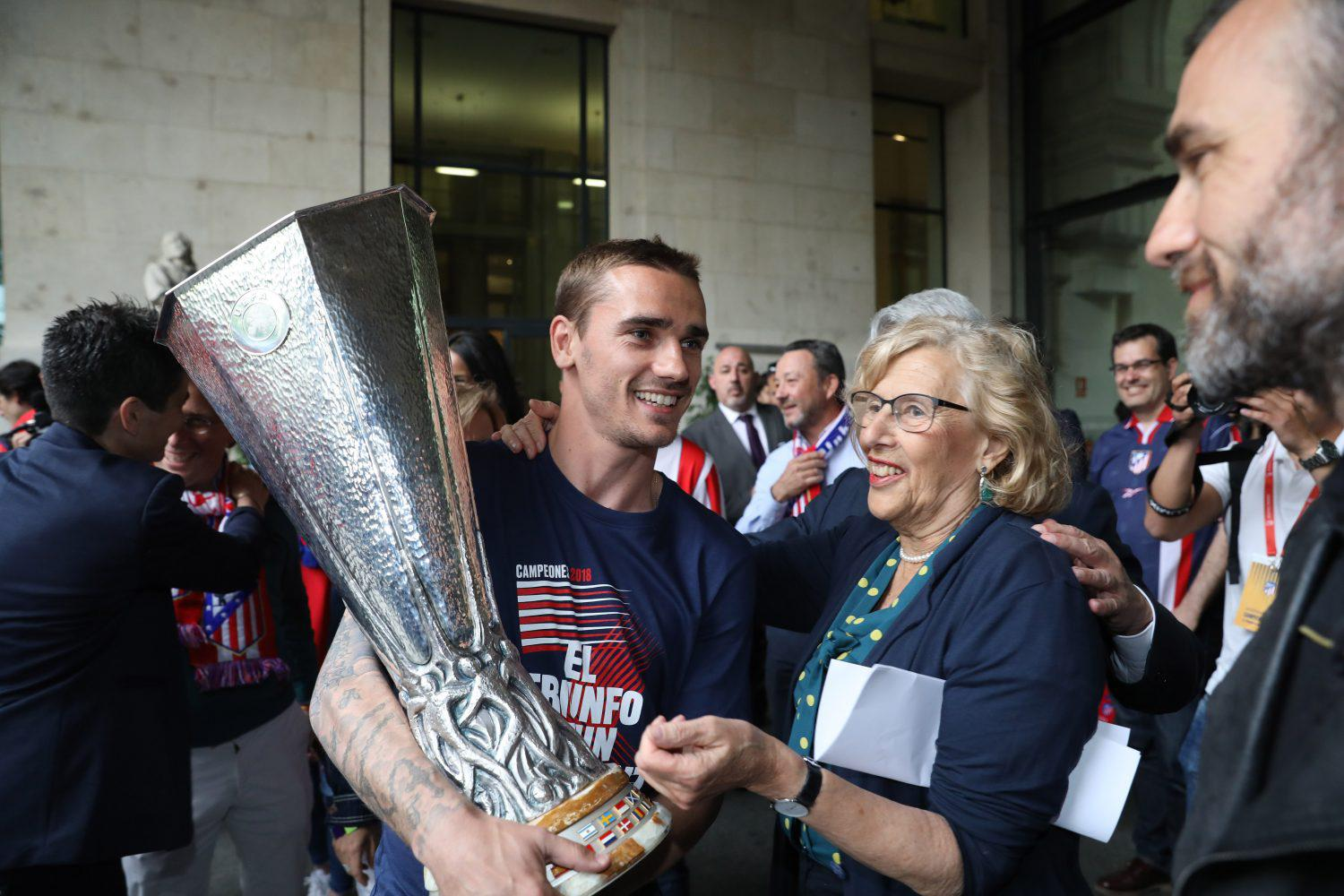
Antoine Griezmann soulève la Ligue Europa avec l’Atlético en 2018.

L'Atlético de Madrid commence la saison 2018-2019 par une rencontre face au rival local, le Réal Madrid, orphelin de Zinédine Zidane et Cristiano Ronaldo, parti à la Juventus de Turin. Cette rencontre, qui s'inscrit dans le cadre de la supercoupe de l'UEFA et oppose le vainqueur de la Ligue des Champions à celui de la Ligue Europa de la saison précédente, s'est tenue dans Le Coq Arena en Estonie. Après avoir ouvert le score par l'intermédiaire de son attaquant Diego Costa, l'Atlético prend les devants dès la première minute. Le français Karim Benzema remet les deux équipes à égalité avant que Sergio Ramos ne donne l'avantage aux merengue sur penalty avant la pause. En seconde période l'Atletico égalise à 10 minutes de la fin du temps règlementaire grâce au doublé de Diego Costa. Avec un score de parité à l'issue des 90 minutes, l'Atlético fait la différence lors des prolongations par l'intermédiaire de Saul et Koke pour finalement s'imposer 4-2. En Liga, le club termine à la 2e place, distancé par 11 points d'écart en fin de saison par le FC Barcelone. En Ligue des Champions, l’Atlético se qualifie en huitièmes de finale mais se fait éliminer par la Juventus (2-0 à l’aller) (3-0 au retour), avec le triplé de Cristiano Ronaldo (qui reproduira par la suite la célébration de Diego Simeone lorsqu’ils les avaient battus à l’aller).

#### 2019-2020: une saison de transition

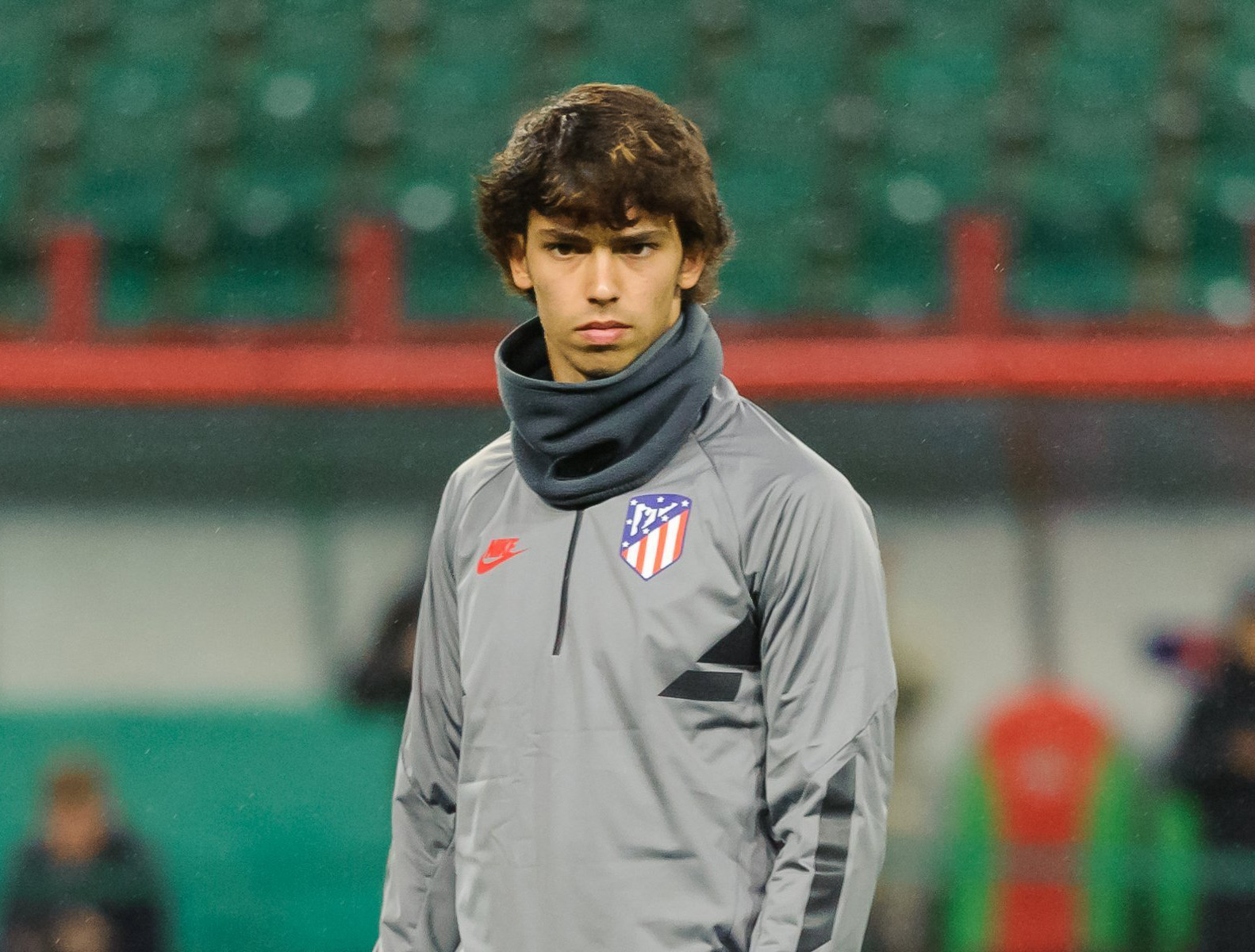
João Félix, recrue la plus chère de l'histoire de l'Atlético.

La saison suivante, l'Atlético voit une grande partie de ses cadres quitter le club, à l'instar d'Antoine Griezmann (vendu au FC Barcelone), de Diego Godín (parti à l'Inter Milan), de Felipe Luís (parti terminer sa carrière au Brésil, au Flamengo) ou encore des joueurs prometteurs comme Lucas Hernandez (vendu au Bayern) ou bien Rodri (vendu à Manchester City). Cependant, le club parvient à maintenir quelques cadres : son illustre capitaine, Koke, Giménez, Savic ou encore Saúl. Parallèlement, le club fait l'acquisition de nouveaux joueurs, comme Kieran Trippier (en provenance de Tottenham, finaliste de la précédente Ligue des Champions), Felipe (en provenance du FC Porto) ou Mario Hermoso (en provenance de l'Espanyol, relégué en Segunda), ou encore de jeunes joueurs prometteurs comme Marcos Llorente (en provenance du Real Madrid), Renan Lodi (venant de Flamengo) ou encore de João Félix, en provenance du Benfica Lisbonne, transféré pour la somme record de 126 millions d'euros, faisant du jeune portugais de 19 ans la recrue la plus chère de l'histoire de l'Atlético de Madrid.
Ce recrutement ambitieux de transition permet à l'Atlético d'infliger une sévère correction à son ennemi de toujours le Real Madrid, lors d'un match de présaison en terres américaines (les colchoneros l'emportent 7-3, avec notamment un quadruplé de Diego Costa). L'Atlético débute le championnat en devenant le leader mais rencontre très vite des difficultés (un match remporté 3-2 de justesse au Metropolitano contre Eibar, une défaite contre la Real Sociedad 2-0). En Ligue des Champions, les colchoneros finissent deuxième de leur groupe, derrière la Juventus. Durant cette phase de groupe, João Félix, buteur contre le Lokomotiv Moscou (victoire 0-2) deviendra le plus jeune buteur de l'histoire de l'Atlético dans la compétition.
À la mi-saison, l'Atlético est troisième du championnat. En janvier 2020, les colchoneros jouent la Super Coupe d'Espagne ayant lieu en Arabie saoudite. Après avoir éliminé le FC Barcelone en demi-finale sur le score de 2-3, les colchoneros s'inclinent en finale aux tirs au but contre le Real Madrid. Ce match est controversé de par le tacle assassin à la 117e minute de Federico Valverde sur Alvaro Morata qui filait seul face au gardin offrant ainsi la victoire finale au Real. L'Atlético est également éliminé en seixième de finale de la Coupe du Roi en prolongations, par le Cultural Leonesa (2-1), club de troisième division espagnole. À la suite de ces deux défaites, l'Atlético conclut lors du mercato hivernal le grand retour de Yannick Ferreira Carrasco, qui avait quitté le club en 2018 pour rejoindre le club de Dalian Pro, en Chine.
En huitièmes de finale de la Ligue des Champions, les Colchoneros affrontent le tenant du titre : le Liverpool FC. Tombeurs des Reds au match aller au Metropolitano sur le plus petit des scores (victoire 1-0 sur un but de Saúl à la suite d'un corner mal géré par Liverpool), les matelassiers rééditent leur exploit en battant les champions en titre à Anfield au terme d'une prolongation complètement folle. Menés 2-0 à la 95e minute, les hommes de Diego Simeone ont su rattraper leur retard en profitant d'une mauvaise relance d'Adrián convertie en but par Llorente qui s'offre le doublé quelques minutes plus tard. Alvaro Morata clôt la fête en inscrivant le troisième but des Madrilènes dans le temps additionnel de la prolongation. L'Atlético sera cependant éliminé en quarts de finale, quelques mois plus tard, lors du Final 8 à Lisbonne (nouvelle forme de la compétition provisoirement organisée en raison de la pandémie de Covid-19), contre le RB Leipzig s'inclinant sur le score de 2-1,.
En championnat, l'Atlético se contente d'une petite troisième place, obtenue grâce à la différence de buts face au Séville FC. Les Colchoneros assurent cependant le principal avec une qualification pour la Ligue des Champions la saison suivante.

#### 2020-2021: une deuxième Liga pour Simeone

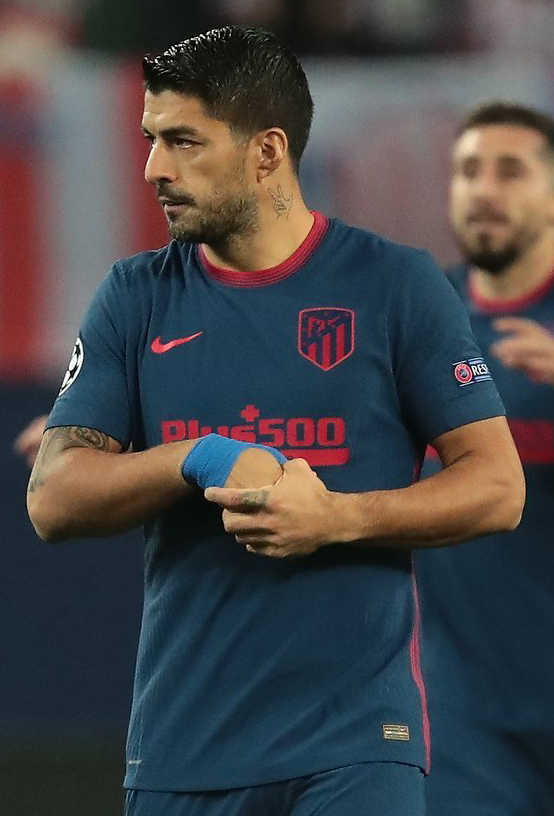
Luis Suárez avec le maillot extérieur de l'Atlético en 2020.

La saison suivante, lors du mercato estival, décalé en raison de la pandémie de Covid-19, l'Atlético ne fait pas d'énormes excentricités. Les dirigeants se contentent de remplacer Thomas Partey (parti à la dernière minute pour Arsenal) par Lucas Torreira (en prêt en provenance d'Arsenal), Antonio Adán (parti au Sporting Clube de Portugal) par Ivo Grbic (en provenance du Dinamo Zagreb) mais le plus gros coup est sûrement, l'arrivée de l'attaquant phare du FC Barcelone, Luis Suárez, qui remplace Alvaro Morata parti à la Juventus.
La saison 2020/21 des Colchoneros commence de manière fulgurante. En championnat, les hommes d'El Cholo se classent dans le haut du tableau. L'équipe réalise alors sa plus longue série d'invincibilité en championnat de son histoire (26 matchs sans aucune défaite) remportant huit de ses dix premiers matchs dans la compétition (pour deux nuls), son meilleur début de saison depuis 2014. Cependant, cette série va s'arrêter le 12 décembre 2020 lors de la défaite 2-0 de l'Atlético contre le Real lors du derby. On notera toutefois, durant cette période, une victoire historique : celle 1-0 contre Barcelone (but de Carrasco), la première en championnat depuis 2010 et par conséquent la première de Diego Simeone en tant qu'entraineur contre les culés en championnat également.

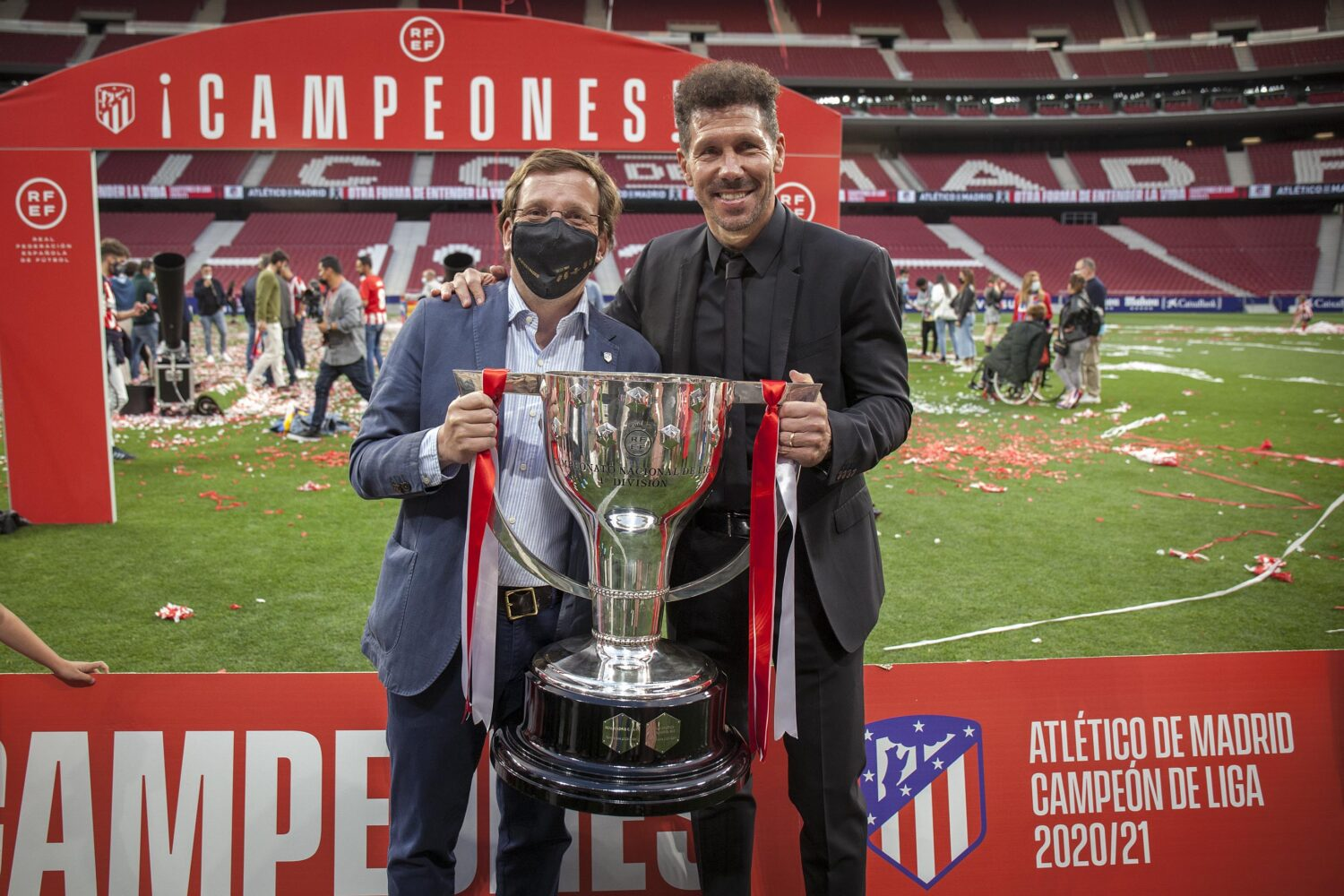
Diego Simeone avec le trophée de champion d'Espagne en mai 2021.

En Ligue des Champions, les matelassiers se sortent difficilement d'un groupe composé du Bayern Munich, le tenant du titre, du RB Salzburg et du Lokomotiv Moscou. Les rojiblancos concèdent notamment une défaite 4-0 à Munich. Finalement classés deuxième avec 9 points, les Colchoneros connaissent leur adversaire pour les huitièmes de finale le 14 décembre 2020 : le Chelsea FC, contre qui il se feront amèrement éliminer (0-1 à l'aller, 0-2 au retour, soit 0-3 au score cumulé).
La suite de la saison en Liga est un peu plus difficile pour les hommes de Simeone. Des résultats en demi-teinte permettent au Real et au Barça de rattraper l'Atlético et ses 13 points d'avance. Cependant, malgré de nombreuses occasions, les rivaux madrilènes et barcelonais ne parviennent jamais à doubler le club rouge et blanc au classement qui lui s'arrache jusqu'à la dernière journée pour rester leader, à l'image des deux derniers matchs où, à chaque fois mené, l'Atléti est remonté au score. Ces deux performances permettent aux rojiblancos de remporter leur onzième titre de champion d'Espagne, sept ans après le dernier. Il s'agit également du deuxième sacre national de Simeone avec l'Atlético.
Symboliquement, ce titre vient conforter le nouveau statut du club, qui ne se contente plus d'être le "petit poucet", et qui est désormais à la lutte avec les deux géants espagnols que sont le Real et le Barça.

#### 2021-2024: entre ambitions et déceptions
La saison 2021-2022 débute avec un mercato plutôt satisfaisant du club madrilène, avec des signatures prometteuses : l'arrivée de l'argentin, Rodrigo De Paul, tout juste vainqueur de la Copa America avec l'Albiceleste ou encore le récent médaillé d'or aux Jeux Olympiques Matheus Cunha, qui vient renforcer l'attaque à la suite du retour de prêt de Moussa Dembélé. Mais la plus grande surprise est sûrement la signature en prêt d'Antoine Griezmann dans les dernières heures du mercato, deux ans après son départ, le meilleur buteur français de l'histoire du club fait son grand retour à Madrid.
Malgré toutes ces signatures, l'Atlético affiche rapidement de nombreuses faiblesses, surtout au niveau défensif. En effet, les Colchoneros concèdent un total de 43 buts en Liga sur toute la saison, le pire total sous l'ère Simeone, et de loin. De fait, les choses peinent à s'arranger avec le départ de Kieran Trippier à l'hiver pour Newcastle. A noter durant ce mercato hivernal, l'arrivée de Reinildo, en provenance de Lille, qui va permettre de retrouver un semblant de sérénité défensive.
Durant cet exercice, l'Atléti, très irrégulier, termine à la troisième place en championnat, 2 points seulement derrière le FC Barcelone, deuxième, mais 15 points derrière le Real Madrid, champion. En Ligue des Champions, l'Atlético est éliminé en quarts de finale face à Manchester City (0-1 au score cumulé) après s'être sorti d'un groupe difficile composé de Liverpool, Porto et l'AC Milan lors de la dernière journée et après avoir disposé en huitièmes de Manchester United (1-2). En Coupe du Roi, les hommes de Simeone chutent en huitièmes de finale face à la Real Sociedad à Anoeta (0-2).

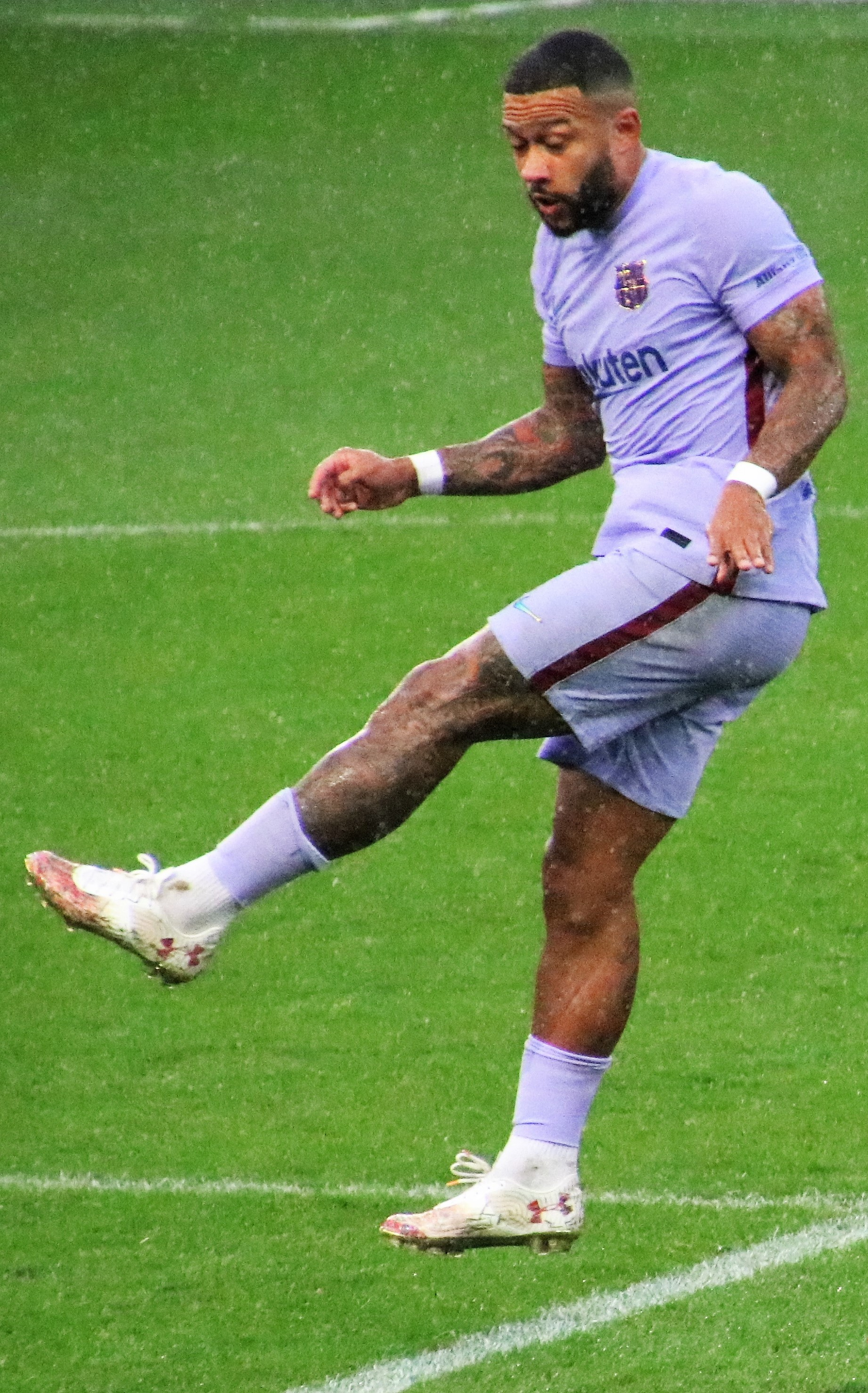
Memphis Depay, recruté contre 3M€ au FC Barcelone.

La saison suivante s'avère compliquée du côté rojiblanco. Malgré les arrivées de Nahuel Molina et Axel Witsel et les retours de prêt d'Alvaro Morata et Saul, l'Atlético doit faire face au départ de son buteur Luis Suarez qui arrive au terme de son contrat ou encore de joueurs tels que Hector Herrera et Renan Lodi (prêté à Nottingham Forest). Dans une mauvaise dynamique, les Colchoneros entament la saison avec de nombreuses contre-performances qui leur valent, dès novembre, une élimination de toutes les compétitions européennes après une quatrième place inattendue dans un groupe plus qu'abordable en Ligue des Champions. En Liga, l'Atléti ne pointe qu'à la sixième place avant la trêve imposée par la Coupe du Monde.
A l'hiver, l'Atléti enregistre les départs d'un João Félix (en prêt), d'un Felipe et d'un Matheus Cunha tous les trois en perte de vitesse vers l'Angleterre. En manque de temps de jeu au FC Barcelone, Memphis Depay est recruté pour renforcer l'attaque rojiblanca.
Durant ce mois de janvier, l'Atlético parvient à atteindre les quarts de finale de la Coupe du Roi mais est éliminé par son rival de toujours, le Real, au terme de la prolongation. On notera durant ce match la grave blessure de Reinildo, victime d'une rupture des ligaments croisés.
Pourtant, le réveil aura lieu durant cette période côté rouge et blanc. L'Atlético, qui n'a plus que LaLiga à jouer, peut compter sur un Antoine Griezmann à la baguette qui, paradoxalement, réalise la meilleure saison de sa carrière en championnat (terminant l'exercice avec 15 buts marqués et 16 passes décisives délivrées). Ce niveau affiché permet à l'Atléti de remonter au classement et de nouveau talonner le Real Madrid contre qui les Colchoneros avaient pris plus de dix points de retard à l'hiver. L'Atlético termine la saison à la troisième place à l'issue de la saison.
Le mercato de la saison 2023-2024 est plutôt calme pour les Colchoneros, bien que plusieurs mouvements ne se tout de même soient opérés au sein de l'effectif. Lors du mercato estival, l'Atléti se sépare définitivement de Renan Lodi et Geoffrey Kondogbia, tous les deux transférés à l'Olympique de Marseille, ou encore de Yannick Carrasco, qui, en fin de mercato, file en Arabie saoudite dans le club d'Al-Shabab après une deuxième étape de quatre saisons au club. Du côté des arrivées, l'Atléti enregistre l'arrivée de trois défenseurs, Çağlar Söyüncü (de Leicester City), Javi Galán (du Celta de Vigo) et le désormais ancien capitaine de Chelsea, César Azpilicueta. De plus, Diego Simeone pourra également compter sur de nouvelles têtes cette saison : Samuel Lino et Rodrigo Riquelme, tous les deux revenus de leurs prêts respectifs.
Le début de saison est plutôt prometteur pour l'Atlético de Madrid. En effet, les hommes d'El Cholo peuvent compter sur un Alvaro Morata et un Antoine Griezmann tous deux très en jambe. En effet, l'attaquant espagnol réalise le meilleur début de saison de sa carrière, avec un total de 18 buts marqués à la mi-saison. Sur le flanc gauche, c'est l'éclosion des jeunes Lino et Riquelme qui est plébiscitée. Si tout se passe pour le mieux en Ligue des Champions, où les Colchoneros terminent à la première place de leur groupe pour la première fois depuis la saison 2016-2017, l'Atléti perd vite le pied en Liga, malgré de belles sorties, notamment lors du derby de Madrid face au Real (3-1). En Coupe du Roi, les Colchoneros parviennent à se hisser en demi-finales, où ils sont sèchement battu par les basques de l'Athletic Club (0-1 puis 3-0, 0-4 au score cumulé). Quelques semaines plus tard, c'est en quarts de finale que la bande de Simeone s'incline, face au Borussia Dortmund, finaliste de l'édition.
Lors de cette saison, Antoine Griezmann entre dans la légende en devenant le meilleur buteur de l'histoire de l'Atlético de Madrid en inscrivant son 174e but sous le maillot rojiblanco, lors de la défaite en demi-finale de Supercoupe d'Espagne face au Real Madrid. Il surpasse ainsi Luis Aragonés, précédent détenteur du record depuis son mythique but sur coup-franc lors de la finale de la Coupe d'Europe des Clubs champions en 1974.

## Palmarès
| Compétitions nationales | Compétitions internationales |
| --- | --- |
| - Championnat d'Espagne (11) - Champion : 1940, 1941, 1950, 1951, 1966, 1970, 1973, 1977, 1996, 2014 et 2021 - Vice-champion : 1944, 1958, 1961, 1963, 1965, 1974, 1985, 1991, 2018, 2019 - Troisième : 1942, 1945, 1947, 1948, 1962, 1971, 1976, 1979, 1981, 1983, 1988, 1992, 2013, 2015, 2016, 2017, 2020, 2022 et 2023 - Coupe d'Espagne (10) - Vainqueur : 1960, 1961, 1965, 1972, 1976, 1985, 1991, 1992, 1996 et 2013 - Finaliste : 1921, 1926, 1956, 1964, 1975, 1987, 1999, 2000 et 2010 - Supercoupe d'Espagne (2) - Vainqueur : 1985 et 2014 - Finaliste : 1991, 1992, 1996, 2013 et 2020 Anciennes compétitions - Coupe de la Ligue - Finaliste : 1984, 1985 - Copa de Campeones (de 1939 à 1940) (1) - Vainqueur : 1940 - Coupe Eva Duarte (de 1947 à 1953) (1) - Vainqueur : 1951 - Finaliste : 1950 - Coupe Presidente FEF (de 1941 à 1947) (1) - Vainqueur : 1947 | - Ligue des champions - Finaliste : 1974, 2014 et 2016 - Ligue Europa (3) - Vainqueur : 2010, 2012 et 2018 - Supercoupe de l'UEFA (3) - Vainqueur : 2010, 2012 et 2018 Anciennes compétitions - Internationale Coupe Mohammed-V (de 1962 à 1989) (3) Record - Vainqueur : 1965, 1970 et 1979 - Coupe intercontinentale (de 1960 à 2004) (1) - Vainqueur : 1974 - Coupe d'Europe des vainqueurs de coupe (de 1960-1961 à 1998-1999) (1) - Vainqueur : 1962 - Finaliste : 1963 et 1986 - Copa Ibérica de fútbol (1) - Vainqueur : 1991 |

### Trophées mineurs
- Trophée Carranza (11)
  - Vainqueur : 1968, 1976, 1977, 1978, 1991, 1995, 1997, 2003, 2014, 2015, 2022
- Trophée Teresa-Herrera (6)
  - Vainqueur : 1956, 1965, 1973, 1985, 1986, 2009
- Trophée Colombino (6)
  - Vainqueur : 1966, 1972, 1991, 1993, 2002, 2011
- Trophée Ciudad de La Línea (4)
  - Vainqueur : 1983, 1989, 1992, 2004
- Trophée Ibérico (3)
  - Vainqueur : 1980, 1981, 2005
- Trophée Semana del Sol-Ciudad de Marbella (3)
  - Vainqueur : 1994, 1995, 1997
- Trophée Cervantes (3)
  - Vainqueur : 1996, 2001, 2008
- Audi Cup (1)
  - Vainqueur : 2017

### Classement UEFA
Au 17 août 2025, l’Atlético de Madrid est classé à la 12e place.
| Année      | 2008 | 2009 | 2010 | 2011 | 2012 | 2013 | 2014 | 2015 | 2016 | 2017 | 2018 | 2019 | 2020 | 2021 | 2022 | 2023 |
| ---------- | ---- | ---- | ---- | ---- | ---- | ---- | ---- | ---- | ---- | ---- | ---- | ---- | ---- | ---- | ---- | ---- |
| Classement | 67   | 43   | 23   | 23   | 8    | 11   | 7    | 5    | 4    | 4    | 2    | 4    | 4    | 6    | 9    | 15   |

### Championnats disputés
Au cours de son histoire, l'Atlético de Madrid a évolué seulement à deux reprises en deuxième division : de 1930 à 1934 et de 2000 à 2002.

## Personnalités du club

### Présidents
Le club est présidé depuis 2003 par Enrique Cerezo, un producteur de cinéma. Il prend les rênes du club à la suite de sa remontée de seconde division et lui permet de se stabiliser dans les quatre meilleurs clubs espagnols avec des qualifications en Ligue des champions depuis la saison 2007-2008. Il affirme par ailleurs vouloir « lutter avec les plus grands en Espagne, mais aussi en Europe » en donnant au club une nouvelle dimension, une plus grande ambition avec l'aide de J.Garcia Pitarch, le directeur sportif, en attirant de grands noms .
Seuls deux présidents ont été élus à deux périodes distinctes : Julián Ruete (1912-1919 et 1920-1923) et Vicente Calderón (1964-1980 et 1982-1987). Calderón est également le président resté en place le plus longtemps (21 ans), devant Enrique Cerezo (2003-actuellement) et Jesús Gil (1987-2003).
| N° | Pays | Nom                             | Période   |
| -- | ---- | ------------------------------- | --------- |
| 1  |      | Enrique Allende Allende         | 1903      |
| 2  |      | Eduardo de Acha y Otáñez        | 1903-1907 |
| 3  |      | Ricardo de Gondra y Lazurtegui  | 1907-1909 |
| 4  |      | Ramón de Cárdenas y Pastor      | 1909-1913 |
| 5  |      | Julián Ruete Muniesa            | 1912-1919 |
| 6  |      | Álvaro de Aguilar y Gómez-Acebo | 1919-1920 |
| 7  |      | Julián Ruete Muniesa            | 1920-1923 |
| 8  |      | Juan Estefanía Mendicute        | 1923-1926 |
| 9  |      | Luciano Urquijo Pangua          | 1926-1931 |
| 10 |      | Rafael González Iglesias        | 1931-1935 |
| 11 |      | José Luis del Valle-Iturriaga   | 1935-1936 |
| 12 |      | José María Fernández Cabello    | 1936-1939 |
| 13 |      | Francisco Vives Camino          | 1939      |
| 14 |      | Luis Navarro Garnica            | 1939-1941 |
| 15 |      | Manuel Gallego Suárez-Somonte   | 1941-1945 |

| !N° | Pays | Nom                                          | Période     |
| --- | ---- | -------------------------------------------- | ----------- |
| 16  |      | Juan Touzón Jurjo                            | 1945-1947   |
| 17  |      | Cesáreo Galíndez Sánchez                     | 1947-1952   |
| 18  |      | Luis Benítez de Lugo & Marqués de la Florida | 1952-1955   |
| 19  |      | Jesús Suevos Fernández-Jove                  | 1955        |
| 20  |      | Javier Barroso                               | 1955-1964   |
| 21  |      | Vicente Calderón                             | 1964-1980   |
| 22  |      | Ricardo de Irezábal Benguría                 | 1980        |
| 23  |      | Alfonso Cabeza Borque                        | 1980-1982   |
| 24  |      | Antonio del Hoyo Álvarez                     | 1982        |
| 25  |      | Agustín Cotorruelo Sendagorta                | 1982        |
| 26  |      | Vicente Calderón                             | 1982-1987   |
| 27  |      | Francisco Javier Castedo Álvarez             | 1987        |
| 28  |      | Jesús Gil                                    | 1987-2003   |
| 29  |      | Enrique Cerezo                               | Depuis 2003 |

### Entraîneurs
Depuis sa création, l'Atlético de Madrid a été entraîné par 77 entraineurs différents, sur 97 périodes différentes.
Depuis le 4 mars 2023, Diego Simeone (637) est l'entraineur comptant le plus de matchs sur le banc de l'Atlético, devançant ainsi Luis Aragonés (613), précédent détenteur de ce record. Cela fait également du technicien argentin l'entraineur ayant dirigé le plus de matchs au sein d'un même club dans l'histoire du football espagnol.
Avec huit trophées, Diego Simeone est l'entraineur le plus titré de l'histoire du club.
Avec 15 saisons à son actif, Luis Aragonés est le manager ayant passé le plus de saisons sur le banc du club colchonero.
A la tête de l'équipe depuis le 23 décembre 2011, Diego Simeone est le technicien ayant eu (et ayant actuellement) la plus longue longévité au club (13 ans, 7 mois et 25 jours).
| N° | Pays | Nom                      | Période   |
| -- | ---- | ------------------------ | --------- |
| 1  |      | Manuel Ansoleaga         | 1921-1922 |
| 2  |      | Urbano Iturbe            | 1922-1923 |
| 3  |      | Vince Hayes              | 1923-1924 |
| 4  |      | Ramón Olalquiaga         | 1924-1925 |
| 5  |      | Fred Pentland            | 1925-1926 |
| 6  |      | Antonio de Miguel        | 1926-1927 |
| 7  |      | Julián Ruete             | 1927      |
| 8  |      | Fred Pentland            | 1927-1929 |
| 9  |      | Ángel Romo               | 1929-1930 |
| 10 |      | Rudolf Jeny              | 1930-1932 |
| 11 |      | Javier Barroso           | 1932      |
| 12 |      | Walter Harris (en)       | 1932-1933 |
| 13 |      | Manuel Anatol            | 1933      |
| 14 |      | Arcadio Arteaga          | 1933      |
| 15 |      | Fred Pentland            | 1933-1935 |
| 16 |      | Josep Samitier           | 1935-1936 |
| 17 |      | Ricardo Zamora           | 1939-1940 |
| 18 |      | Ramón Lafuente           | 1940      |
| 19 |      | Ricardo Zamora           | 1940-1946 |
| 20 |      | Emilio Vidal             | 1946-1948 |
| 21 |      | Lino Taioli              | 1948-1949 |
| 22 |      | Helenio Herrera          | 1949-1953 |
| 23 |      | Ramón Colón              | 1953      |
| 24 |      | Benito Díaz              | 1953-1954 |
| 25 |      | Jacinto Quincoces        | 1954-1955 |
| 26 |      | Antonio Barrios          | 1955-1957 |
| 27 |      | Ferdinand Daučík         | 1957-1959 |
| 28 |      | José Villalonga Llorente | 1959-1962 |
| 29 |      | Rafael García Repullo    | 1962-1963 |
| 30 |      | Adrián Escudero          | 1963      |
| 31 |      | Sabino Barinaga          | 1963-1964 |
| 32 |      | Otto Bumbel              | 1964-1965 |
| 33 |      | Domènec Balmanya         | 1965-1966 |

| N° | Pays | Nom                    | Période   |
| -- | ---- | ---------------------- | --------- |
| 34 |      | Otto Glória            | 1966-1968 |
| 35 |      | Miguel González Pérez  | 1968-1969 |
| 36 |      | Marcel Domingo         | 1969-1971 |
| 37 |      | Max Merkel             | 1971-1973 |
| 38 |      | Juan Carlos Lorenzo    | 1973-1974 |
| 39 |      | Luis Aragonés          | 1974-1978 |
| 40 |      | Héctor Núñez           | 1978      |
| 41 |      | Luis Aragonés          | 1978      |
| 42 |      | Ferenc Szusza          | 1978-1979 |
| 43 |      | Luis Aragonés          | 1979-1980 |
| 44 |      | Jesús Martínez Jayo    | 1980      |
| 45 |      | Marcel Domingo         | 1980      |
| 46 |      | José Luis García Traid | 1980-1981 |
| 47 |      | Luis Cid               | 1981      |
| 48 |      | José Luis García Traid | 1981-1982 |
| 49 |      | Luis Aragonés          | 1982-1986 |
| 50 |      | Vicente Miera          | 1986      |
| 51 |      | Jesús Martínez Jayo    | 1986-1987 |
| 52 |      | Luis Aragonés          | 1987      |
| 53 |      | César Luis Menotti     | 1987-1988 |
| 54 |      | José Ufarte            | 1988      |
| 55 |      | Antonio Briones        | 1988      |
| 56 |      | José Maguregui         | 1988      |
| 57 |      | Antonio Briones        | 1988      |
| 58 |      | Ron Atkinson           | 1988-1989 |
| 59 |      | Colin Addison          | 1989      |
| 60 |      | Antonio Briones        | 1989      |
| 61 |      | Javier Clemente        | 1989-1990 |
| 62 |      | Antonio Briones        | 1990      |
| 63 |      | Joaquín Peiró          | 1990      |
| 64 |      | Iselín Santos Ovejero  | 1990      |
| 65 |      | Tomislav Ivić          | 1990-1991 |
| 66 |      | Luis Aragonés          | 1991-1993 |

| N° | Pays | Nom                   | Période     |
| -- | ---- | --------------------- | ----------- |
| 67 |      | Ramón Heredia         | 1993        |
| 68 |      | Jair Pereira          | 1993        |
| 69 |      | Ramón Heredia         | 1993        |
| 70 |      | Emilio Cruz           | 1993        |
| 71 |      | José Luis Romero      | 1994        |
| 72 |      | Iselín Santos Ovejero | 1994        |
| 73 |      | Jorge D'Alessandro    | 1994        |
| 74 |      | Francisco Maturana    | 1994        |
| 75 |      | Jorge D'Alessandro    | 1994-1995   |
| 76 |      | Alfio Basile          | 1995        |
| 77 |      | Carlos Sánchez Aguiar | 1995        |
| 78 |      | Radomir Antić         | 1995-1998   |
| 79 |      | Arrigo Sacchi         | 1998-1999   |
| 80 |      | Carlos Sánchez Aguiar | 1999        |
| 81 |      | Radomir Antić         | 1999        |
| 82 |      | Claudio Ranieri       | 1999-2000   |
| 83 |      | Radomir Antić         | 2000        |
| 84 |      | Fernando Zambrano     | 2000        |
| 85 |      | Marcos Alonso         | 2000-2001   |
| 86 |      | García Cantarero      | 2001        |
| 87 |      | Luis Aragonés         | 2001-2003   |
| 88 |      | Gregorio Manzano      | 2003-2004   |
| 89 |      | César Ferrando        | 2004-2005   |
| 90 |      | Carlos Bianchi        | 2005-2006   |
| 91 |      | José Murcia           | 2006        |
| 92 |      | Javier Aguirre        | 2006-2009   |
| 93 |      | Abel Resino           | 2009        |
| 94 |      | Santi Denia           | 2009        |
| 95 |      | Quique Sánchez Flores | 2009-2011   |
| 96 |      | Gregorio Manzano      | 2011        |
| 97 |      | Diego Simeone         | depuis 2011 |

### Joueurs emblématiques
Au cours de son histoire, l'Atlético a vu passer dans ses rangs de nombreux joueurs tels que El Niño, Fernando Torres, formé au club et ayant évolué avec l'équipe professionnelle de 2001 à 2007, avant d'être transféré vers Liverpool FC pour la somme de 36 millions d'euros, l'Argentin Sergio Agüero ayant évolué de 2006 à 2011 avant d'être transféré vers Manchester City pour la somme de 45 millions d'euros et le Colombien Falcao, vendu à l'AS Monaco en 2013 pour la somme de 60 millions d'euros.
Le 27 avril 2013, pour les 110 ans du club, des internautes du site du quotidien sportif « Marca » ont établi le meilleur onze-type de l'histoire de l'Atletico : Abel - Aguilera, Luís Pereira, Arteche et Filipe Luís - Luis Aragonés, Diego Simeone et Schuster - Fernando Torres, Futre et Falcao.

#### Joueurs les plus capés
Les Espagnols Koke (471), Adelardo Rodríguez (401 matchs), et Tomás Reñones (367) sont les joueurs qui ont porté le plus souvent le maillot de l'Atlético en Liga. Si on comptabilise tous les matchs effectués par le club, Koke compte 663 matchs devant Adelardo Rodríguez (553) et Reñones (483).
| Rang | Joueurs               | Nationalité | Capes | Capes   | Capes   | Capes  | Capes  | Capes  | Capes  | Capes  | Période                  | Ref.    |
| Rang | Joueurs               | Nationalité | Total | Espagne | Espagne | Europe | Europe | Europe | Europe | Autres | Période                  | Ref.    |
| Rang | Joueurs               | Nationalité | Total | Ligue   | Coupe   | Europe | Europe | Europe | Europe | Autres | Période                  | Ref.    |
| Rang | Joueurs               | Nationalité | Total | Ligue   | Coupe   | C1     | C2     | C3     | SC     | Autres | Période                  | Ref.    |
| ---- | --------------------- | ----------- | ----- | ------- | ------- | ------ | ------ | ------ | ------ | ------ | ------------------------ | ------- |
| 1    | Koke                  | Espagne     | 684   | 485     | 56      | 102    | -      | 28     | 2      | 11     | 2009-0000                | ,       |
| 2    | Adelardo              | Espagne     | 553   | 401     | 81      | 20     | 26     | 5      | -      | 20     | 1959-1976                | [ 247 ] |
| 3    | Jan Oblak             | Slovénie    | 495   | 369     | 18      | 94     | -      | 6      | 1      | 7      | 2014-0000                | ,       |
| 4    | Tomás Reñones         | Espagne     | 483   | 367     | 64      | -      | 20     | 12     | -      | 20     | 1984-1996                | [ 250 ] |
| 5    | Ángel Correa          | Argentine   | 469   | 335     | 39      | 78     | -      | 9      | 1      | 7      | 2015-0000                | [ 251 ] |
| 6    | Enrique Collar        | Espagne     | 468   | 339     | 80      | 14     | 21     | -      | -      | 14     | 1953-1969                | [ 252 ] |
| 7    | Carlos Aguilera Marín | Espagne     | 455   | 365     | 41      | 8      | 6      | 24     | -      | 11     | 1988-1993 puis 1996-2005 | [ 253 ] |
| 8    | Antoine Griezmann     | France      | 445   | 315     | 32      | 83     | -      | 8      | -      | 7      | 2014-2019 puis 2021-0000 | [ 254 ] |
| 9    | Saúl Ñíguez           | Espagne     | 427   | 295     | 35      | 74     | -      | 17     | 1      | 5      | 2014-2025                | [ 255 ] |
| 10   | Isacio Calleja        | Espagne     | 425   | 300     | 76      | 16     | 11     | 2      | -      | 20     | 1958-1972                | [ 256 ] |

Légende

C1 : Matchs de Coupe des Clubs Champions européens ou de Ligue des Champions

C2 : Matchs de Coupe d'Europe des Vainqueurs de Coupe

C3 : Matchs de Coupe UEFA ou de Ligue Europa

SC : Supercoupe d'Europe

Nom en gras : désigne les joueurs encore en activité au sein du club.

#### Meilleurs buteurs
Adrián Escudero est quant à lui le meilleur buteur de l'histoire du club en championnat avec 150 buts.
Si l'on comptabilise tous les buts en compétitions officielles, Antoine Griezmann (192) est le meilleur buteur de l'histoire du club devant Luis Aragonés (173) et Escudero (169) .
En 2009, l'Uruguayen Diego Forlán a marqué l'histoire du club en s'offrant un record de prestige. Il est à ce jour le seul colchonero à avoir été sacré soulier d'or européen.
| Rang | Nom                 | Nationalité         | Buts  | Buts    | Buts    | Buts   | Buts   | Buts   | Buts   | Buts   | Période                  | Ref.    |
| Rang | Nom                 | Nationalité         | Total | Espagne | Espagne | Europe | Europe | Europe | Europe | Autres | Période                  | Ref.    |
| Rang | Nom                 | Nationalité         | Total | Ligue   | Coupe   | Europe | Europe | Europe | Europe | Autres | Période                  | Ref.    |
| Rang | Nom                 | Nationalité         | Total | Ligue   | Coupe   | C1     | C2     | C3     | SC     | Autres | Période                  | Ref.    |
| ---- | ------------------- | ------------------- | ----- | ------- | ------- | ------ | ------ | ------ | ------ | ------ | ------------------------ | ------- |
| 1    | Antoine Griezmann   | France              | 198   | 136     | 16      | 38     | _      | 6      | -      | 2      | 2014-2019 / 2021-        | ,       |
| 2    | Luis Aragonés       | Espagne             | 173   | 123     | 22      | 13     | 4      | 3      | -      | 9      | 1964-1974                | [ 259 ] |
| 3    | Adrián Escudero     | Espagne             | 169   | 150     | 17      | -      | -      | -      | -      | 2      | 1945-1958                | [ 260 ] |
| 4    | Paco Campos         | Espagne             | 158   | 120     | 24      | -      | -      | -      | -      | 14     | 1940-1948                | [ 261 ] |
| 5    | José Eulogio Gárate | Espagne / Argentine | 135   | 109     | 15      | 4      | 1      | 2      | -      | 5      | 1966-1977                | [ 262 ] |
| 6    | Fernando Torres     | Espagne             | 129   | 109     | 14      | 2      | -      | 2      | -      | 2      | 2000-2007 puis 2015-2018 | [ 263 ] |
| 7    | Joaquín Peiró       | Espagne             | 125   | 95      | 21      | 6      | 6      | -      | -      | -      | 1954-1962                | [ 264 ] |
| 8    | Adelardo            | Espagne             | 112   | 73      | 25      | 4      | 5      | -      | -      | 25     | 1959-1976                | [ 247 ] |
| 9    | Julio Elicegui      | Espagne             | 110   | 56      | 10      | -      | -      | -      | -      | 44     | 1933-1936 puis 1939-1940 | [ 265 ] |
| 10   | Enrique Collar      | Espagne             | 104   | 71      | 22      | 6      | 6      | -      | -      | -      | 1953-1969                | [ 252 ] |

Légende

C1 : Matchs de Coupe des Clubs Champions européens ou de Ligue des Champions

C2 : Matchs de Coupe d'Europe des Vainqueurs de Coupe

C3 : Matchs de Coupe UEFA ou de Ligue Europa

SC : Supercoupe d'Europe

Nom en gras : désigne les joueurs encore en activité au sein du club.

#### Transferts les plus chers

##### Dix arrivées les plus chères
Arrivé en provenance du Benfica Lisbonne en 2019 pour un montant avoisinant les 127 millions d'euros, João Félix est la recrue la plus chère de l'histoire de l'Atlético de Madrid, devant Julián Álvarez et Thomas Lemar.
| Rang | Nom              | Nationalité | Montant  | Club vendeur    | Saison    |
| ---- | ---------------- | ----------- | -------- | --------------- | --------- |
| 1    | João Félix       | Portugal    | 127,7 M€ | SL Benfica      | 2019-2020 |
| 2    | Julián Álvarez   | Argentine   | 75,0 M€  | Manchester City | 2024-2025 |
| 3    | Thomas Lemar     | France      | 72,0 M€  | AS Monaco       | 2018-2019 |
| 4    | Diego Costa      | Espagne     | 60,0 M€  | Chelsea FC      | 2017-2018 |
| 5    | Conor Gallagher  | Angleterre  | 42,0 M€  | Chelsea FC      | 2024-2025 |
| 6    | Radamel Falcao   | Colombie    | 40,0 M€  | FC Porto        | 2011-2012 |
| 7    | Vitolo           | Espagne     | 35,6 M€  | Séville FC      | 2017-2018 |
| 8    | Rodrigo De Paul  | Argentine   | 35,0 M€  | Udinese Calcio  | 2021-2022 |
| 9    | Álvaro Morata    | Espagne     | 35,0 M€  | Chelsea FC      | 2019-2020 |
| 10   | Jackson Martínez | Colombie    | 35,0 M€  | FC Porto        | 2015-2016 |

##### Dix ventes les plus chères
Transféré au FC Barcelone en 2019 pour un montant d'environ 120 millions d'euros, Antoine Griezmann est la vente la plus chère de l'histoire de l'Atlético de Madrid, devant Lucas Hernandez et Rodri.
| Rang | Nom               | Nationalité | Montant  | Club acheteur           | Saison    |
| ---- | ----------------- | ----------- | -------- | ----------------------- | --------- |
| 1    | Antoine Griezmann | France      | 120,0 M€ | FC Barcelone            | 2019-2020 |
| 2    | Lucas Hernandez   | France      | 80,0 M€  | Bayern Munich           | 2019-2020 |
| 3    | Rodri             | Espagne     | 70,0 M€  | Manchester City         | 2018-2019 |
| 4    | Thomas Partey     | Ghana       | 50,0 M€  | Arsenal FC              | 2020-2021 |
| 5    | Matheus Cunha     | Brésil      | 50,0 M€  | Wolverhampton Wanderers | 2023-2024 |
| 6    | Radamel Falcao    | Colombie    | 43,0 M€  | AS Monaco               | 2013-2014 |
| 7    | Jackson Martínez  | Colombie    | 42,0 M€  | GZ Evergrande           | 2015-2016 |
| 8    | Sergio Agüero     | Argentine   | 40,0 M€  | Manchester City         | 2011-2012 |
| 9    | Diego Costa       | Espagne     | 38,0 M€  | Chelsea FC              | 2014-2015 |
| 10   | Fernando Torres   | Espagne     | 38,0 M€  | Liverpool FC            | 2007-2008 |

## Effectif professionnel actuel
Le premier tableau liste l'effectif professionnel de l'Atlético de Madrid pour la saison 2025-2026. Le second recense les prêts effectués par le club lors de cette même saison.
En grisé, les sélections de joueurs internationaux chez les jeunes mais n'ayant jamais été appelés aux échelons supérieurs une fois l'âge-limite dépassé ou les joueurs ayant pris leur retraite internationale.

## Structures du club

### Structures sportives

#### Stades
L'Atlético de Madrid a occupé cinq stades tout au long de son histoire. Un stade supplémentaire pourrait être ajouté de facto, car en raison des dommages subis pendant la guerre civile, le club a dû jouer ses rencontres en tant que local pendant plusieurs années au stade Chamartín (1939-1940) et plus tard au Campo de Vallecas (1940-1943) en attendant la reconstruction du sien. Dans ce dernier, l'équipe a remporté ses deux premiers championnats nationaux. Ponctuellement, tout au long de son histoire et en raison de divers hauts et bas, les Rojiblancos ont dû venir jouer à domicile au stade Santiago Bernabéu (stade dans lequel, en tant que visiteur, il a également remporté plusieurs titres).
De plus, l'Atlético de Madrid possède également le stade Cerro del Espino, situé à Majadahonda, où ses équipes réserve et parfois féminine jouent à domicile. Le club possède également la récente Ciudad Deportiva à Alcalá de Henares, où l'équipe féminine joue et où des matches de l'UEFA Youth League sont joués.

##### Stades antérieurs
- Campo del Retiro (1903-1913) : son premier champ était un terrain ouvert et n'avait aucune clôture de séparation avec le public. Pourtant, c'était le meilleur terrain de Madrid à l'époque.

- Campo de O'Donnell (1913-1923) : ce stade de l'Atlético a été une installation pionnière puisqu'il a été doté de la première clôture pour un stade en Espagne et d'une capacité de 10 000 spectateurs. Dans ce domaine, le club a remporté son premier titre officiel.

- Stadium Metropolitano de Madrid (1923-1966): stade de l'Atlético lorsqu'il remporte son premier titre international. Inauguré avec 25 000 spectateurs et plus tard augmenté à 50 000.

- Stade Vicente Calderón (1966-2017): encore une fois une installation pionnière, car toutes les places sont des sièges. Conçu par l'architecte Javier Barroso, ancien joueur, ancien entraîneur et ancien président de l'Atlético. Appelé initialement "Stade Manzanares" de 1966 à 1972, il est renommé par la suite en l'honneur du président Vicente Calderón. Il disposait d'une capacité de 54 907 spectateurs.

L'ancien stade de l'Atlético, le stade Vicente Calderón, démoli en 2019.

##### Stade actuel
L'Estadio Metropolitano est le stade appartenant à l'Atlético de Madrid où la première équipe du club joue ses matchs à domicile depuis la saison 2017/18. La première équipe féminine y a également disputé un match à domicile, comme elle l'a déjà fait à Vicente Calderón, débutant le 17 mars 2018. Le stade, dont le nom est "Estadio Wanda Metropolitano" pour des raisons de parrainage, se nomme de la même façon d'un autre ancien stade du club, le Stadium Metropolitano, où l'Atlético a joué ses matchs entre 1923-1936 et 1943-1966.
Conçu par Antonio Cruz, il a été inauguré en tant que stade appartenant au club le 16 septembre 2017, lors du match Atlético-Málaga (1-0, but de Griezmann, premier buteur du stade). Il a une capacité de 67 829 spectateurs, avec ses tribunes divisées en trois niveaux, formant trois anneaux continus à l'exception du niveau supérieur du côté ouest.
L'édifice a été érigé sur le site de l'ancien stade municipal d'athlétisme connu sous le nom de "La Peineta" (que l'Atlético avait déjà utilisé en 1996 comme terrain d'entraînement et où il joua même un match à domicile). Le 5 mai 2017, l'acte de transfert municipal au club a été officialisé, signé par le conseiller à l'économie et aux finances de la mairie de Madrid, Carlos Sánchez Mato et le PDG de l'Atlético de Madrid Miguel Ángel Gil Marín.
Le stade a notamment été le lieu de la finale de la Ligue des Champions 2018-19, de la finale de la Copa del Rey 2017-18, et il a également accueilli les matchs à domicile de l'équipe nationale espagnole de football, qui a fait ses débuts dans ce stade le 28 mars 2018 en battant l'Argentine 6-1. Le 24 septembre 2018, il a été élu au Sommet mondial du football comme le meilleur stade du monde.

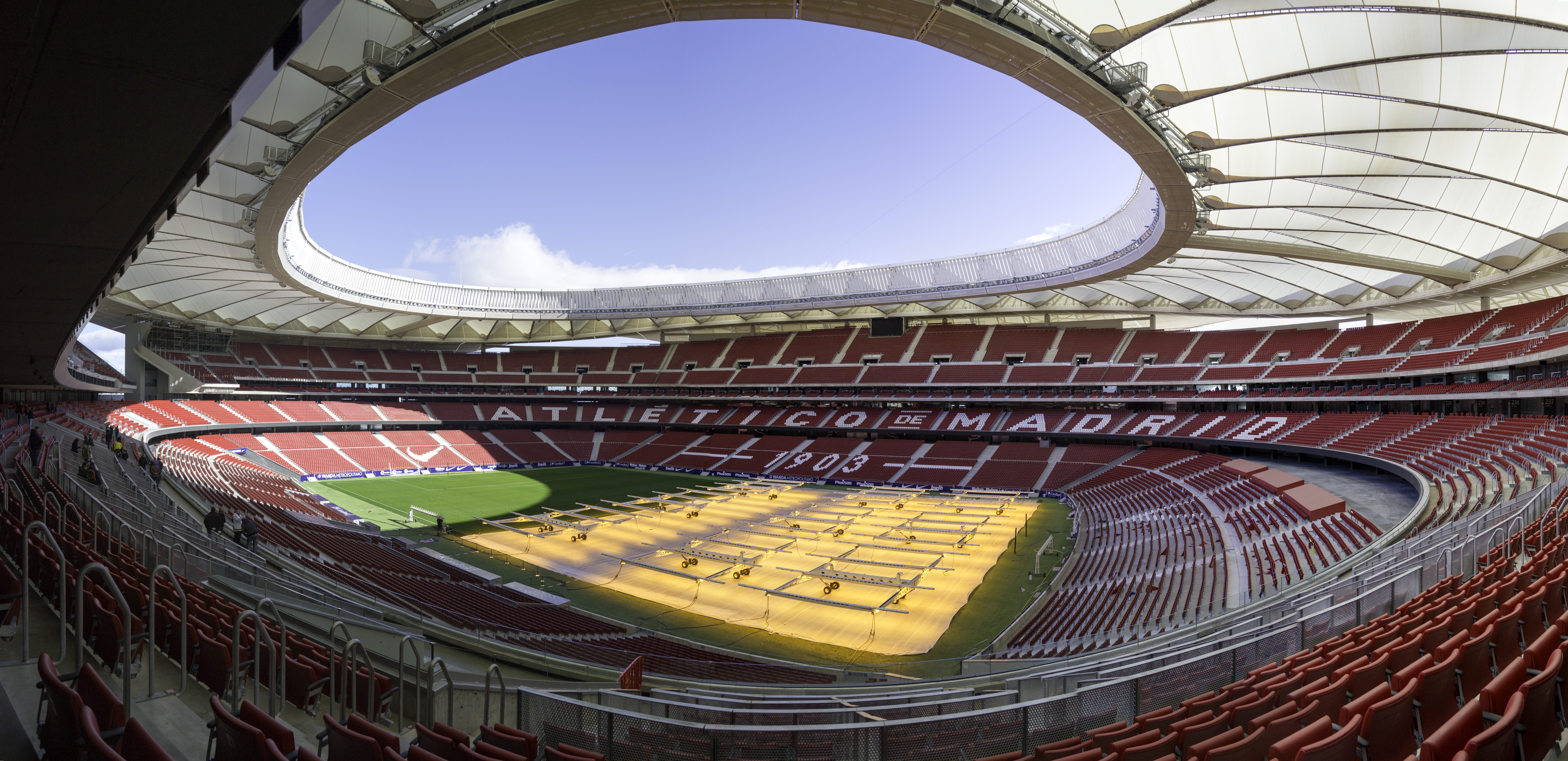
L'actuel stade de l'Atlético, l'estadio Cívitas Metropolitano.

## Identité du club

### Couleurs
Les couleurs du club sont principalement le blanc et le rouge comme l'indique le maillot, ce qui leur vaut le surnom de rojiblancos (les rouge et blanc en français). Ces mêmes couleurs sont à l'origine de l'autre surnom du club, les colchoneros (les « matelassiers » en français), référence aux célèbres matelas espagnols fabriqués au début du XXe siècle, dont le tissu était lui aussi rayé rouge et blanc.

### Hymnes
Le club possède deux hymnes : un historique, composé par Jose Aguilar et Angel Curras en 1972, et celui du centenaire, Motivos de un sentimiento de Joaquín Sabina.
| Paroles espagnoles | Traduction française |
| --- | --- |
| Atléti, Atléti, Atlético de Madrid Atléti, Atléti, Atlético de Madrid Jugando, ganando, peleas como el mejor, Porque siempre la afición, Se estremece con pasión, Cuando quedas entre todos campeón. Y se ve frente el balón A un equipo de verdad Que esta tarde de ambiente llenará Yo me voy al Manzanares Al estadio Vicente Calderón Donde acuden a millares Los que gustan del fútbol de emoción. Porque luchan como hermanos Defendiendo sus colores Con un juego noble y sano Derrochando coraje y corazón. | Atléti, Atléti, Atlético de Madrid Atléti, Atléti, Atlético de Madrid En jouant, en gagnant, tu luttes comme le meilleur Parce que toujours tes supporters Frissonent avec passion Quand tu es d'entre tous le champion Et nous voyons devant le ballon Une véritable équipe Qui ce soir d'ambiance nous comblera Moi je vais au Manzanares Au stade Vicente Calderón D'où arrivent par milliers, Ceux qui aiment du football d'émotion. Parce qu'ils luttent comme des frères Défendant leurs couleurs Avec un jeu noble et sain En y mettant du courage et du cœur. |

### Logos

L'ours, l'arbousier et les sept étoiles présents sur le blason de la ville de Madrid.

Dans son histoire, le club a été représenté par plusieurs identités visuelles. En effet, chaque éléments du blason correspond à une signification bien précise :
- L'ours et l'arbousier (El oso et El Madroño) : ce sont des symboles empruntés à la ville de Madrid. L'ours et l'arbousier sont, pour la ville, apparus pour la première fois au cours du XIIIe siècle quand la ville fut surnommée La Ville de l'Ours et de l'arbousier (Villa de la Osa y el Madroño)[279] en raison du fait que la ville était à l'époque entourée d'un grand nombre d'ours et d'arbousiers (ou du moins un arbre similaire[280]).
- Les sept étoiles : elles sont à nouveau un emprunt à l'emblème de la ville de Madrid[281]. Elles représentent les sept étoiles de la constellation de la Grande Ours. Les cinq branches représentent les cinq provinces limitrophes de la Communauté de Madrid (Segovie, Ávilia, Guadalajara, Cuenca et Tolède)[282].
- Les sept bandes rouges et blanches : elles sont les symboles du club. Elles sont distribuées verticalement entre quatre bandes rouges et trois bandes blanches.

L'aspect du blason inauguré au cours de la saison 2017-2018 possède une forme arrondie sur les bords. Celui-ci comprend dans sa partie supérieure l'ours et l'arbousier et dans la partie inférieure, les sept rayures rouges et blanches.
Vivement critiqué (voire rejeté) par les fans, le nouveau logo de 2017 de l'Atlético tirera sa révérence le 1er juillet 2024 à la suite du vote organisé par le club en juin 2023, à la demande de la commission sociale, formée essentiellement de socios,. Près de 69 000 socios (soit 88,68% des votants) ont voté en faveur du retour de l'ancien escudo. En effet, les supporters ne se sentent pas représentés par ce nouveau blason, qu'ils considèrent comme commercial, et prônent le retour de l’escudo, plus représentatif de leur histoire et de leurs valeurs : celui que le club a arboré plus de 70 ans, depuis 1947.

#### Évolution du logo

1903-1911
1911-1917
1939-1941
1942-1947
1947-2016
2017-2024
2024-

### Uniforme
Le premier maillot de l'histoire de l'Athletic Club de Madrid fut celui qu'utilisait l'Athletic Club de Bilbao, dont Madrid était la filiale. Il était divisé horizontalement en deux, avec une moitié bleu et l'autre blanche. Les shorts et les chaussettes étaient quant à eux de couleur noire, blanche ou bleu. Ce maillot, que les deux équipes basque et madrilène arborait n'était autres qu'un emprunt au club anglais de Blackburn Rovers FC.
Cependant, en 1909, Juanito Elorduy, ancien joueur et désormais membre du conseil d'administration du club, se rend en Angleterre rendre une visite de courtoisie aux Blackburn Rovers dans le but d'y ramener quelques nouveaux maillots. N'en trouvant pas, il décide de ne pas rentrer les mains vides et se dirige alors vers les Saints de Southampton, avec qui il conclut un accord. Il rentre ensuite en Espagne, chargé de ses nouveaux maillots. Ainsi, le club madrilène, tout comme celui de Bilbao, décide d'utiliser ce maillot en 1911. Ce dernier est caractérisé par des bandes rouges et blanches verticales et est accompagné d'un short et de chaussettes bleu, blanc ou noir.
En 1921, le club rojiblanco décide de finalement d'adopter définitivement le short bleu, pour se différencier de l'équipe de Bilbao dont il est en passe de se séparer, qui, elle, arbore le short noir,.
En 1947, les chaussettes utilisées deviennent rouges. C'est la configuration que l'on connait actuellement même s'il arrive quelquefois que ces mêmes chaussettes soient de couleur bleu.

#### Évolution de l'uniforme
| 1903-1911 | 1911-1947 | 1947-1999 | 1999-2000 |

| 2000-2001 | 2001-2002 | 2002-2003 | 2003-2004 | 2004-2005 | 2005-2006 | 2006-2007 | 2007-2008 | 2008-2009 | 2009-2010 |

| 2010-2011 | 2011-2012 | 2012-2013 | 2013-2014 | 2014-2015 | 2015-2016 | 2016-2017 | 2017-2018 | 2018-2019 | 2019-2020 |

| 2020-2021 | 2021-2022 | 2022-2023 | 2023-2024 |

#### Sponsors et équipementiers
En 1981, le club madrilène signe son premier contrat avec un équipementier, puis en 1987, le club accueille son premier sponsor.
| Période   | Équipementier                                                                              | Sponsor maillot | Sponsor short |
| --------- | ------------------------------------------------------------------------------------------ | --------------- | ------------- |
| 1903-1981 | Aucun                                                                                      | Aucun           | Aucun         |
| 1981-1983 | Meyba                                                                                      | Aucun           | Aucun         |
| 1983-1987 |                                                                                            | Aucun           | Aucun         |
| 1987-1990 | Kyocera                                                                                    |                 | Aucun         |
| 1990-1993 | Marbella,                                                                                  |                 | Aucun         |
| 1993-1994 | Antena 3 Télévision                                                                        |                 | Aucun         |
| 1994-1996 | Marbella                                                                                   |                 | Aucun         |
| 1996-1997 | Bandai / Tomagochi                                                                         |                 | Aucun         |
| 1997-1998 | Marbella                                                                                   |                 | Aucun         |
| 1998-1999 | Marbella                                                                                   | [ 295 ]         | Aucun         |
| 1999-2000 | Aucun                                                                                      | [ 295 ]         | Aucun         |
| 2000-2001 | IDEA                                                                                       | [ 295 ]         | Aucun         |
| 2001-2002 | IDEA                                                                                       | [ 296 ]         | Aucun         |
| 2002-2003 | Centenaire du club                                                                         | [ 296 ]         | Aucun         |
| 2003-2005 | Columbia Pictures                                                                          | [ 296 ]         | Racer         |
| 2005-2006 | Kia Motors                                                                                 | [ 296 ]         | AXN,          |
| 2006-2008 | Kia Motors / Kyocera,                                                                      | [ 296 ]         | ASSIA         |
| 2008-2011 | Kia Motors / Kyocera,                                                                      | [ 296 ]         | PAF,          |
| 2011-2012 | Rixos Hotels / Huawei, / Kyocera / Doyen Group,                                            | [ 296 ]         | PAF,          |
| 2012-2013 | Huawei / Azerbaïdjan, Land of Fire,                                                        | [ 296 ]         | Aucun         |
| 2013-2014 | Azerbaïdjan, Land of Fire (incluant Baku 2015 1st European Games) / Kyocera / Huawei,      | [ 296 ]         | Aucun         |
| 2014-2015 | Azerbaïdjan, Land of Fire (incluant Baku 2015 1st European Games) / Huawei, / Plus500 (es) | [ 296 ]         | Aucun         |
| 2015-2018 | Plus500 (es) / Azerbaïdjan, Land of Fire / Huawei                                          | [ 296 ]         | Aucun         |
| 2018-2019 | Plus500 (es) / Hyundai, / Save the Children,                                               | [ 296 ]         | Aucun         |
| 2019-2020 | Plus500 (es) / Hyundai / Ria Money Transfer, / Save the Children                           | [ 296 ]         | Aucun         |
| 2020-2021 | Plus500 (es) / Hyundai / Ria Money Transfer, / Save the Children                           | [ 296 ]         | VERSUS,       |
| 2021-2022 | Plus500 (es) / Hyundai / Ria Money Transfer, / Save the Children                           | [ 296 ]         | Aucun         |
| 2022-2023 | Whalefin / Hyundai / Ria Money Transfer                                                    | [ 296 ]         | Aucun         |
| 2023-2024 | RiyadAir / Hyundai / Ria Money Transfer                                                    | [ 296 ]         | Aucun         |

## Aspects juridiques et économiques

### Aspects juridiques

#### Anciennes dénominations
- Athletic Club (Sucursal de Madrid) (1903-1907) : nom officiel donné lors de la fondation.
- Athletic Club de Madrid (1907-1939) : nom inscrit au registre des associations en 1907.
- Athletic-Aviación Club (1939-1941) : changement de nom conforme à la première clause du contrat de fusion avec le Club de l'Aviation Nationale espagnole.
- Club Atlético-Aviación (1941-1947) : nom donné à la suite de la dictature de Franco, interdisant les anglicismes dans les dénominations.
- Club Atlético de Madrid (1947-1992) : le terme Aviación est retiré à la demande du ministre de l'armée de l'air.
- Club Atlético de Madrid S.A.D (1992-aujourd'hui) : conversion en société sportive anonyme.

### Aspects économiques

#### Éléments comptables
Le tableau ci-dessous résume les différents budgets prévisionnels de l'Atlético de Madrid saison après saison.
| Saison | 2010-2011 | 2011-2012 | 2012-2013 | 2013-2014 | 2014-2015 | 2015-2016 | 2016-2017 | 2017-2018 | 2018-2019 | 2019-2020 |
| Budget | 120 M€    | 135 M€    | N.C       | 192 M€    | 146 M€    | N.C       | 250 M€    | 343 M€    | 293 M€    | 355 M€    |

#### Actionnariat

##### Constitution controversée en société sportive anonyme (S.A.D.)
Sur le plan institutionnel, l'Atlético est légalement constituée en tant que société sportive (S.A.D.) depuis 1992, après l'entrée en vigueur des règles de transformation de pratiquement tous les clubs sportifs d'Espagne. La loi sur le sport 10/1990, du 15 octobre et le décret royal 1084/91, réglementaient la S.A.D. Tous les clubs espagnols de première et deuxième division (à l'exception de Barcelone, du Real Madrid, de l'Athletic Club et d'Osasuna) ont été contraints de devenir S.A.D. dans un délai qui ne pouvait excéder le 30 juin 1992. Dans le cas de l'Atlético de Madrid, le capital social minimum que la nouvelle société devrait avoir, établi par la Commission mixte pour la transformation des clubs en sociétés anonymes publiques de sport , rattaché au Conseil supérieur du sport (CSD), dépassait un peu plus de 2 000 millions de pesetas (2 060 309 000 pesetas), soit environ 12 millions d'euros (12 382 703,55 €).
Jesús Gil dirigeait le club depuis juin 1987 et il était de sa responsabilité de déclencher des élections pour l'été 1991. Cependant, le CSD a autorisé leur non-tenue en raison du processus de transformation des clubs en sociétés.
Le 12 mars 1992, le conseil d'administration du club a publié un communiqué de presse fixant le capital social à souscrire (le club a déterminé un chiffre pratiquement identique à celui fixé par la commission mixte; 2 062 millions de pesetas) , le nombre d'actions émises et les phases et modalités d'acquisition de celles-ci par les partenaires intéressés. Parce que le nombre d'actions souscrites dans la première phase a été réellement réduit (à peine 86 millions de pesetas ont été levées en actions des 2 062 millions de pesetas nécessaires), le conseil d'administration a dû engager une deuxième phase au cours de laquelle les 1 976 millions restants nécessaires ont été mis en vente.
Les jours se sont écoulés avec un très faible taux d'achat d'actions et, ainsi, le dernier jour du terme pour devenir SAD est arrivé. Au 30 juin 1992, seules des actions d'une valeur de 112 millions de pesetas avaient été souscrites, soit 5,5% du capital social total à couvrir; Il s'agit du nombre maximum d'actions que les partenaires ont réussi à acquérir dans les phases d'achat de participation. Dans cette situation, Jesús Gil s'est présenté au siège de la Commission Mixte du CSD avec un acte notarié et des garanties bancaires pour valeur de 1 300 millions de pesetas obtenue à la suite d'un accord in extremis avec Dorna (société pour la promotion du sport détenue par Banco Banesto). Le vice-président de l'époque, Enrique Cerezo, a fait de même à travers un mécanisme analogue, présentant une garantie bancaire de 650 millions de pesetas, de sorte que les garanties de Jesús Gil et Enrique Cerezo ont totalisé 1 950 millions (94,5% du capital à souscrire). De cette façon, l'Atlético de Madrid est devenu une société anonyme de sport, avec Jesús Gil comme président du conseil d'administration et actionnaire majoritaire, et avec Enrique Cerezo comme vice-président et deuxième actionnaire. Le passage à une société anonyme a permis à l'Atlético de se débarrasser de la dette historique de 2 392 millions de pesetas (314 300 000 €) qu'elle avait contractée avec le Trésor.
En 2003, Jesús Gil et Enrique Cerezo ont tous deux été reconnus coupables par le tribunal national dans le cadre du "cas Atlético", pour délit de détournement de fonds, lorsqu'ils ont obtenu la participation majoritaire dans le club sans aucune contribution en capital. La souscription d'actions qui a été effectuée était frauduleuse, puisque les garanties bancaires soumises par les deux le 30 juin 1992, dernier jour du terme pour la conversion en SAD, ont été immédiatement retirées 48 heures plus tard, cependant, la condamnation a finalement été Elle n'a pas pu être appliquée car la Cour suprême, en 2004, a déterminé que la Haute Cour nationale avait commis un vice de forme dans le prononcé de la condamnation, de sorte que, par conséquent, le crime commis, légalement, est devenu prescrits, ce qui signifie que ni les héritiers de Jesús Gil (au moment de la publication de l'arrêt de la Cour suprême, Jesús Gil étaient déjà décédés) ni Enrique Cerezo a dû restituer les 236 056 actions frauduleusement acquises.

##### Augmentation de capital en 2015
Le 24 janvier 2013, le Conseil supérieur du sport (CSD) et la Ligue de football professionnel (LFP) ont favorisé la création d'un nouveau règlement de contrôle économique des clubs professionnels, entré en vigueur au début de la saison 2013/14. .
Dans ce nouveau contexte, le club cherche, par le biais de l'augmentation de capital, à se conformer au contrôle économique imposé par la Commission mixte CSD-LFP. À cet effet, le 22 janvier 2015, l'entrée dans l'actionnariat du club, de l'homme d'affaires chinois Wang Jianlin à travers le groupe Wanda, qui a promis de souscrire un certain nombre d'actions qu'il représente, après l'exécution de l'augmentation de capital que le Conseil d'Administration du Club proposera immédiatement à l'Assemblée Générale, une participation de 20% dans le capital du Club Atlético de Madrid, avec un investissement de 45 millions d'euros.
Après l'acquisition de 20% de l'actionnariat par Wang Jianlin du groupe Wanda, et qui, en raison de problèmes économiques vendus trois ans plus tard, la restructuration de l'actionnariat à partir de 2018 de l'Atlético de Madrid s'est déroulée comme suit: 50% appartiennent à la famille Gil Marín, avec Miguel Ángel Gil Marín devant, 33% à l'Israélien Idan Ofer avec son groupe d'affaires Quantum Pacific Group, 15% pour Enrique Cerezo; et déjà une minorité de 2% aux mains de petits actionnaires.

## Rivalités

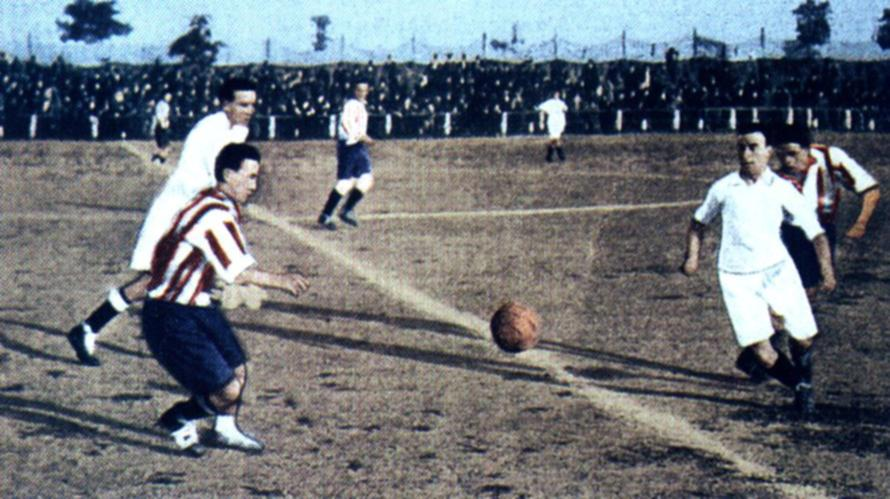
Derby madrilène en 1920.

Depuis la fin du XXe siècle, en raison de problèmes non sportifs et l'assassinat d'Aitor Zabaleta, la relation avec les fans de la Real Sociedad s'est fortement détériorée. Des relations tout aussi tendues avec le Deportivo La Corogne, de la même manière qu'une rivalité avec le Séville FC a surgi (avec en contrepartie des relations de plus en plus bonnes avec le Real Betis Balompié). Historiquement et à ce jour, il existe également une rivalité importante entre l'Atlético de Madrid et le FC Barcelone, un match qui est également considéré comme l'un des «classiques» du football espagnol, puisque les deux clubs sont chaque année favoris au championnat. Cependant, par tradition, la plus grande rivalité est celle qui existe avec les "meringues" voisines.
L'Atlético de Madrid joue contre le Real Madrid, le fameux "derby de Madrid" ou "derby de la capitale". Au delà du match, c'est toute une composante sociologique qui pèse sur l'inconscient collectif : le Real Madrid est associé au pouvoir et à la classe supérieure, tandis que l'Atlético de Madrid est lui rapporté aux classes ouvrières et plus humbles, malgré le fait que, dans les quartiers les plus pauvres de la capitale, il y ait un grand nombre d'adeptes du Real (ainsi que dans les quartiers les plus "riches", où il y a également une grande présence de fans de l'Atlético). Tout au long de l'histoire, les deux clubs se sont affrontés au niveau régional, puis dans quatre compétitions nationales (Liga, Coupe, Supercoupe et Coupe de la Ligue), étant l'un des matchs ayant le plus d'impact sur le football espagnol. Plus récemment, au cours des années 2010, c'est aussi dans les compétitions européennes que les deux rivaux se sont affrontés, notamment en Supercoupe d'Europe et en Ligue des Champions, servant d'affiche pour deux finales de cette dernière en 2014 et 2016.